# Вукашин Брајић
Вукашин (Вуки, Wookee) Брајић (рођен 9. фебруара 1984. године) је поп-рок музичар који је постао познат широј јавности током учествовања у ријалити-шоу Операција Тријумф 2008/2009, који се емитовао на шест националних телевизијских мрежа. У пет балканских земаља Босна и Херцеговина, Србија, Хрватска, Црна Гора и Македонија), где је освојио друго место.
Брајић је представљао Босну и Херцеговину на Песми Евровизије 2010. са песмом "Thunder and Lightning" Едина-Дине Шарана.

## Биографија
Вукашин Брајић је рођен 9. фебруара 1984. године у Санском Мосту, у Југославији, као најстарије од троје деце Сима и Душанке. Има млађег брата Ненада и млађу сестру Невену.
Интерес за музику је показао још у раном детињству када је од родитеља, у трећем разреду, затражио да га упишу у музичку школу, што у тешком ратном времену није било могуће. Управо због рата, Вукашинова породица се 1995. године преселила из Босне и Херцеговине у Србију, у место Мали Пожаревац близу Сопота, где су провели годину дана, да би се након тога преселили у Чачак, где породица Брајић и данас живи. У Чачку је Вукашин довршио основношколско образовање и завршио гимназију. За Чачак су везани и његови музички почеци. Иако му родитељи нису могли приуштити музичко образовање, Вукашин се сам трудио учећи из књига и са интернета па је савладао свирање клавијатура и гитаре, коју је са непуних 15 година добио на поклон од ујака, и рекао породици: „Једнога дана све вас ће ова гитара да храни“. Такође је певао у хору, плесао у плесном клубу Луна и био члан Драмског клуба књижевне омладине. Тако је стекао прва искуства у јавним наступима и такмичењима. Са 19 година одлази из Чачка у Неготин где је уписао Учитељски факултет јер му је он пружао оно што воли – сценски покрет, музику и певање. Вукашин је заволео рад са децом и говорио је како су ђаци његова публика а учионица сцена. Од дипломе га данас дели још само дипломски рад који је одложио због почетка музичке каријере. У Неготину му је цимер био гитариста једног бенда од којег је Вукашин научио много и знатно усавршио свирање гитаре.

## 
Док је био на трећој години факултета одлази из Неготина у Београд. Наиме, 2003. године у Неготину је упознао Дарка Никодијевића и Немању Анђелковића који су исте године снимили неколико песама у мелодичном метал–рок жанру и одлучили направити бенд који су назвали Афект (Affect). Како нису имали вокал, увидевши да Вукашин добро пева, воли музику, а уз то свира гитару, позвали су њега. У лето 2004. године Вукашин је снимио са њима четири песме. Вукашину су се песме свиделе и брзо се пронашао у њима. Почетком 2005. године Афект добија сталну поставу када му се прикључују басиста Никола Димитријевић и бубњар Жељко Деспић. Због ограничених услова, до 2006. године су радили на снимању 10 песама за албум. У лето 2006. године ступили су у контакт са Огњеном Узелцем, директором ПГП РТС-а, који им је пружио могућност да ПГП изда Афекту промотивни цд-сингл са две песме. У јесен 2006. године, у студију 5 ПГП РТС-а су снимили своје две песме: „Ништа више не остаје“ (у енглеском оригиналу "Read from my eyes") и инструменталну обраду традиционалне српске песме „Ајде Јано“, коју су они свирали у хеви-метал жанру. У априлу 2007. године издали су тај промо-сингл објављен у 150 примерака. Уживо су наступали по Београду на местима на којима се свира рокенрол, а уз помоћ екипе радија Београд 202 су наступали и ван Београда. Због много разлога, од којих је један тај да се само Вукашин од свих чланова бенда желео бавити музиком профенсионално, крајем 2007. године Афект је стављен на „чекање“, али Дарко Никодијевић и Немања Анђелковић су и даље уз Вукашина као део тима који ће радити са њим на пројектима који следе.
Вукашин се и након престанка рада Афекта наставља бавити музиком у акустичном дуету Лаки Лук (Lucky Luke)(бивши Аусониа Дуо (Ausonia Duo)) са Марком Марићем. Њих двојица су наступали заједно све до Вукашиновог одласка у Операцију Тријумф. Такође су имали и неколико телевизијских наступа у јутарњим програмима и дневним хроникама.

## Операција Тријумф
Вукашинова прича о Операцији Тријумф почиње када га је његов цимер из Неготина Бојан обавестио да је почело пријављивање, а кум Марко попунио пријавницу. Вукашин, који је у то време био у Неготину, где се посветио факултету, одмах је кренуо са припремама. Отишао је у Београд и сав новац зарађен на свиркама трошио је на часове певања код професорке Тање Андрејић, са којом је радио три месеца. Прошавши на аудицијама, током лета је одрадио неколико промотивних концерата широм Србије са осталим учесницима шоа из Србије. Вукашину је родни град Сански Мост па је, иако већ 13 година живи у Србији, учествовао као представник Босне и Херцеговине.
1. 9.2008. године је почео шоу првом Галом на којој је Вукашин у дуету са Иваном Никодијевић отпевао песме „Када падне ноћ“ Рибље чорбе и „Enter Sandman“, коју изводи Металика (Metallica). Већ на другој Гали уследила је његова прва номинација, а за разлог номинације Вукашин је остао ускраћен. Тада га је спасио директор. На осмој Гали је зарадио прву номинацију након које је публика одлучивала о његовом останку на академији. У неизвесној борби са Ђорђем Гоговим, који је до тада у више наврата био међу фаворитима публике, Вукашин је успео проћи даље. Те вечери је извео песму „More Than Words“ групе Extreme, која је остала запамћена као један од његових најбољих наступа у којем је показао и своје умеће свирања акустичне гитаре, па у дуету са Ђорђем Гоговим песму Ленија Кравица (Lenny Kravitz) „Are You Gonna Go My Way“. Али, већ на следећој Гали наставио се низ у којем је његов останак био стављен пред публику. На 10. Гали је опет номинован, сада са Николом Сарићем. Поново оставши на академији, поред једног од дотадашњих фаворита публике, зарадио је надимак „убица фаворита“.[5] Такмичење је завршио као другопласирани, иза победника Аднана Бабајића. Судећи по објављеним подацима[тражи се извор], Вукашин је освојио приближно 330.000 гласова.

Вукашин се истакао по много чему током шоа и стекао наклоност многобројне публике свих генерација и из свих земаља бивше Југославије. О њему се говори као о човеку који је ујединио простор целе бивше државе. Остао је запамћен по својим одличним вокалним и сценским наступима који су му, према оцени жирија, донели „најбољу просечну оцену од свих студената“. Памти се и по изјави: „Форумаши су најгори људи. И ја сам Форумаш!“, која га је учинила миљеником форумаша.

## Наступи и резултати
| Гала#      | Гала#      | Гала#      | Гала#      | Гала#      | Гала#      | Гала#      | Гала#      | Гала#      | Гала#      | Гала#      | Гала#      | Гала#      | Гала#      | Гала#      | Гала#      | Гала#      | Гала#      | Гала#      | Гала#      | Гала#      | Гала#      | Гала#      | Гала#      | Гала#      | Гала#      | Гала#      | Гала#      | Гала#      | Гала#      | Гала#      | Гала#      | Гала#      | Гала#      | Гала#      | Гала#      | Гала#      | Гала#      | Гала#      | Гала#      | Гала#      | Гала#      | Гала#      | Гала#      | Гала#      | Гала#      | Гала#      | Гала#      | Гала#      | Гала#      | Гала#      | Гала#      | Гала#      | Гала#      | Гала#      | Гала#      | Гала#      | Гала#      | Гала#      | Гала#      | Гала#      | Гала#      | Гала#      | Гала#      | Гала#      | Гала#      | Гала#      | Гала#      | Гала#      | Гала#      | Гала#      | Гала#      | Гала#      | Гала#      | Гала#      | Гала#      | Гала#      | Гала#      | Гала#      | Гала#      | Гала#      | Гала#      | Гала#      | Гала#      | Гала#      | Гала#      | Гала#      | Гала#      | Гала#      | Гала#      | Песма                                                                        | Песма                                                                        | Песма                                                                        | Песма                                                                        | Песма                                                                        | Песма                                                                        | Песма                                                                        | Песма                                                                        | Песма                                                                        | Песма                                                                        | Песма                                                                        | Песма                                                                        | Песма                                                                        | Песма                                                                        | Песма                                                                        | Песма                                                                        | Песма                                                                        | Песма                                                                        | Песма                                                                        | Песма                                                                        | Песма                                                                        | Песма                                                                        | Песма                                                                        | Песма                                                                        | Песма                                                                        | Песма                                                                        | Песма                                                                        | Песма                                                                        | Песма                                                                        | Песма                                                                        | Песма                                                                        | Песма                                                                        | Песма                                                                        | Песма                                                                        | Песма                                                                        | Песма                                                                        | Песма                                                                        | Песма                                                                        | Песма                                                                        | Песма                                                                        | Песма                                                                        | Песма                                                                        | Песма                                                                        | Песма                                                                        | Песма                                                                        | Песма                                                                        | Песма                                                                        | Песма                                                                        | Песма                                                                        | Песма                                                                        | Песма                                                                        | Песма                                                                        | Песма                                                                        | Песма                                                                        | Песма                                                                        | Песма                                                                        | Песма                                                                        | Песма                                                                        | Песма                                                                        | Песма                                                                        | Песма                                                                        | Песма                                                                        | Песма                                                                        | Песма                                                                        | Песма                                                                        | Песма                                                                        | Песма                                                                        | Песма                                                                        | Песма                                                                        | Песма                                                                        | Песма                                                                        | Песма                                                                        | Песма                                                                        | Песма                                                                        | Песма                                                                        | Песма                                                                        | Песма                                                                        | Песма                                                                        | Песма                                                                        | Песма                                                                        | Песма                                                                        | Песма                                                                        | Песма                                                                        | Песма                                                                        | Песма                                                                        | Песма                                                                        | Песма                                                                        | Песма                                                                        | Песма                                                                        | Песма                                                                        | Песма                                                                        | Песма                                                                        | Песма                                                                        | Песма                                                                        | Песма                                                                        | Песма                                                                        | Песма                                                                        | Песма                                                                        | Песма                                                                        | Песма                                                                        | Извођење                                                                         | Извођење                                                                         | Извођење                                                                         | Извођење                                                                         | Извођење                                                                         | Извођење                                                                         | Извођење                                                                         | Извођење                                                                         | Извођење                                                                         | Извођење                                                                         | Извођење                                                                         | Извођење                                                                         | Извођење                                                                         | Извођење                                                                         | Извођење                                                                         | Извођење                                                                         | Извођење                                                                         | Извођење                                                                         | Извођење                                                                         | Извођење                                                                         | Извођење                                                                         | Извођење                                                                         | Извођење                                                                         | Извођење                                                                         | Извођење                                                                         | Извођење                                                                         | Извођење                                                                         | Извођење                                                                         | Извођење                                                                         | Извођење                                                                         | Извођење                                                                         | Извођење                                                                         | Извођење                                                                         | Извођење                                                                         | Извођење                                                                         | Извођење                                                                         | Извођење                                                                         | Извођење                                                                         | Извођење                                                                         | Извођење                                                                         | Извођење                                                                         | Извођење                                                                         | Извођење                                                                         | Извођење                                                                         | Извођење                                                                         | Извођење                                                                         | Извођење                                                                         | Извођење                                                                         | Извођење                                                                         | Извођење                                                                         | Извођење                                                                         | Извођење                                                                         | Извођење                                                                         | Извођење                                                                         | Извођење                                                                         | Извођење                                                                         | Извођење                                                                         | Извођење                                                                         | Извођење                                                                         | Извођење                                                                         | Извођење                                                                         | Извођење                                                                         | Извођење                                                                         | Извођење                                                                         | Извођење                                                                         | Извођење                                                                         | Извођење                                                                         | Извођење                                                                         | Извођење                                                                         | Извођење                                                                         | Извођење                                                                         | Извођење                                                                         | Извођење                                                                         | Извођење                                                                         | Извођење                                                                         | Извођење                                                                         | Извођење                                                                         | Извођење                                                                         | Извођење                                                                         | Извођење                                                                         | Извођење                                                                         | Извођење                                                                         | Извођење                                                                         | Извођење                                                                         | Извођење                                                                         | Извођење                                                                         | Извођење                                                                         | Извођење                                                                         | Извођење                                                                         | Извођење                                                                         | Извођење                                                                         | Извођење                                                                         | Извођење                                                                         | Извођење                                                                         | Извођење                                                                         | Извођење                                                                         | Извођење                                                                         | Извођење                                                                         | Извођење                                                                         | Извођење                                                                         | Извођење                                                                         | Извођење                                                                         | Извођење                                                                         | Извођење                                                                         | Извођење                                                                         | Извођење                                                                         | Извођење                                                                         | Извођење                                                                         | Извођење                                                                         | Извођење                                                                         | Извођење                                                                         | Извођење                                                                         | Извођење                                                                         | Извођење                                                                         | Извођење                                                                         | Извођење                                                                         | Извођење                                                                         | Извођење                                                                         | Извођење                                                                         | Извођење                                                                         | Извођење                                                                         | Извођење                                                                         | Извођење                                                                         | Извођење                                                                         | Извођење                                                                         | Извођење                                                                         | Извођење                                                                         | Извођење                                                                         | Извођење                                                                         | Извођење                                                                         | Оригиналан извођач                        | Оригиналан извођач                        | Оригиналан извођач                        | Оригиналан извођач                        | Оригиналан извођач                        | Оригиналан извођач                        | Оригиналан извођач                        | Оригиналан извођач                        | Оригиналан извођач                        | Оригиналан извођач                        | Оригиналан извођач                        | Оригиналан извођач                        | Оригиналан извођач                        | Оригиналан извођач                        | Оригиналан извођач                        | Оригиналан извођач                        | Оригиналан извођач                        | Оригиналан извођач                        | Оригиналан извођач                        | Оригиналан извођач                        | Оригиналан извођач                        | Оригиналан извођач                        | Оригиналан извођач                        | Оригиналан извођач                        | Оригиналан извођач                        | Оригиналан извођач                        | Оригиналан извођач                        | Оригиналан извођач                        | Оригиналан извођач                        | Оригиналан извођач                        | Оригиналан извођач                        | Оригиналан извођач                        | Оригиналан извођач                        | Оригиналан извођач                        | Оригиналан извођач                        | Оригиналан извођач                        | Оригиналан извођач                        | Оригиналан извођач                        | Оригиналан извођач                        | Оригиналан извођач                        | Оригиналан извођач                        | Оригиналан извођач                        | Оригиналан извођач                        | Оригиналан извођач                        | Оригиналан извођач                        | Оригиналан извођач                        | Оригиналан извођач                        | Оригиналан извођач                        | Оригиналан извођач                        | Оригиналан извођач                        | Оригиналан извођач                        | Оригиналан извођач                        | Оригиналан извођач                        | Оригиналан извођач                        | Оригиналан извођач                        | Оригиналан извођач                        | Оригиналан извођач                        | Оригиналан извођач                        | Оригиналан извођач                        | Оригиналан извођач                        | Оригиналан извођач                        | Оригиналан извођач                        | Оригиналан извођач                        | Оригиналан извођач                        | Оригиналан извођач                        | Оригиналан извођач                        | Оригиналан извођач                        | Оригиналан извођач                        | Оригиналан извођач                        | Оригиналан извођач                        | Оригиналан извођач                        | Оригиналан извођач                        | Оригиналан извођач                        | Оригиналан извођач                        | Оригиналан извођач                        | Оригиналан извођач                        | Оригиналан извођач                        | Оригиналан извођач                        | Оригиналан извођач                        | Оригиналан извођач                        | Оригиналан извођач                        | Оригиналан извођач                        | Оригиналан извођач                        | Оригиналан извођач                        | Оригиналан извођач                        | Оригиналан извођач                        | Оригиналан извођач                        | Оригиналан извођач                        | Оригиналан извођач                        | Оригиналан извођач                        | Оригиналан извођач                        | Оригиналан извођач                        | Оригиналан извођач                        | Оригиналан извођач                        | Оригиналан извођач                        | Оригиналан извођач                        | Оригиналан извођач                        | Оригиналан извођач                        | Оригиналан извођач                        | Оригиналан извођач                        | Номинације/ резултат             | Номинације/ резултат             | Номинације/ резултат             | Номинације/ резултат             | Номинације/ резултат             | Номинације/ резултат             | Номинације/ резултат             | Номинације/ резултат             | Номинације/ резултат             | Номинације/ резултат             | Номинације/ резултат             | Номинације/ резултат             | Номинације/ резултат             | Номинације/ резултат             | Номинације/ резултат             | Номинације/ резултат             | Номинације/ резултат             | Номинације/ резултат             | Номинације/ резултат             | Номинације/ резултат             | Номинације/ резултат             | Номинације/ резултат             | Номинације/ резултат             | Номинације/ резултат             | Номинације/ резултат             | Номинације/ резултат             | Номинације/ резултат             | Номинације/ резултат             | Номинације/ резултат             | Номинације/ резултат             | Номинације/ резултат             | Номинације/ резултат             | Номинације/ резултат             | Номинације/ резултат             | Номинације/ резултат             | Номинације/ резултат             | Номинације/ резултат             | Номинације/ резултат             | Номинације/ резултат             | Номинације/ резултат             | Номинације/ резултат             | Номинације/ резултат             | Номинације/ резултат             | Номинације/ резултат             | Номинације/ резултат             | Номинације/ резултат             | Номинације/ резултат             | Номинације/ резултат             | Номинације/ резултат             | Номинације/ резултат             | Номинације/ резултат             | Номинације/ резултат             | Номинације/ резултат             | Номинације/ резултат             | Номинације/ резултат             | Номинације/ резултат             | Номинације/ резултат             | Номинације/ резултат             | Номинације/ резултат             | Номинације/ резултат             | Номинације/ резултат             | Номинације/ резултат             | Номинације/ резултат             | Номинације/ резултат             | Номинације/ резултат             | Номинације/ резултат             | Номинације/ резултат             | Номинације/ резултат             | Номинације/ резултат             | Номинације/ резултат             | Номинације/ резултат             | Номинације/ резултат             | Номинације/ резултат             | Номинације/ резултат             | Номинације/ резултат             | Номинације/ резултат             | Номинације/ резултат             | Номинације/ резултат             | Номинације/ резултат             | Номинације/ резултат             | Номинације/ резултат             | Номинације/ резултат             | Номинације/ резултат             | Номинације/ резултат             | Номинације/ резултат             | Номинације/ резултат             | Номинације/ резултат             | Номинације/ резултат             | Номинације/ резултат             | Номинације/ резултат             | Номинације/ резултат             | Номинације/ резултат             | Номинације/ резултат             | Номинације/ резултат             | Номинације/ резултат             | Номинације/ резултат             | Номинације/ резултат             | Номинације/ резултат             | Номинације/ резултат             | Номинације/ резултат             |
| 1          | 1          | 1          | 1          | 1          | 1          | 1          | 1          | 1          | 1          | 1          | 1          | 1          | 1          | 1          | 1          | 1          | 1          | 1          | 1          | 1          | 1          | 1          | 1          | 1          | 1          | 1          | 1          | 1          | 1          | 1          | 1          | 1          | 1          | 1          | 1          | 1          | 1          | 1          | 1          | 1          | 1          | 1          | 1          | 1          | 1          | 1          | 1          | 1          | 1          | 1          | 1          | 1          | 1          | 1          | 1          | 1          | 1          | 1          | 1          | 1          | 1          | 1          | 1          | 1          | 1          | 1          | 1          | 1          | 1          | 1          | 1          | 1          | 1          | 1          | 1          | 1          | 1          | 1          | 1          | 1          | 1          | 1          | 1          | 1          | 1          | 1          | 1          | 1          | 1          | „Када падне ноћ“/ "Enter Sandman"                                            | „Када падне ноћ“/ "Enter Sandman"                                            | „Када падне ноћ“/ "Enter Sandman"                                            | „Када падне ноћ“/ "Enter Sandman"                                            | „Када падне ноћ“/ "Enter Sandman"                                            | „Када падне ноћ“/ "Enter Sandman"                                            | „Када падне ноћ“/ "Enter Sandman"                                            | „Када падне ноћ“/ "Enter Sandman"                                            | „Када падне ноћ“/ "Enter Sandman"                                            | „Када падне ноћ“/ "Enter Sandman"                                            | „Када падне ноћ“/ "Enter Sandman"                                            | „Када падне ноћ“/ "Enter Sandman"                                            | „Када падне ноћ“/ "Enter Sandman"                                            | „Када падне ноћ“/ "Enter Sandman"                                            | „Када падне ноћ“/ "Enter Sandman"                                            | „Када падне ноћ“/ "Enter Sandman"                                            | „Када падне ноћ“/ "Enter Sandman"                                            | „Када падне ноћ“/ "Enter Sandman"                                            | „Када падне ноћ“/ "Enter Sandman"                                            | „Када падне ноћ“/ "Enter Sandman"                                            | „Када падне ноћ“/ "Enter Sandman"                                            | „Када падне ноћ“/ "Enter Sandman"                                            | „Када падне ноћ“/ "Enter Sandman"                                            | „Када падне ноћ“/ "Enter Sandman"                                            | „Када падне ноћ“/ "Enter Sandman"                                            | „Када падне ноћ“/ "Enter Sandman"                                            | „Када падне ноћ“/ "Enter Sandman"                                            | „Када падне ноћ“/ "Enter Sandman"                                            | „Када падне ноћ“/ "Enter Sandman"                                            | „Када падне ноћ“/ "Enter Sandman"                                            | „Када падне ноћ“/ "Enter Sandman"                                            | „Када падне ноћ“/ "Enter Sandman"                                            | „Када падне ноћ“/ "Enter Sandman"                                            | „Када падне ноћ“/ "Enter Sandman"                                            | „Када падне ноћ“/ "Enter Sandman"                                            | „Када падне ноћ“/ "Enter Sandman"                                            | „Када падне ноћ“/ "Enter Sandman"                                            | „Када падне ноћ“/ "Enter Sandman"                                            | „Када падне ноћ“/ "Enter Sandman"                                            | „Када падне ноћ“/ "Enter Sandman"                                            | „Када падне ноћ“/ "Enter Sandman"                                            | „Када падне ноћ“/ "Enter Sandman"                                            | „Када падне ноћ“/ "Enter Sandman"                                            | „Када падне ноћ“/ "Enter Sandman"                                            | „Када падне ноћ“/ "Enter Sandman"                                            | „Када падне ноћ“/ "Enter Sandman"                                            | „Када падне ноћ“/ "Enter Sandman"                                            | „Када падне ноћ“/ "Enter Sandman"                                            | „Када падне ноћ“/ "Enter Sandman"                                            | „Када падне ноћ“/ "Enter Sandman"                                            | „Када падне ноћ“/ "Enter Sandman"                                            | „Када падне ноћ“/ "Enter Sandman"                                            | „Када падне ноћ“/ "Enter Sandman"                                            | „Када падне ноћ“/ "Enter Sandman"                                            | „Када падне ноћ“/ "Enter Sandman"                                            | „Када падне ноћ“/ "Enter Sandman"                                            | „Када падне ноћ“/ "Enter Sandman"                                            | „Када падне ноћ“/ "Enter Sandman"                                            | „Када падне ноћ“/ "Enter Sandman"                                            | „Када падне ноћ“/ "Enter Sandman"                                            | „Када падне ноћ“/ "Enter Sandman"                                            | „Када падне ноћ“/ "Enter Sandman"                                            | „Када падне ноћ“/ "Enter Sandman"                                            | „Када падне ноћ“/ "Enter Sandman"                                            | „Када падне ноћ“/ "Enter Sandman"                                            | „Када падне ноћ“/ "Enter Sandman"                                            | „Када падне ноћ“/ "Enter Sandman"                                            | „Када падне ноћ“/ "Enter Sandman"                                            | „Када падне ноћ“/ "Enter Sandman"                                            | „Када падне ноћ“/ "Enter Sandman"                                            | „Када падне ноћ“/ "Enter Sandman"                                            | „Када падне ноћ“/ "Enter Sandman"                                            | „Када падне ноћ“/ "Enter Sandman"                                            | „Када падне ноћ“/ "Enter Sandman"                                            | „Када падне ноћ“/ "Enter Sandman"                                            | „Када падне ноћ“/ "Enter Sandman"                                            | „Када падне ноћ“/ "Enter Sandman"                                            | „Када падне ноћ“/ "Enter Sandman"                                            | „Када падне ноћ“/ "Enter Sandman"                                            | „Када падне ноћ“/ "Enter Sandman"                                            | „Када падне ноћ“/ "Enter Sandman"                                            | „Када падне ноћ“/ "Enter Sandman"                                            | „Када падне ноћ“/ "Enter Sandman"                                            | „Када падне ноћ“/ "Enter Sandman"                                            | „Када падне ноћ“/ "Enter Sandman"                                            | „Када падне ноћ“/ "Enter Sandman"                                            | „Када падне ноћ“/ "Enter Sandman"                                            | „Када падне ноћ“/ "Enter Sandman"                                            | „Када падне ноћ“/ "Enter Sandman"                                            | „Када падне ноћ“/ "Enter Sandman"                                            | „Када падне ноћ“/ "Enter Sandman"                                            | „Када падне ноћ“/ "Enter Sandman"                                            | „Када падне ноћ“/ "Enter Sandman"                                            | „Када падне ноћ“/ "Enter Sandman"                                            | „Када падне ноћ“/ "Enter Sandman"                                            | „Када падне ноћ“/ "Enter Sandman"                                            | „Када падне ноћ“/ "Enter Sandman"                                            | „Када падне ноћ“/ "Enter Sandman"                                            | „Када падне ноћ“/ "Enter Sandman"                                            | „Када падне ноћ“/ "Enter Sandman"                                            | у дуету са Иваном Никодијевић                                                    | у дуету са Иваном Никодијевић                                                    | у дуету са Иваном Никодијевић                                                    | у дуету са Иваном Никодијевић                                                    | у дуету са Иваном Никодијевић                                                    | у дуету са Иваном Никодијевић                                                    | у дуету са Иваном Никодијевић                                                    | у дуету са Иваном Никодијевић                                                    | у дуету са Иваном Никодијевић                                                    | у дуету са Иваном Никодијевић                                                    | у дуету са Иваном Никодијевић                                                    | у дуету са Иваном Никодијевић                                                    | у дуету са Иваном Никодијевић                                                    | у дуету са Иваном Никодијевић                                                    | у дуету са Иваном Никодијевић                                                    | у дуету са Иваном Никодијевић                                                    | у дуету са Иваном Никодијевић                                                    | у дуету са Иваном Никодијевић                                                    | у дуету са Иваном Никодијевић                                                    | у дуету са Иваном Никодијевић                                                    | у дуету са Иваном Никодијевић                                                    | у дуету са Иваном Никодијевић                                                    | у дуету са Иваном Никодијевић                                                    | у дуету са Иваном Никодијевић                                                    | у дуету са Иваном Никодијевић                                                    | у дуету са Иваном Никодијевић                                                    | у дуету са Иваном Никодијевић                                                    | у дуету са Иваном Никодијевић                                                    | у дуету са Иваном Никодијевић                                                    | у дуету са Иваном Никодијевић                                                    | у дуету са Иваном Никодијевић                                                    | у дуету са Иваном Никодијевић                                                    | у дуету са Иваном Никодијевић                                                    | у дуету са Иваном Никодијевић                                                    | у дуету са Иваном Никодијевић                                                    | у дуету са Иваном Никодијевић                                                    | у дуету са Иваном Никодијевић                                                    | у дуету са Иваном Никодијевић                                                    | у дуету са Иваном Никодијевић                                                    | у дуету са Иваном Никодијевић                                                    | у дуету са Иваном Никодијевић                                                    | у дуету са Иваном Никодијевић                                                    | у дуету са Иваном Никодијевић                                                    | у дуету са Иваном Никодијевић                                                    | у дуету са Иваном Никодијевић                                                    | у дуету са Иваном Никодијевић                                                    | у дуету са Иваном Никодијевић                                                    | у дуету са Иваном Никодијевић                                                    | у дуету са Иваном Никодијевић                                                    | у дуету са Иваном Никодијевић                                                    | у дуету са Иваном Никодијевић                                                    | у дуету са Иваном Никодијевић                                                    | у дуету са Иваном Никодијевић                                                    | у дуету са Иваном Никодијевић                                                    | у дуету са Иваном Никодијевић                                                    | у дуету са Иваном Никодијевић                                                    | у дуету са Иваном Никодијевић                                                    | у дуету са Иваном Никодијевић                                                    | у дуету са Иваном Никодијевић                                                    | у дуету са Иваном Никодијевић                                                    | у дуету са Иваном Никодијевић                                                    | у дуету са Иваном Никодијевић                                                    | у дуету са Иваном Никодијевић                                                    | у дуету са Иваном Никодијевић                                                    | у дуету са Иваном Никодијевић                                                    | у дуету са Иваном Никодијевић                                                    | у дуету са Иваном Никодијевић                                                    | у дуету са Иваном Никодијевић                                                    | у дуету са Иваном Никодијевић                                                    | у дуету са Иваном Никодијевић                                                    | у дуету са Иваном Никодијевић                                                    | у дуету са Иваном Никодијевић                                                    | у дуету са Иваном Никодијевић                                                    | у дуету са Иваном Никодијевић                                                    | у дуету са Иваном Никодијевић                                                    | у дуету са Иваном Никодијевић                                                    | у дуету са Иваном Никодијевић                                                    | у дуету са Иваном Никодијевић                                                    | у дуету са Иваном Никодијевић                                                    | у дуету са Иваном Никодијевић                                                    | у дуету са Иваном Никодијевић                                                    | у дуету са Иваном Никодијевић                                                    | у дуету са Иваном Никодијевић                                                    | у дуету са Иваном Никодијевић                                                    | у дуету са Иваном Никодијевић                                                    | у дуету са Иваном Никодијевић                                                    | у дуету са Иваном Никодијевић                                                    | у дуету са Иваном Никодијевић                                                    | у дуету са Иваном Никодијевић                                                    | у дуету са Иваном Никодијевић                                                    | у дуету са Иваном Никодијевић                                                    | у дуету са Иваном Никодијевић                                                    | у дуету са Иваном Никодијевић                                                    | у дуету са Иваном Никодијевић                                                    | у дуету са Иваном Никодијевић                                                    | у дуету са Иваном Никодијевић                                                    | у дуету са Иваном Никодијевић                                                    | у дуету са Иваном Никодијевић                                                    | у дуету са Иваном Никодијевић                                                    | у дуету са Иваном Никодијевић                                                    | у дуету са Иваном Никодијевић                                                    | у дуету са Иваном Никодијевић                                                    | у дуету са Иваном Никодијевић                                                    | у дуету са Иваном Никодијевић                                                    | у дуету са Иваном Никодијевић                                                    | у дуету са Иваном Никодијевић                                                    | у дуету са Иваном Никодијевић                                                    | у дуету са Иваном Никодијевић                                                    | у дуету са Иваном Никодијевић                                                    | у дуету са Иваном Никодијевић                                                    | у дуету са Иваном Никодијевић                                                    | у дуету са Иваном Никодијевић                                                    | у дуету са Иваном Никодијевић                                                    | у дуету са Иваном Никодијевић                                                    | у дуету са Иваном Никодијевић                                                    | у дуету са Иваном Никодијевић                                                    | у дуету са Иваном Никодијевић                                                    | у дуету са Иваном Никодијевић                                                    | у дуету са Иваном Никодијевић                                                    | у дуету са Иваном Никодијевић                                                    | у дуету са Иваном Никодијевић                                                    | у дуету са Иваном Никодијевић                                                    | у дуету са Иваном Никодијевић                                                    | у дуету са Иваном Никодијевић                                                    | у дуету са Иваном Никодијевић                                                    | у дуету са Иваном Никодијевић                                                    | у дуету са Иваном Никодијевић                                                    | у дуету са Иваном Никодијевић                                                    | у дуету са Иваном Никодијевић                                                    | у дуету са Иваном Никодијевић                                                    | Рибља чорба/ Металика                     | Рибља чорба/ Металика                     | Рибља чорба/ Металика                     | Рибља чорба/ Металика                     | Рибља чорба/ Металика                     | Рибља чорба/ Металика                     | Рибља чорба/ Металика                     | Рибља чорба/ Металика                     | Рибља чорба/ Металика                     | Рибља чорба/ Металика                     | Рибља чорба/ Металика                     | Рибља чорба/ Металика                     | Рибља чорба/ Металика                     | Рибља чорба/ Металика                     | Рибља чорба/ Металика                     | Рибља чорба/ Металика                     | Рибља чорба/ Металика                     | Рибља чорба/ Металика                     | Рибља чорба/ Металика                     | Рибља чорба/ Металика                     | Рибља чорба/ Металика                     | Рибља чорба/ Металика                     | Рибља чорба/ Металика                     | Рибља чорба/ Металика                     | Рибља чорба/ Металика                     | Рибља чорба/ Металика                     | Рибља чорба/ Металика                     | Рибља чорба/ Металика                     | Рибља чорба/ Металика                     | Рибља чорба/ Металика                     | Рибља чорба/ Металика                     | Рибља чорба/ Металика                     | Рибља чорба/ Металика                     | Рибља чорба/ Металика                     | Рибља чорба/ Металика                     | Рибља чорба/ Металика                     | Рибља чорба/ Металика                     | Рибља чорба/ Металика                     | Рибља чорба/ Металика                     | Рибља чорба/ Металика                     | Рибља чорба/ Металика                     | Рибља чорба/ Металика                     | Рибља чорба/ Металика                     | Рибља чорба/ Металика                     | Рибља чорба/ Металика                     | Рибља чорба/ Металика                     | Рибља чорба/ Металика                     | Рибља чорба/ Металика                     | Рибља чорба/ Металика                     | Рибља чорба/ Металика                     | Рибља чорба/ Металика                     | Рибља чорба/ Металика                     | Рибља чорба/ Металика                     | Рибља чорба/ Металика                     | Рибља чорба/ Металика                     | Рибља чорба/ Металика                     | Рибља чорба/ Металика                     | Рибља чорба/ Металика                     | Рибља чорба/ Металика                     | Рибља чорба/ Металика                     | Рибља чорба/ Металика                     | Рибља чорба/ Металика                     | Рибља чорба/ Металика                     | Рибља чорба/ Металика                     | Рибља чорба/ Металика                     | Рибља чорба/ Металика                     | Рибља чорба/ Металика                     | Рибља чорба/ Металика                     | Рибља чорба/ Металика                     | Рибља чорба/ Металика                     | Рибља чорба/ Металика                     | Рибља чорба/ Металика                     | Рибља чорба/ Металика                     | Рибља чорба/ Металика                     | Рибља чорба/ Металика                     | Рибља чорба/ Металика                     | Рибља чорба/ Металика                     | Рибља чорба/ Металика                     | Рибља чорба/ Металика                     | Рибља чорба/ Металика                     | Рибља чорба/ Металика                     | Рибља чорба/ Металика                     | Рибља чорба/ Металика                     | Рибља чорба/ Металика                     | Рибља чорба/ Металика                     | Рибља чорба/ Металика                     | Рибља чорба/ Металика                     | Рибља чорба/ Металика                     | Рибља чорба/ Металика                     | Рибља чорба/ Металика                     | Рибља чорба/ Металика                     | Рибља чорба/ Металика                     | Рибља чорба/ Металика                     | Рибља чорба/ Металика                     | Рибља чорба/ Металика                     | Рибља чорба/ Металика                     | Рибља чорба/ Металика                     | Рибља чорба/ Металика                     | Рибља чорба/ Металика                     | Рибља чорба/ Металика                     | сигуран                          | сигуран                          | сигуран                          | сигуран                          | сигуран                          | сигуран                          | сигуран                          | сигуран                          | сигуран                          | сигуран                          | сигуран                          | сигуран                          | сигуран                          | сигуран                          | сигуран                          | сигуран                          | сигуран                          | сигуран                          | сигуран                          | сигуран                          | сигуран                          | сигуран                          | сигуран                          | сигуран                          | сигуран                          | сигуран                          | сигуран                          | сигуран                          | сигуран                          | сигуран                          | сигуран                          | сигуран                          | сигуран                          | сигуран                          | сигуран                          | сигуран                          | сигуран                          | сигуран                          | сигуран                          | сигуран                          | сигуран                          | сигуран                          | сигуран                          | сигуран                          | сигуран                          | сигуран                          | сигуран                          | сигуран                          | сигуран                          | сигуран                          | сигуран                          | сигуран                          | сигуран                          | сигуран                          | сигуран                          | сигуран                          | сигуран                          | сигуран                          | сигуран                          | сигуран                          | сигуран                          | сигуран                          | сигуран                          | сигуран                          | сигуран                          | сигуран                          | сигуран                          | сигуран                          | сигуран                          | сигуран                          | сигуран                          | сигуран                          | сигуран                          | сигуран                          | сигуран                          | сигуран                          | сигуран                          | сигуран                          | сигуран                          | сигуран                          | сигуран                          | сигуран                          | сигуран                          | сигуран                          | сигуран                          | сигуран                          | сигуран                          | сигуран                          | сигуран                          | сигуран                          | сигуран                          | сигуран                          | сигуран                          | сигуран                          | сигуран                          | сигуран                          | сигуран                          | сигуран                          | сигуран                          | сигуран                          |
| 2          | 2          | 2          | 2          | 2          | 2          | 2          | 2          | 2          | 2          | 2          | 2          | 2          | 2          | 2          | 2          | 2          | 2          | 2          | 2          | 2          | 2          | 2          | 2          | 2          | 2          | 2          | 2          | 2          | 2          | 2          | 2          | 2          | 2          | 2          | 2          | 2          | 2          | 2          | 2          | 2          | 2          | 2          | 2          | 2          | 2          | 2          | 2          | 2          | 2          | 2          | 2          | 2          | 2          | 2          | 2          | 2          | 2          | 2          | 2          | 2          | 2          | 2          | 2          | 2          | 2          | 2          | 2          | 2          | 2          | 2          | 2          | 2          | 2          | 2          | 2          | 2          | 2          | 2          | 2          | 2          | 2          | 2          | 2          | 2          | 2          | 2          | 2          | 2          | 2          | „Зажмури“/ „Киселина“                                                        | „Зажмури“/ „Киселина“                                                        | „Зажмури“/ „Киселина“                                                        | „Зажмури“/ „Киселина“                                                        | „Зажмури“/ „Киселина“                                                        | „Зажмури“/ „Киселина“                                                        | „Зажмури“/ „Киселина“                                                        | „Зажмури“/ „Киселина“                                                        | „Зажмури“/ „Киселина“                                                        | „Зажмури“/ „Киселина“                                                        | „Зажмури“/ „Киселина“                                                        | „Зажмури“/ „Киселина“                                                        | „Зажмури“/ „Киселина“                                                        | „Зажмури“/ „Киселина“                                                        | „Зажмури“/ „Киселина“                                                        | „Зажмури“/ „Киселина“                                                        | „Зажмури“/ „Киселина“                                                        | „Зажмури“/ „Киселина“                                                        | „Зажмури“/ „Киселина“                                                        | „Зажмури“/ „Киселина“                                                        | „Зажмури“/ „Киселина“                                                        | „Зажмури“/ „Киселина“                                                        | „Зажмури“/ „Киселина“                                                        | „Зажмури“/ „Киселина“                                                        | „Зажмури“/ „Киселина“                                                        | „Зажмури“/ „Киселина“                                                        | „Зажмури“/ „Киселина“                                                        | „Зажмури“/ „Киселина“                                                        | „Зажмури“/ „Киселина“                                                        | „Зажмури“/ „Киселина“                                                        | „Зажмури“/ „Киселина“                                                        | „Зажмури“/ „Киселина“                                                        | „Зажмури“/ „Киселина“                                                        | „Зажмури“/ „Киселина“                                                        | „Зажмури“/ „Киселина“                                                        | „Зажмури“/ „Киселина“                                                        | „Зажмури“/ „Киселина“                                                        | „Зажмури“/ „Киселина“                                                        | „Зажмури“/ „Киселина“                                                        | „Зажмури“/ „Киселина“                                                        | „Зажмури“/ „Киселина“                                                        | „Зажмури“/ „Киселина“                                                        | „Зажмури“/ „Киселина“                                                        | „Зажмури“/ „Киселина“                                                        | „Зажмури“/ „Киселина“                                                        | „Зажмури“/ „Киселина“                                                        | „Зажмури“/ „Киселина“                                                        | „Зажмури“/ „Киселина“                                                        | „Зажмури“/ „Киселина“                                                        | „Зажмури“/ „Киселина“                                                        | „Зажмури“/ „Киселина“                                                        | „Зажмури“/ „Киселина“                                                        | „Зажмури“/ „Киселина“                                                        | „Зажмури“/ „Киселина“                                                        | „Зажмури“/ „Киселина“                                                        | „Зажмури“/ „Киселина“                                                        | „Зажмури“/ „Киселина“                                                        | „Зажмури“/ „Киселина“                                                        | „Зажмури“/ „Киселина“                                                        | „Зажмури“/ „Киселина“                                                        | „Зажмури“/ „Киселина“                                                        | „Зажмури“/ „Киселина“                                                        | „Зажмури“/ „Киселина“                                                        | „Зажмури“/ „Киселина“                                                        | „Зажмури“/ „Киселина“                                                        | „Зажмури“/ „Киселина“                                                        | „Зажмури“/ „Киселина“                                                        | „Зажмури“/ „Киселина“                                                        | „Зажмури“/ „Киселина“                                                        | „Зажмури“/ „Киселина“                                                        | „Зажмури“/ „Киселина“                                                        | „Зажмури“/ „Киселина“                                                        | „Зажмури“/ „Киселина“                                                        | „Зажмури“/ „Киселина“                                                        | „Зажмури“/ „Киселина“                                                        | „Зажмури“/ „Киселина“                                                        | „Зажмури“/ „Киселина“                                                        | „Зажмури“/ „Киселина“                                                        | „Зажмури“/ „Киселина“                                                        | „Зажмури“/ „Киселина“                                                        | „Зажмури“/ „Киселина“                                                        | „Зажмури“/ „Киселина“                                                        | „Зажмури“/ „Киселина“                                                        | „Зажмури“/ „Киселина“                                                        | „Зажмури“/ „Киселина“                                                        | „Зажмури“/ „Киселина“                                                        | „Зажмури“/ „Киселина“                                                        | „Зажмури“/ „Киселина“                                                        | „Зажмури“/ „Киселина“                                                        | „Зажмури“/ „Киселина“                                                        | „Зажмури“/ „Киселина“                                                        | „Зажмури“/ „Киселина“                                                        | „Зажмури“/ „Киселина“                                                        | „Зажмури“/ „Киселина“                                                        | „Зажмури“/ „Киселина“                                                        | „Зажмури“/ „Киселина“                                                        | „Зажмури“/ „Киселина“                                                        | „Зажмури“/ „Киселина“                                                        | „Зажмури“/ „Киселина“                                                        | „Зажмури“/ „Киселина“                                                        | у дуету са Николом Сарићем                                                       | у дуету са Николом Сарићем                                                       | у дуету са Николом Сарићем                                                       | у дуету са Николом Сарићем                                                       | у дуету са Николом Сарићем                                                       | у дуету са Николом Сарићем                                                       | у дуету са Николом Сарићем                                                       | у дуету са Николом Сарићем                                                       | у дуету са Николом Сарићем                                                       | у дуету са Николом Сарићем                                                       | у дуету са Николом Сарићем                                                       | у дуету са Николом Сарићем                                                       | у дуету са Николом Сарићем                                                       | у дуету са Николом Сарићем                                                       | у дуету са Николом Сарићем                                                       | у дуету са Николом Сарићем                                                       | у дуету са Николом Сарићем                                                       | у дуету са Николом Сарићем                                                       | у дуету са Николом Сарићем                                                       | у дуету са Николом Сарићем                                                       | у дуету са Николом Сарићем                                                       | у дуету са Николом Сарићем                                                       | у дуету са Николом Сарићем                                                       | у дуету са Николом Сарићем                                                       | у дуету са Николом Сарићем                                                       | у дуету са Николом Сарићем                                                       | у дуету са Николом Сарићем                                                       | у дуету са Николом Сарићем                                                       | у дуету са Николом Сарићем                                                       | у дуету са Николом Сарићем                                                       | у дуету са Николом Сарићем                                                       | у дуету са Николом Сарићем                                                       | у дуету са Николом Сарићем                                                       | у дуету са Николом Сарићем                                                       | у дуету са Николом Сарићем                                                       | у дуету са Николом Сарићем                                                       | у дуету са Николом Сарићем                                                       | у дуету са Николом Сарићем                                                       | у дуету са Николом Сарићем                                                       | у дуету са Николом Сарићем                                                       | у дуету са Николом Сарићем                                                       | у дуету са Николом Сарићем                                                       | у дуету са Николом Сарићем                                                       | у дуету са Николом Сарићем                                                       | у дуету са Николом Сарићем                                                       | у дуету са Николом Сарићем                                                       | у дуету са Николом Сарићем                                                       | у дуету са Николом Сарићем                                                       | у дуету са Николом Сарићем                                                       | у дуету са Николом Сарићем                                                       | у дуету са Николом Сарићем                                                       | у дуету са Николом Сарићем                                                       | у дуету са Николом Сарићем                                                       | у дуету са Николом Сарићем                                                       | у дуету са Николом Сарићем                                                       | у дуету са Николом Сарићем                                                       | у дуету са Николом Сарићем                                                       | у дуету са Николом Сарићем                                                       | у дуету са Николом Сарићем                                                       | у дуету са Николом Сарићем                                                       | у дуету са Николом Сарићем                                                       | у дуету са Николом Сарићем                                                       | у дуету са Николом Сарићем                                                       | у дуету са Николом Сарићем                                                       | у дуету са Николом Сарићем                                                       | у дуету са Николом Сарићем                                                       | у дуету са Николом Сарићем                                                       | у дуету са Николом Сарићем                                                       | у дуету са Николом Сарићем                                                       | у дуету са Николом Сарићем                                                       | у дуету са Николом Сарићем                                                       | у дуету са Николом Сарићем                                                       | у дуету са Николом Сарићем                                                       | у дуету са Николом Сарићем                                                       | у дуету са Николом Сарићем                                                       | у дуету са Николом Сарићем                                                       | у дуету са Николом Сарићем                                                       | у дуету са Николом Сарићем                                                       | у дуету са Николом Сарићем                                                       | у дуету са Николом Сарићем                                                       | у дуету са Николом Сарићем                                                       | у дуету са Николом Сарићем                                                       | у дуету са Николом Сарићем                                                       | у дуету са Николом Сарићем                                                       | у дуету са Николом Сарићем                                                       | у дуету са Николом Сарићем                                                       | у дуету са Николом Сарићем                                                       | у дуету са Николом Сарићем                                                       | у дуету са Николом Сарићем                                                       | у дуету са Николом Сарићем                                                       | у дуету са Николом Сарићем                                                       | у дуету са Николом Сарићем                                                       | у дуету са Николом Сарићем                                                       | у дуету са Николом Сарићем                                                       | у дуету са Николом Сарићем                                                       | у дуету са Николом Сарићем                                                       | у дуету са Николом Сарићем                                                       | у дуету са Николом Сарићем                                                       | у дуету са Николом Сарићем                                                       | у дуету са Николом Сарићем                                                       | у дуету са Николом Сарићем                                                       | у дуету са Николом Сарићем                                                       | у дуету са Николом Сарићем                                                       | у дуету са Николом Сарићем                                                       | у дуету са Николом Сарићем                                                       | у дуету са Николом Сарићем                                                       | у дуету са Николом Сарићем                                                       | у дуету са Николом Сарићем                                                       | у дуету са Николом Сарићем                                                       | у дуету са Николом Сарићем                                                       | у дуету са Николом Сарићем                                                       | у дуету са Николом Сарићем                                                       | у дуету са Николом Сарићем                                                       | у дуету са Николом Сарићем                                                       | у дуету са Николом Сарићем                                                       | у дуету са Николом Сарићем                                                       | у дуету са Николом Сарићем                                                       | у дуету са Николом Сарићем                                                       | у дуету са Николом Сарићем                                                       | у дуету са Николом Сарићем                                                       | у дуету са Николом Сарићем                                                       | у дуету са Николом Сарићем                                                       | у дуету са Николом Сарићем                                                       | у дуету са Николом Сарићем                                                       | у дуету са Николом Сарићем                                                       | у дуету са Николом Сарићем                                                       | у дуету са Николом Сарићем                                                       | у дуету са Николом Сарићем                                                       | у дуету са Николом Сарићем                                                       | у дуету са Николом Сарићем                                                       | Бајага/ Ван Гог                           | Бајага/ Ван Гог                           | Бајага/ Ван Гог                           | Бајага/ Ван Гог                           | Бајага/ Ван Гог                           | Бајага/ Ван Гог                           | Бајага/ Ван Гог                           | Бајага/ Ван Гог                           | Бајага/ Ван Гог                           | Бајага/ Ван Гог                           | Бајага/ Ван Гог                           | Бајага/ Ван Гог                           | Бајага/ Ван Гог                           | Бајага/ Ван Гог                           | Бајага/ Ван Гог                           | Бајага/ Ван Гог                           | Бајага/ Ван Гог                           | Бајага/ Ван Гог                           | Бајага/ Ван Гог                           | Бајага/ Ван Гог                           | Бајага/ Ван Гог                           | Бајага/ Ван Гог                           | Бајага/ Ван Гог                           | Бајага/ Ван Гог                           | Бајага/ Ван Гог                           | Бајага/ Ван Гог                           | Бајага/ Ван Гог                           | Бајага/ Ван Гог                           | Бајага/ Ван Гог                           | Бајага/ Ван Гог                           | Бајага/ Ван Гог                           | Бајага/ Ван Гог                           | Бајага/ Ван Гог                           | Бајага/ Ван Гог                           | Бајага/ Ван Гог                           | Бајага/ Ван Гог                           | Бајага/ Ван Гог                           | Бајага/ Ван Гог                           | Бајага/ Ван Гог                           | Бајага/ Ван Гог                           | Бајага/ Ван Гог                           | Бајага/ Ван Гог                           | Бајага/ Ван Гог                           | Бајага/ Ван Гог                           | Бајага/ Ван Гог                           | Бајага/ Ван Гог                           | Бајага/ Ван Гог                           | Бајага/ Ван Гог                           | Бајага/ Ван Гог                           | Бајага/ Ван Гог                           | Бајага/ Ван Гог                           | Бајага/ Ван Гог                           | Бајага/ Ван Гог                           | Бајага/ Ван Гог                           | Бајага/ Ван Гог                           | Бајага/ Ван Гог                           | Бајага/ Ван Гог                           | Бајага/ Ван Гог                           | Бајага/ Ван Гог                           | Бајага/ Ван Гог                           | Бајага/ Ван Гог                           | Бајага/ Ван Гог                           | Бајага/ Ван Гог                           | Бајага/ Ван Гог                           | Бајага/ Ван Гог                           | Бајага/ Ван Гог                           | Бајага/ Ван Гог                           | Бајага/ Ван Гог                           | Бајага/ Ван Гог                           | Бајага/ Ван Гог                           | Бајага/ Ван Гог                           | Бајага/ Ван Гог                           | Бајага/ Ван Гог                           | Бајага/ Ван Гог                           | Бајага/ Ван Гог                           | Бајага/ Ван Гог                           | Бајага/ Ван Гог                           | Бајага/ Ван Гог                           | Бајага/ Ван Гог                           | Бајага/ Ван Гог                           | Бајага/ Ван Гог                           | Бајага/ Ван Гог                           | Бајага/ Ван Гог                           | Бајага/ Ван Гог                           | Бајага/ Ван Гог                           | Бајага/ Ван Гог                           | Бајага/ Ван Гог                           | Бајага/ Ван Гог                           | Бајага/ Ван Гог                           | Бајага/ Ван Гог                           | Бајага/ Ван Гог                           | Бајага/ Ван Гог                           | Бајага/ Ван Гог                           | Бајага/ Ван Гог                           | Бајага/ Ван Гог                           | Бајага/ Ван Гог                           | Бајага/ Ван Гог                           | Бајага/ Ван Гог                           | Бајага/ Ван Гог                           | Бајага/ Ван Гог                           | Н (спашен од академије)          | Н (спашен од академије)          | Н (спашен од академије)          | Н (спашен од академије)          | Н (спашен од академије)          | Н (спашен од академије)          | Н (спашен од академије)          | Н (спашен од академије)          | Н (спашен од академије)          | Н (спашен од академије)          | Н (спашен од академије)          | Н (спашен од академије)          | Н (спашен од академије)          | Н (спашен од академије)          | Н (спашен од академије)          | Н (спашен од академије)          | Н (спашен од академије)          | Н (спашен од академије)          | Н (спашен од академије)          | Н (спашен од академије)          | Н (спашен од академије)          | Н (спашен од академије)          | Н (спашен од академије)          | Н (спашен од академије)          | Н (спашен од академије)          | Н (спашен од академије)          | Н (спашен од академије)          | Н (спашен од академије)          | Н (спашен од академије)          | Н (спашен од академије)          | Н (спашен од академије)          | Н (спашен од академије)          | Н (спашен од академије)          | Н (спашен од академије)          | Н (спашен од академије)          | Н (спашен од академије)          | Н (спашен од академије)          | Н (спашен од академије)          | Н (спашен од академије)          | Н (спашен од академије)          | Н (спашен од академије)          | Н (спашен од академије)          | Н (спашен од академије)          | Н (спашен од академије)          | Н (спашен од академије)          | Н (спашен од академије)          | Н (спашен од академије)          | Н (спашен од академије)          | Н (спашен од академије)          | Н (спашен од академије)          | Н (спашен од академије)          | Н (спашен од академије)          | Н (спашен од академије)          | Н (спашен од академије)          | Н (спашен од академије)          | Н (спашен од академије)          | Н (спашен од академије)          | Н (спашен од академије)          | Н (спашен од академије)          | Н (спашен од академије)          | Н (спашен од академије)          | Н (спашен од академије)          | Н (спашен од академије)          | Н (спашен од академије)          | Н (спашен од академије)          | Н (спашен од академије)          | Н (спашен од академије)          | Н (спашен од академије)          | Н (спашен од академије)          | Н (спашен од академије)          | Н (спашен од академије)          | Н (спашен од академије)          | Н (спашен од академије)          | Н (спашен од академије)          | Н (спашен од академије)          | Н (спашен од академије)          | Н (спашен од академије)          | Н (спашен од академије)          | Н (спашен од академије)          | Н (спашен од академије)          | Н (спашен од академије)          | Н (спашен од академије)          | Н (спашен од академије)          | Н (спашен од академије)          | Н (спашен од академије)          | Н (спашен од академије)          | Н (спашен од академије)          | Н (спашен од академије)          | Н (спашен од академије)          | Н (спашен од академије)          | Н (спашен од академије)          | Н (спашен од академије)          | Н (спашен од академије)          | Н (спашен од академије)          | Н (спашен од академије)          | Н (спашен од академије)          | Н (спашен од академије)          | Н (спашен од академије)          | Н (спашен од академије)          | Н (спашен од академије)          |
| 3          | 3          | 3          | 3          | 3          | 3          | 3          | 3          | 3          | 3          | 3          | 3          | 3          | 3          | 3          | 3          | 3          | 3          | 3          | 3          | 3          | 3          | 3          | 3          | 3          | 3          | 3          | 3          | 3          | 3          | 3          | 3          | 3          | 3          | 3          | 3          | 3          | 3          | 3          | 3          | 3          | 3          | 3          | 3          | 3          | 3          | 3          | 3          | 3          | 3          | 3          | 3          | 3          | 3          | 3          | 3          | 3          | 3          | 3          | 3          | 3          | 3          | 3          | 3          | 3          | 3          | 3          | 3          | 3          | 3          | 3          | 3          | 3          | 3          | 3          | 3          | 3          | 3          | 3          | 3          | 3          | 3          | 3          | 3          | 3          | 3          | 3          | 3          | 3          | 3          | „Супермен“                                                                   | „Супермен“                                                                   | „Супермен“                                                                   | „Супермен“                                                                   | „Супермен“                                                                   | „Супермен“                                                                   | „Супермен“                                                                   | „Супермен“                                                                   | „Супермен“                                                                   | „Супермен“                                                                   | „Супермен“                                                                   | „Супермен“                                                                   | „Супермен“                                                                   | „Супермен“                                                                   | „Супермен“                                                                   | „Супермен“                                                                   | „Супермен“                                                                   | „Супермен“                                                                   | „Супермен“                                                                   | „Супермен“                                                                   | „Супермен“                                                                   | „Супермен“                                                                   | „Супермен“                                                                   | „Супермен“                                                                   | „Супермен“                                                                   | „Супермен“                                                                   | „Супермен“                                                                   | „Супермен“                                                                   | „Супермен“                                                                   | „Супермен“                                                                   | „Супермен“                                                                   | „Супермен“                                                                   | „Супермен“                                                                   | „Супермен“                                                                   | „Супермен“                                                                   | „Супермен“                                                                   | „Супермен“                                                                   | „Супермен“                                                                   | „Супермен“                                                                   | „Супермен“                                                                   | „Супермен“                                                                   | „Супермен“                                                                   | „Супермен“                                                                   | „Супермен“                                                                   | „Супермен“                                                                   | „Супермен“                                                                   | „Супермен“                                                                   | „Супермен“                                                                   | „Супермен“                                                                   | „Супермен“                                                                   | „Супермен“                                                                   | „Супермен“                                                                   | „Супермен“                                                                   | „Супермен“                                                                   | „Супермен“                                                                   | „Супермен“                                                                   | „Супермен“                                                                   | „Супермен“                                                                   | „Супермен“                                                                   | „Супермен“                                                                   | „Супермен“                                                                   | „Супермен“                                                                   | „Супермен“                                                                   | „Супермен“                                                                   | „Супермен“                                                                   | „Супермен“                                                                   | „Супермен“                                                                   | „Супермен“                                                                   | „Супермен“                                                                   | „Супермен“                                                                   | „Супермен“                                                                   | „Супермен“                                                                   | „Супермен“                                                                   | „Супермен“                                                                   | „Супермен“                                                                   | „Супермен“                                                                   | „Супермен“                                                                   | „Супермен“                                                                   | „Супермен“                                                                   | „Супермен“                                                                   | „Супермен“                                                                   | „Супермен“                                                                   | „Супермен“                                                                   | „Супермен“                                                                   | „Супермен“                                                                   | „Супермен“                                                                   | „Супермен“                                                                   | „Супермен“                                                                   | „Супермен“                                                                   | „Супермен“                                                                   | „Супермен“                                                                   | „Супермен“                                                                   | „Супермен“                                                                   | „Супермен“                                                                   | „Супермен“                                                                   | „Супермен“                                                                   | „Супермен“                                                                   | „Супермен“                                                                   | „Супермен“                                                                   | „Супермен“                                                                   | у дуету са Игором Цукровим                                                       | у дуету са Игором Цукровим                                                       | у дуету са Игором Цукровим                                                       | у дуету са Игором Цукровим                                                       | у дуету са Игором Цукровим                                                       | у дуету са Игором Цукровим                                                       | у дуету са Игором Цукровим                                                       | у дуету са Игором Цукровим                                                       | у дуету са Игором Цукровим                                                       | у дуету са Игором Цукровим                                                       | у дуету са Игором Цукровим                                                       | у дуету са Игором Цукровим                                                       | у дуету са Игором Цукровим                                                       | у дуету са Игором Цукровим                                                       | у дуету са Игором Цукровим                                                       | у дуету са Игором Цукровим                                                       | у дуету са Игором Цукровим                                                       | у дуету са Игором Цукровим                                                       | у дуету са Игором Цукровим                                                       | у дуету са Игором Цукровим                                                       | у дуету са Игором Цукровим                                                       | у дуету са Игором Цукровим                                                       | у дуету са Игором Цукровим                                                       | у дуету са Игором Цукровим                                                       | у дуету са Игором Цукровим                                                       | у дуету са Игором Цукровим                                                       | у дуету са Игором Цукровим                                                       | у дуету са Игором Цукровим                                                       | у дуету са Игором Цукровим                                                       | у дуету са Игором Цукровим                                                       | у дуету са Игором Цукровим                                                       | у дуету са Игором Цукровим                                                       | у дуету са Игором Цукровим                                                       | у дуету са Игором Цукровим                                                       | у дуету са Игором Цукровим                                                       | у дуету са Игором Цукровим                                                       | у дуету са Игором Цукровим                                                       | у дуету са Игором Цукровим                                                       | у дуету са Игором Цукровим                                                       | у дуету са Игором Цукровим                                                       | у дуету са Игором Цукровим                                                       | у дуету са Игором Цукровим                                                       | у дуету са Игором Цукровим                                                       | у дуету са Игором Цукровим                                                       | у дуету са Игором Цукровим                                                       | у дуету са Игором Цукровим                                                       | у дуету са Игором Цукровим                                                       | у дуету са Игором Цукровим                                                       | у дуету са Игором Цукровим                                                       | у дуету са Игором Цукровим                                                       | у дуету са Игором Цукровим                                                       | у дуету са Игором Цукровим                                                       | у дуету са Игором Цукровим                                                       | у дуету са Игором Цукровим                                                       | у дуету са Игором Цукровим                                                       | у дуету са Игором Цукровим                                                       | у дуету са Игором Цукровим                                                       | у дуету са Игором Цукровим                                                       | у дуету са Игором Цукровим                                                       | у дуету са Игором Цукровим                                                       | у дуету са Игором Цукровим                                                       | у дуету са Игором Цукровим                                                       | у дуету са Игором Цукровим                                                       | у дуету са Игором Цукровим                                                       | у дуету са Игором Цукровим                                                       | у дуету са Игором Цукровим                                                       | у дуету са Игором Цукровим                                                       | у дуету са Игором Цукровим                                                       | у дуету са Игором Цукровим                                                       | у дуету са Игором Цукровим                                                       | у дуету са Игором Цукровим                                                       | у дуету са Игором Цукровим                                                       | у дуету са Игором Цукровим                                                       | у дуету са Игором Цукровим                                                       | у дуету са Игором Цукровим                                                       | у дуету са Игором Цукровим                                                       | у дуету са Игором Цукровим                                                       | у дуету са Игором Цукровим                                                       | у дуету са Игором Цукровим                                                       | у дуету са Игором Цукровим                                                       | у дуету са Игором Цукровим                                                       | у дуету са Игором Цукровим                                                       | у дуету са Игором Цукровим                                                       | у дуету са Игором Цукровим                                                       | у дуету са Игором Цукровим                                                       | у дуету са Игором Цукровим                                                       | у дуету са Игором Цукровим                                                       | у дуету са Игором Цукровим                                                       | у дуету са Игором Цукровим                                                       | у дуету са Игором Цукровим                                                       | у дуету са Игором Цукровим                                                       | у дуету са Игором Цукровим                                                       | у дуету са Игором Цукровим                                                       | у дуету са Игором Цукровим                                                       | у дуету са Игором Цукровим                                                       | у дуету са Игором Цукровим                                                       | у дуету са Игором Цукровим                                                       | у дуету са Игором Цукровим                                                       | у дуету са Игором Цукровим                                                       | у дуету са Игором Цукровим                                                       | у дуету са Игором Цукровим                                                       | у дуету са Игором Цукровим                                                       | у дуету са Игором Цукровим                                                       | у дуету са Игором Цукровим                                                       | у дуету са Игором Цукровим                                                       | у дуету са Игором Цукровим                                                       | у дуету са Игором Цукровим                                                       | у дуету са Игором Цукровим                                                       | у дуету са Игором Цукровим                                                       | у дуету са Игором Цукровим                                                       | у дуету са Игором Цукровим                                                       | у дуету са Игором Цукровим                                                       | у дуету са Игором Цукровим                                                       | у дуету са Игором Цукровим                                                       | у дуету са Игором Цукровим                                                       | у дуету са Игором Цукровим                                                       | у дуету са Игором Цукровим                                                       | у дуету са Игором Цукровим                                                       | у дуету са Игором Цукровим                                                       | у дуету са Игором Цукровим                                                       | у дуету са Игором Цукровим                                                       | у дуету са Игором Цукровим                                                       | у дуету са Игором Цукровим                                                       | у дуету са Игором Цукровим                                                       | у дуету са Игором Цукровим                                                       | у дуету са Игором Цукровим                                                       | у дуету са Игором Цукровим                                                       | у дуету са Игором Цукровим                                                       | у дуету са Игором Цукровим                                                       | у дуету са Игором Цукровим                                                       | Ж. Јоксимовић/Д. Мерлин                   | Ж. Јоксимовић/Д. Мерлин                   | Ж. Јоксимовић/Д. Мерлин                   | Ж. Јоксимовић/Д. Мерлин                   | Ж. Јоксимовић/Д. Мерлин                   | Ж. Јоксимовић/Д. Мерлин                   | Ж. Јоксимовић/Д. Мерлин                   | Ж. Јоксимовић/Д. Мерлин                   | Ж. Јоксимовић/Д. Мерлин                   | Ж. Јоксимовић/Д. Мерлин                   | Ж. Јоксимовић/Д. Мерлин                   | Ж. Јоксимовић/Д. Мерлин                   | Ж. Јоксимовић/Д. Мерлин                   | Ж. Јоксимовић/Д. Мерлин                   | Ж. Јоксимовић/Д. Мерлин                   | Ж. Јоксимовић/Д. Мерлин                   | Ж. Јоксимовић/Д. Мерлин                   | Ж. Јоксимовић/Д. Мерлин                   | Ж. Јоксимовић/Д. Мерлин                   | Ж. Јоксимовић/Д. Мерлин                   | Ж. Јоксимовић/Д. Мерлин                   | Ж. Јоксимовић/Д. Мерлин                   | Ж. Јоксимовић/Д. Мерлин                   | Ж. Јоксимовић/Д. Мерлин                   | Ж. Јоксимовић/Д. Мерлин                   | Ж. Јоксимовић/Д. Мерлин                   | Ж. Јоксимовић/Д. Мерлин                   | Ж. Јоксимовић/Д. Мерлин                   | Ж. Јоксимовић/Д. Мерлин                   | Ж. Јоксимовић/Д. Мерлин                   | Ж. Јоксимовић/Д. Мерлин                   | Ж. Јоксимовић/Д. Мерлин                   | Ж. Јоксимовић/Д. Мерлин                   | Ж. Јоксимовић/Д. Мерлин                   | Ж. Јоксимовић/Д. Мерлин                   | Ж. Јоксимовић/Д. Мерлин                   | Ж. Јоксимовић/Д. Мерлин                   | Ж. Јоксимовић/Д. Мерлин                   | Ж. Јоксимовић/Д. Мерлин                   | Ж. Јоксимовић/Д. Мерлин                   | Ж. Јоксимовић/Д. Мерлин                   | Ж. Јоксимовић/Д. Мерлин                   | Ж. Јоксимовић/Д. Мерлин                   | Ж. Јоксимовић/Д. Мерлин                   | Ж. Јоксимовић/Д. Мерлин                   | Ж. Јоксимовић/Д. Мерлин                   | Ж. Јоксимовић/Д. Мерлин                   | Ж. Јоксимовић/Д. Мерлин                   | Ж. Јоксимовић/Д. Мерлин                   | Ж. Јоксимовић/Д. Мерлин                   | Ж. Јоксимовић/Д. Мерлин                   | Ж. Јоксимовић/Д. Мерлин                   | Ж. Јоксимовић/Д. Мерлин                   | Ж. Јоксимовић/Д. Мерлин                   | Ж. Јоксимовић/Д. Мерлин                   | Ж. Јоксимовић/Д. Мерлин                   | Ж. Јоксимовић/Д. Мерлин                   | Ж. Јоксимовић/Д. Мерлин                   | Ж. Јоксимовић/Д. Мерлин                   | Ж. Јоксимовић/Д. Мерлин                   | Ж. Јоксимовић/Д. Мерлин                   | Ж. Јоксимовић/Д. Мерлин                   | Ж. Јоксимовић/Д. Мерлин                   | Ж. Јоксимовић/Д. Мерлин                   | Ж. Јоксимовић/Д. Мерлин                   | Ж. Јоксимовић/Д. Мерлин                   | Ж. Јоксимовић/Д. Мерлин                   | Ж. Јоксимовић/Д. Мерлин                   | Ж. Јоксимовић/Д. Мерлин                   | Ж. Јоксимовић/Д. Мерлин                   | Ж. Јоксимовић/Д. Мерлин                   | Ж. Јоксимовић/Д. Мерлин                   | Ж. Јоксимовић/Д. Мерлин                   | Ж. Јоксимовић/Д. Мерлин                   | Ж. Јоксимовић/Д. Мерлин                   | Ж. Јоксимовић/Д. Мерлин                   | Ж. Јоксимовић/Д. Мерлин                   | Ж. Јоксимовић/Д. Мерлин                   | Ж. Јоксимовић/Д. Мерлин                   | Ж. Јоксимовић/Д. Мерлин                   | Ж. Јоксимовић/Д. Мерлин                   | Ж. Јоксимовић/Д. Мерлин                   | Ж. Јоксимовић/Д. Мерлин                   | Ж. Јоксимовић/Д. Мерлин                   | Ж. Јоксимовић/Д. Мерлин                   | Ж. Јоксимовић/Д. Мерлин                   | Ж. Јоксимовић/Д. Мерлин                   | Ж. Јоксимовић/Д. Мерлин                   | Ж. Јоксимовић/Д. Мерлин                   | Ж. Јоксимовић/Д. Мерлин                   | Ж. Јоксимовић/Д. Мерлин                   | Ж. Јоксимовић/Д. Мерлин                   | Ж. Јоксимовић/Д. Мерлин                   | Ж. Јоксимовић/Д. Мерлин                   | Ж. Јоксимовић/Д. Мерлин                   | Ж. Јоксимовић/Д. Мерлин                   | Ж. Јоксимовић/Д. Мерлин                   | Ж. Јоксимовић/Д. Мерлин                   | Ж. Јоксимовић/Д. Мерлин                   | Ж. Јоксимовић/Д. Мерлин                   | сигуран                          | сигуран                          | сигуран                          | сигуран                          | сигуран                          | сигуран                          | сигуран                          | сигуран                          | сигуран                          | сигуран                          | сигуран                          | сигуран                          | сигуран                          | сигуран                          | сигуран                          | сигуран                          | сигуран                          | сигуран                          | сигуран                          | сигуран                          | сигуран                          | сигуран                          | сигуран                          | сигуран                          | сигуран                          | сигуран                          | сигуран                          | сигуран                          | сигуран                          | сигуран                          | сигуран                          | сигуран                          | сигуран                          | сигуран                          | сигуран                          | сигуран                          | сигуран                          | сигуран                          | сигуран                          | сигуран                          | сигуран                          | сигуран                          | сигуран                          | сигуран                          | сигуран                          | сигуран                          | сигуран                          | сигуран                          | сигуран                          | сигуран                          | сигуран                          | сигуран                          | сигуран                          | сигуран                          | сигуран                          | сигуран                          | сигуран                          | сигуран                          | сигуран                          | сигуран                          | сигуран                          | сигуран                          | сигуран                          | сигуран                          | сигуран                          | сигуран                          | сигуран                          | сигуран                          | сигуран                          | сигуран                          | сигуран                          | сигуран                          | сигуран                          | сигуран                          | сигуран                          | сигуран                          | сигуран                          | сигуран                          | сигуран                          | сигуран                          | сигуран                          | сигуран                          | сигуран                          | сигуран                          | сигуран                          | сигуран                          | сигуран                          | сигуран                          | сигуран                          | сигуран                          | сигуран                          | сигуран                          | сигуран                          | сигуран                          | сигуран                          | сигуран                          | сигуран                          | сигуран                          | сигуран                          | сигуран                          |
| 4          | 4          | 4          | 4          | 4          | 4          | 4          | 4          | 4          | 4          | 4          | 4          | 4          | 4          | 4          | 4          | 4          | 4          | 4          | 4          | 4          | 4          | 4          | 4          | 4          | 4          | 4          | 4          | 4          | 4          | 4          | 4          | 4          | 4          | 4          | 4          | 4          | 4          | 4          | 4          | 4          | 4          | 4          | 4          | 4          | 4          | 4          | 4          | 4          | 4          | 4          | 4          | 4          | 4          | 4          | 4          | 4          | 4          | 4          | 4          | 4          | 4          | 4          | 4          | 4          | 4          | 4          | 4          | 4          | 4          | 4          | 4          | 4          | 4          | 4          | 4          | 4          | 4          | 4          | 4          | 4          | 4          | 4          | 4          | 4          | 4          | 4          | 4          | 4          | 4          | "Apologize"                                                                  | "Apologize"                                                                  | "Apologize"                                                                  | "Apologize"                                                                  | "Apologize"                                                                  | "Apologize"                                                                  | "Apologize"                                                                  | "Apologize"                                                                  | "Apologize"                                                                  | "Apologize"                                                                  | "Apologize"                                                                  | "Apologize"                                                                  | "Apologize"                                                                  | "Apologize"                                                                  | "Apologize"                                                                  | "Apologize"                                                                  | "Apologize"                                                                  | "Apologize"                                                                  | "Apologize"                                                                  | "Apologize"                                                                  | "Apologize"                                                                  | "Apologize"                                                                  | "Apologize"                                                                  | "Apologize"                                                                  | "Apologize"                                                                  | "Apologize"                                                                  | "Apologize"                                                                  | "Apologize"                                                                  | "Apologize"                                                                  | "Apologize"                                                                  | "Apologize"                                                                  | "Apologize"                                                                  | "Apologize"                                                                  | "Apologize"                                                                  | "Apologize"                                                                  | "Apologize"                                                                  | "Apologize"                                                                  | "Apologize"                                                                  | "Apologize"                                                                  | "Apologize"                                                                  | "Apologize"                                                                  | "Apologize"                                                                  | "Apologize"                                                                  | "Apologize"                                                                  | "Apologize"                                                                  | "Apologize"                                                                  | "Apologize"                                                                  | "Apologize"                                                                  | "Apologize"                                                                  | "Apologize"                                                                  | "Apologize"                                                                  | "Apologize"                                                                  | "Apologize"                                                                  | "Apologize"                                                                  | "Apologize"                                                                  | "Apologize"                                                                  | "Apologize"                                                                  | "Apologize"                                                                  | "Apologize"                                                                  | "Apologize"                                                                  | "Apologize"                                                                  | "Apologize"                                                                  | "Apologize"                                                                  | "Apologize"                                                                  | "Apologize"                                                                  | "Apologize"                                                                  | "Apologize"                                                                  | "Apologize"                                                                  | "Apologize"                                                                  | "Apologize"                                                                  | "Apologize"                                                                  | "Apologize"                                                                  | "Apologize"                                                                  | "Apologize"                                                                  | "Apologize"                                                                  | "Apologize"                                                                  | "Apologize"                                                                  | "Apologize"                                                                  | "Apologize"                                                                  | "Apologize"                                                                  | "Apologize"                                                                  | "Apologize"                                                                  | "Apologize"                                                                  | "Apologize"                                                                  | "Apologize"                                                                  | "Apologize"                                                                  | "Apologize"                                                                  | "Apologize"                                                                  | "Apologize"                                                                  | "Apologize"                                                                  | "Apologize"                                                                  | "Apologize"                                                                  | "Apologize"                                                                  | "Apologize"                                                                  | "Apologize"                                                                  | "Apologize"                                                                  | "Apologize"                                                                  | "Apologize"                                                                  | "Apologize"                                                                  | "Apologize"                                                                  | у дуету са Соњом Бакић                                                           | у дуету са Соњом Бакић                                                           | у дуету са Соњом Бакић                                                           | у дуету са Соњом Бакић                                                           | у дуету са Соњом Бакић                                                           | у дуету са Соњом Бакић                                                           | у дуету са Соњом Бакић                                                           | у дуету са Соњом Бакић                                                           | у дуету са Соњом Бакић                                                           | у дуету са Соњом Бакић                                                           | у дуету са Соњом Бакић                                                           | у дуету са Соњом Бакић                                                           | у дуету са Соњом Бакић                                                           | у дуету са Соњом Бакић                                                           | у дуету са Соњом Бакић                                                           | у дуету са Соњом Бакић                                                           | у дуету са Соњом Бакић                                                           | у дуету са Соњом Бакић                                                           | у дуету са Соњом Бакић                                                           | у дуету са Соњом Бакић                                                           | у дуету са Соњом Бакић                                                           | у дуету са Соњом Бакић                                                           | у дуету са Соњом Бакић                                                           | у дуету са Соњом Бакић                                                           | у дуету са Соњом Бакић                                                           | у дуету са Соњом Бакић                                                           | у дуету са Соњом Бакић                                                           | у дуету са Соњом Бакић                                                           | у дуету са Соњом Бакић                                                           | у дуету са Соњом Бакић                                                           | у дуету са Соњом Бакић                                                           | у дуету са Соњом Бакић                                                           | у дуету са Соњом Бакић                                                           | у дуету са Соњом Бакић                                                           | у дуету са Соњом Бакић                                                           | у дуету са Соњом Бакић                                                           | у дуету са Соњом Бакић                                                           | у дуету са Соњом Бакић                                                           | у дуету са Соњом Бакић                                                           | у дуету са Соњом Бакић                                                           | у дуету са Соњом Бакић                                                           | у дуету са Соњом Бакић                                                           | у дуету са Соњом Бакић                                                           | у дуету са Соњом Бакић                                                           | у дуету са Соњом Бакић                                                           | у дуету са Соњом Бакић                                                           | у дуету са Соњом Бакић                                                           | у дуету са Соњом Бакић                                                           | у дуету са Соњом Бакић                                                           | у дуету са Соњом Бакић                                                           | у дуету са Соњом Бакић                                                           | у дуету са Соњом Бакић                                                           | у дуету са Соњом Бакић                                                           | у дуету са Соњом Бакић                                                           | у дуету са Соњом Бакић                                                           | у дуету са Соњом Бакић                                                           | у дуету са Соњом Бакић                                                           | у дуету са Соњом Бакић                                                           | у дуету са Соњом Бакић                                                           | у дуету са Соњом Бакић                                                           | у дуету са Соњом Бакић                                                           | у дуету са Соњом Бакић                                                           | у дуету са Соњом Бакић                                                           | у дуету са Соњом Бакић                                                           | у дуету са Соњом Бакић                                                           | у дуету са Соњом Бакић                                                           | у дуету са Соњом Бакић                                                           | у дуету са Соњом Бакић                                                           | у дуету са Соњом Бакић                                                           | у дуету са Соњом Бакић                                                           | у дуету са Соњом Бакић                                                           | у дуету са Соњом Бакић                                                           | у дуету са Соњом Бакић                                                           | у дуету са Соњом Бакић                                                           | у дуету са Соњом Бакић                                                           | у дуету са Соњом Бакић                                                           | у дуету са Соњом Бакић                                                           | у дуету са Соњом Бакић                                                           | у дуету са Соњом Бакић                                                           | у дуету са Соњом Бакић                                                           | у дуету са Соњом Бакић                                                           | у дуету са Соњом Бакић                                                           | у дуету са Соњом Бакић                                                           | у дуету са Соњом Бакић                                                           | у дуету са Соњом Бакић                                                           | у дуету са Соњом Бакић                                                           | у дуету са Соњом Бакић                                                           | у дуету са Соњом Бакић                                                           | у дуету са Соњом Бакић                                                           | у дуету са Соњом Бакић                                                           | у дуету са Соњом Бакић                                                           | у дуету са Соњом Бакић                                                           | у дуету са Соњом Бакић                                                           | у дуету са Соњом Бакић                                                           | у дуету са Соњом Бакић                                                           | у дуету са Соњом Бакић                                                           | у дуету са Соњом Бакић                                                           | у дуету са Соњом Бакић                                                           | у дуету са Соњом Бакић                                                           | у дуету са Соњом Бакић                                                           | у дуету са Соњом Бакић                                                           | у дуету са Соњом Бакић                                                           | у дуету са Соњом Бакић                                                           | у дуету са Соњом Бакић                                                           | у дуету са Соњом Бакић                                                           | у дуету са Соњом Бакић                                                           | у дуету са Соњом Бакић                                                           | у дуету са Соњом Бакић                                                           | у дуету са Соњом Бакић                                                           | у дуету са Соњом Бакић                                                           | у дуету са Соњом Бакић                                                           | у дуету са Соњом Бакић                                                           | у дуету са Соњом Бакић                                                           | у дуету са Соњом Бакић                                                           | у дуету са Соњом Бакић                                                           | у дуету са Соњом Бакић                                                           | у дуету са Соњом Бакић                                                           | у дуету са Соњом Бакић                                                           | у дуету са Соњом Бакић                                                           | у дуету са Соњом Бакић                                                           | у дуету са Соњом Бакић                                                           | у дуету са Соњом Бакић                                                           | у дуету са Соњом Бакић                                                           | у дуету са Соњом Бакић                                                           | у дуету са Соњом Бакић                                                           | у дуету са Соњом Бакић                                                           | у дуету са Соњом Бакић                                                           | у дуету са Соњом Бакић                                                           | у дуету са Соњом Бакић                                                           | у дуету са Соњом Бакић                                                           | OneRepublic                               | OneRepublic                               | OneRepublic                               | OneRepublic                               | OneRepublic                               | OneRepublic                               | OneRepublic                               | OneRepublic                               | OneRepublic                               | OneRepublic                               | OneRepublic                               | OneRepublic                               | OneRepublic                               | OneRepublic                               | OneRepublic                               | OneRepublic                               | OneRepublic                               | OneRepublic                               | OneRepublic                               | OneRepublic                               | OneRepublic                               | OneRepublic                               | OneRepublic                               | OneRepublic                               | OneRepublic                               | OneRepublic                               | OneRepublic                               | OneRepublic                               | OneRepublic                               | OneRepublic                               | OneRepublic                               | OneRepublic                               | OneRepublic                               | OneRepublic                               | OneRepublic                               | OneRepublic                               | OneRepublic                               | OneRepublic                               | OneRepublic                               | OneRepublic                               | OneRepublic                               | OneRepublic                               | OneRepublic                               | OneRepublic                               | OneRepublic                               | OneRepublic                               | OneRepublic                               | OneRepublic                               | OneRepublic                               | OneRepublic                               | OneRepublic                               | OneRepublic                               | OneRepublic                               | OneRepublic                               | OneRepublic                               | OneRepublic                               | OneRepublic                               | OneRepublic                               | OneRepublic                               | OneRepublic                               | OneRepublic                               | OneRepublic                               | OneRepublic                               | OneRepublic                               | OneRepublic                               | OneRepublic                               | OneRepublic                               | OneRepublic                               | OneRepublic                               | OneRepublic                               | OneRepublic                               | OneRepublic                               | OneRepublic                               | OneRepublic                               | OneRepublic                               | OneRepublic                               | OneRepublic                               | OneRepublic                               | OneRepublic                               | OneRepublic                               | OneRepublic                               | OneRepublic                               | OneRepublic                               | OneRepublic                               | OneRepublic                               | OneRepublic                               | OneRepublic                               | OneRepublic                               | OneRepublic                               | OneRepublic                               | OneRepublic                               | OneRepublic                               | OneRepublic                               | OneRepublic                               | OneRepublic                               | OneRepublic                               | OneRepublic                               | OneRepublic                               | OneRepublic                               | OneRepublic                               | сигуран                          | сигуран                          | сигуран                          | сигуран                          | сигуран                          | сигуран                          | сигуран                          | сигуран                          | сигуран                          | сигуран                          | сигуран                          | сигуран                          | сигуран                          | сигуран                          | сигуран                          | сигуран                          | сигуран                          | сигуран                          | сигуран                          | сигуран                          | сигуран                          | сигуран                          | сигуран                          | сигуран                          | сигуран                          | сигуран                          | сигуран                          | сигуран                          | сигуран                          | сигуран                          | сигуран                          | сигуран                          | сигуран                          | сигуран                          | сигуран                          | сигуран                          | сигуран                          | сигуран                          | сигуран                          | сигуран                          | сигуран                          | сигуран                          | сигуран                          | сигуран                          | сигуран                          | сигуран                          | сигуран                          | сигуран                          | сигуран                          | сигуран                          | сигуран                          | сигуран                          | сигуран                          | сигуран                          | сигуран                          | сигуран                          | сигуран                          | сигуран                          | сигуран                          | сигуран                          | сигуран                          | сигуран                          | сигуран                          | сигуран                          | сигуран                          | сигуран                          | сигуран                          | сигуран                          | сигуран                          | сигуран                          | сигуран                          | сигуран                          | сигуран                          | сигуран                          | сигуран                          | сигуран                          | сигуран                          | сигуран                          | сигуран                          | сигуран                          | сигуран                          | сигуран                          | сигуран                          | сигуран                          | сигуран                          | сигуран                          | сигуран                          | сигуран                          | сигуран                          | сигуран                          | сигуран                          | сигуран                          | сигуран                          | сигуран                          | сигуран                          | сигуран                          | сигуран                          | сигуран                          | сигуран                          | сигуран                          |
| 5          | 5          | 5          | 5          | 5          | 5          | 5          | 5          | 5          | 5          | 5          | 5          | 5          | 5          | 5          | 5          | 5          | 5          | 5          | 5          | 5          | 5          | 5          | 5          | 5          | 5          | 5          | 5          | 5          | 5          | 5          | 5          | 5          | 5          | 5          | 5          | 5          | 5          | 5          | 5          | 5          | 5          | 5          | 5          | 5          | 5          | 5          | 5          | 5          | 5          | 5          | 5          | 5          | 5          | 5          | 5          | 5          | 5          | 5          | 5          | 5          | 5          | 5          | 5          | 5          | 5          | 5          | 5          | 5          | 5          | 5          | 5          | 5          | 5          | 5          | 5          | 5          | 5          | 5          | 5          | 5          | 5          | 5          | 5          | 5          | 5          | 5          | 5          | 5          | 5          | "Kids"                                                                       | "Kids"                                                                       | "Kids"                                                                       | "Kids"                                                                       | "Kids"                                                                       | "Kids"                                                                       | "Kids"                                                                       | "Kids"                                                                       | "Kids"                                                                       | "Kids"                                                                       | "Kids"                                                                       | "Kids"                                                                       | "Kids"                                                                       | "Kids"                                                                       | "Kids"                                                                       | "Kids"                                                                       | "Kids"                                                                       | "Kids"                                                                       | "Kids"                                                                       | "Kids"                                                                       | "Kids"                                                                       | "Kids"                                                                       | "Kids"                                                                       | "Kids"                                                                       | "Kids"                                                                       | "Kids"                                                                       | "Kids"                                                                       | "Kids"                                                                       | "Kids"                                                                       | "Kids"                                                                       | "Kids"                                                                       | "Kids"                                                                       | "Kids"                                                                       | "Kids"                                                                       | "Kids"                                                                       | "Kids"                                                                       | "Kids"                                                                       | "Kids"                                                                       | "Kids"                                                                       | "Kids"                                                                       | "Kids"                                                                       | "Kids"                                                                       | "Kids"                                                                       | "Kids"                                                                       | "Kids"                                                                       | "Kids"                                                                       | "Kids"                                                                       | "Kids"                                                                       | "Kids"                                                                       | "Kids"                                                                       | "Kids"                                                                       | "Kids"                                                                       | "Kids"                                                                       | "Kids"                                                                       | "Kids"                                                                       | "Kids"                                                                       | "Kids"                                                                       | "Kids"                                                                       | "Kids"                                                                       | "Kids"                                                                       | "Kids"                                                                       | "Kids"                                                                       | "Kids"                                                                       | "Kids"                                                                       | "Kids"                                                                       | "Kids"                                                                       | "Kids"                                                                       | "Kids"                                                                       | "Kids"                                                                       | "Kids"                                                                       | "Kids"                                                                       | "Kids"                                                                       | "Kids"                                                                       | "Kids"                                                                       | "Kids"                                                                       | "Kids"                                                                       | "Kids"                                                                       | "Kids"                                                                       | "Kids"                                                                       | "Kids"                                                                       | "Kids"                                                                       | "Kids"                                                                       | "Kids"                                                                       | "Kids"                                                                       | "Kids"                                                                       | "Kids"                                                                       | "Kids"                                                                       | "Kids"                                                                       | "Kids"                                                                       | "Kids"                                                                       | "Kids"                                                                       | "Kids"                                                                       | "Kids"                                                                       | "Kids"                                                                       | "Kids"                                                                       | "Kids"                                                                       | "Kids"                                                                       | "Kids"                                                                       | "Kids"                                                                       | "Kids"                                                                       | у дуету са Аном Бебић                                                            | у дуету са Аном Бебић                                                            | у дуету са Аном Бебић                                                            | у дуету са Аном Бебић                                                            | у дуету са Аном Бебић                                                            | у дуету са Аном Бебић                                                            | у дуету са Аном Бебић                                                            | у дуету са Аном Бебић                                                            | у дуету са Аном Бебић                                                            | у дуету са Аном Бебић                                                            | у дуету са Аном Бебић                                                            | у дуету са Аном Бебић                                                            | у дуету са Аном Бебић                                                            | у дуету са Аном Бебић                                                            | у дуету са Аном Бебић                                                            | у дуету са Аном Бебић                                                            | у дуету са Аном Бебић                                                            | у дуету са Аном Бебић                                                            | у дуету са Аном Бебић                                                            | у дуету са Аном Бебић                                                            | у дуету са Аном Бебић                                                            | у дуету са Аном Бебић                                                            | у дуету са Аном Бебић                                                            | у дуету са Аном Бебић                                                            | у дуету са Аном Бебић                                                            | у дуету са Аном Бебић                                                            | у дуету са Аном Бебић                                                            | у дуету са Аном Бебић                                                            | у дуету са Аном Бебић                                                            | у дуету са Аном Бебић                                                            | у дуету са Аном Бебић                                                            | у дуету са Аном Бебић                                                            | у дуету са Аном Бебић                                                            | у дуету са Аном Бебић                                                            | у дуету са Аном Бебић                                                            | у дуету са Аном Бебић                                                            | у дуету са Аном Бебић                                                            | у дуету са Аном Бебић                                                            | у дуету са Аном Бебић                                                            | у дуету са Аном Бебић                                                            | у дуету са Аном Бебић                                                            | у дуету са Аном Бебић                                                            | у дуету са Аном Бебић                                                            | у дуету са Аном Бебић                                                            | у дуету са Аном Бебић                                                            | у дуету са Аном Бебић                                                            | у дуету са Аном Бебић                                                            | у дуету са Аном Бебић                                                            | у дуету са Аном Бебић                                                            | у дуету са Аном Бебић                                                            | у дуету са Аном Бебић                                                            | у дуету са Аном Бебић                                                            | у дуету са Аном Бебић                                                            | у дуету са Аном Бебић                                                            | у дуету са Аном Бебић                                                            | у дуету са Аном Бебић                                                            | у дуету са Аном Бебић                                                            | у дуету са Аном Бебић                                                            | у дуету са Аном Бебић                                                            | у дуету са Аном Бебић                                                            | у дуету са Аном Бебић                                                            | у дуету са Аном Бебић                                                            | у дуету са Аном Бебић                                                            | у дуету са Аном Бебић                                                            | у дуету са Аном Бебић                                                            | у дуету са Аном Бебић                                                            | у дуету са Аном Бебић                                                            | у дуету са Аном Бебић                                                            | у дуету са Аном Бебић                                                            | у дуету са Аном Бебић                                                            | у дуету са Аном Бебић                                                            | у дуету са Аном Бебић                                                            | у дуету са Аном Бебић                                                            | у дуету са Аном Бебић                                                            | у дуету са Аном Бебић                                                            | у дуету са Аном Бебић                                                            | у дуету са Аном Бебић                                                            | у дуету са Аном Бебић                                                            | у дуету са Аном Бебић                                                            | у дуету са Аном Бебић                                                            | у дуету са Аном Бебић                                                            | у дуету са Аном Бебић                                                            | у дуету са Аном Бебић                                                            | у дуету са Аном Бебић                                                            | у дуету са Аном Бебић                                                            | у дуету са Аном Бебић                                                            | у дуету са Аном Бебић                                                            | у дуету са Аном Бебић                                                            | у дуету са Аном Бебић                                                            | у дуету са Аном Бебић                                                            | у дуету са Аном Бебић                                                            | у дуету са Аном Бебић                                                            | у дуету са Аном Бебић                                                            | у дуету са Аном Бебић                                                            | у дуету са Аном Бебић                                                            | у дуету са Аном Бебић                                                            | у дуету са Аном Бебић                                                            | у дуету са Аном Бебић                                                            | у дуету са Аном Бебић                                                            | у дуету са Аном Бебић                                                            | у дуету са Аном Бебић                                                            | у дуету са Аном Бебић                                                            | у дуету са Аном Бебић                                                            | у дуету са Аном Бебић                                                            | у дуету са Аном Бебић                                                            | у дуету са Аном Бебић                                                            | у дуету са Аном Бебић                                                            | у дуету са Аном Бебић                                                            | у дуету са Аном Бебић                                                            | у дуету са Аном Бебић                                                            | у дуету са Аном Бебић                                                            | у дуету са Аном Бебић                                                            | у дуету са Аном Бебић                                                            | у дуету са Аном Бебић                                                            | у дуету са Аном Бебић                                                            | у дуету са Аном Бебић                                                            | у дуету са Аном Бебић                                                            | у дуету са Аном Бебић                                                            | у дуету са Аном Бебић                                                            | у дуету са Аном Бебић                                                            | у дуету са Аном Бебић                                                            | у дуету са Аном Бебић                                                            | у дуету са Аном Бебић                                                            | у дуету са Аном Бебић                                                            | у дуету са Аном Бебић                                                            | у дуету са Аном Бебић                                                            | у дуету са Аном Бебић                                                            | у дуету са Аном Бебић                                                            | у дуету са Аном Бебић                                                            | у дуету са Аном Бебић                                                            | Р. Вилијамс/ К. Миног                     | Р. Вилијамс/ К. Миног                     | Р. Вилијамс/ К. Миног                     | Р. Вилијамс/ К. Миног                     | Р. Вилијамс/ К. Миног                     | Р. Вилијамс/ К. Миног                     | Р. Вилијамс/ К. Миног                     | Р. Вилијамс/ К. Миног                     | Р. Вилијамс/ К. Миног                     | Р. Вилијамс/ К. Миног                     | Р. Вилијамс/ К. Миног                     | Р. Вилијамс/ К. Миног                     | Р. Вилијамс/ К. Миног                     | Р. Вилијамс/ К. Миног                     | Р. Вилијамс/ К. Миног                     | Р. Вилијамс/ К. Миног                     | Р. Вилијамс/ К. Миног                     | Р. Вилијамс/ К. Миног                     | Р. Вилијамс/ К. Миног                     | Р. Вилијамс/ К. Миног                     | Р. Вилијамс/ К. Миног                     | Р. Вилијамс/ К. Миног                     | Р. Вилијамс/ К. Миног                     | Р. Вилијамс/ К. Миног                     | Р. Вилијамс/ К. Миног                     | Р. Вилијамс/ К. Миног                     | Р. Вилијамс/ К. Миног                     | Р. Вилијамс/ К. Миног                     | Р. Вилијамс/ К. Миног                     | Р. Вилијамс/ К. Миног                     | Р. Вилијамс/ К. Миног                     | Р. Вилијамс/ К. Миног                     | Р. Вилијамс/ К. Миног                     | Р. Вилијамс/ К. Миног                     | Р. Вилијамс/ К. Миног                     | Р. Вилијамс/ К. Миног                     | Р. Вилијамс/ К. Миног                     | Р. Вилијамс/ К. Миног                     | Р. Вилијамс/ К. Миног                     | Р. Вилијамс/ К. Миног                     | Р. Вилијамс/ К. Миног                     | Р. Вилијамс/ К. Миног                     | Р. Вилијамс/ К. Миног                     | Р. Вилијамс/ К. Миног                     | Р. Вилијамс/ К. Миног                     | Р. Вилијамс/ К. Миног                     | Р. Вилијамс/ К. Миног                     | Р. Вилијамс/ К. Миног                     | Р. Вилијамс/ К. Миног                     | Р. Вилијамс/ К. Миног                     | Р. Вилијамс/ К. Миног                     | Р. Вилијамс/ К. Миног                     | Р. Вилијамс/ К. Миног                     | Р. Вилијамс/ К. Миног                     | Р. Вилијамс/ К. Миног                     | Р. Вилијамс/ К. Миног                     | Р. Вилијамс/ К. Миног                     | Р. Вилијамс/ К. Миног                     | Р. Вилијамс/ К. Миног                     | Р. Вилијамс/ К. Миног                     | Р. Вилијамс/ К. Миног                     | Р. Вилијамс/ К. Миног                     | Р. Вилијамс/ К. Миног                     | Р. Вилијамс/ К. Миног                     | Р. Вилијамс/ К. Миног                     | Р. Вилијамс/ К. Миног                     | Р. Вилијамс/ К. Миног                     | Р. Вилијамс/ К. Миног                     | Р. Вилијамс/ К. Миног                     | Р. Вилијамс/ К. Миног                     | Р. Вилијамс/ К. Миног                     | Р. Вилијамс/ К. Миног                     | Р. Вилијамс/ К. Миног                     | Р. Вилијамс/ К. Миног                     | Р. Вилијамс/ К. Миног                     | Р. Вилијамс/ К. Миног                     | Р. Вилијамс/ К. Миног                     | Р. Вилијамс/ К. Миног                     | Р. Вилијамс/ К. Миног                     | Р. Вилијамс/ К. Миног                     | Р. Вилијамс/ К. Миног                     | Р. Вилијамс/ К. Миног                     | Р. Вилијамс/ К. Миног                     | Р. Вилијамс/ К. Миног                     | Р. Вилијамс/ К. Миног                     | Р. Вилијамс/ К. Миног                     | Р. Вилијамс/ К. Миног                     | Р. Вилијамс/ К. Миног                     | Р. Вилијамс/ К. Миног                     | Р. Вилијамс/ К. Миног                     | Р. Вилијамс/ К. Миног                     | Р. Вилијамс/ К. Миног                     | Р. Вилијамс/ К. Миног                     | Р. Вилијамс/ К. Миног                     | Р. Вилијамс/ К. Миног                     | Р. Вилијамс/ К. Миног                     | Р. Вилијамс/ К. Миног                     | Р. Вилијамс/ К. Миног                     | Р. Вилијамс/ К. Миног                     | Р. Вилијамс/ К. Миног                     | сигуран                          | сигуран                          | сигуран                          | сигуран                          | сигуран                          | сигуран                          | сигуран                          | сигуран                          | сигуран                          | сигуран                          | сигуран                          | сигуран                          | сигуран                          | сигуран                          | сигуран                          | сигуран                          | сигуран                          | сигуран                          | сигуран                          | сигуран                          | сигуран                          | сигуран                          | сигуран                          | сигуран                          | сигуран                          | сигуран                          | сигуран                          | сигуран                          | сигуран                          | сигуран                          | сигуран                          | сигуран                          | сигуран                          | сигуран                          | сигуран                          | сигуран                          | сигуран                          | сигуран                          | сигуран                          | сигуран                          | сигуран                          | сигуран                          | сигуран                          | сигуран                          | сигуран                          | сигуран                          | сигуран                          | сигуран                          | сигуран                          | сигуран                          | сигуран                          | сигуран                          | сигуран                          | сигуран                          | сигуран                          | сигуран                          | сигуран                          | сигуран                          | сигуран                          | сигуран                          | сигуран                          | сигуран                          | сигуран                          | сигуран                          | сигуран                          | сигуран                          | сигуран                          | сигуран                          | сигуран                          | сигуран                          | сигуран                          | сигуран                          | сигуран                          | сигуран                          | сигуран                          | сигуран                          | сигуран                          | сигуран                          | сигуран                          | сигуран                          | сигуран                          | сигуран                          | сигуран                          | сигуран                          | сигуран                          | сигуран                          | сигуран                          | сигуран                          | сигуран                          | сигуран                          | сигуран                          | сигуран                          | сигуран                          | сигуран                          | сигуран                          | сигуран                          | сигуран                          | сигуран                          | сигуран                          | сигуран                          |
| 6          | 6          | 6          | 6          | 6          | 6          | 6          | 6          | 6          | 6          | 6          | 6          | 6          | 6          | 6          | 6          | 6          | 6          | 6          | 6          | 6          | 6          | 6          | 6          | 6          | 6          | 6          | 6          | 6          | 6          | 6          | 6          | 6          | 6          | 6          | 6          | 6          | 6          | 6          | 6          | 6          | 6          | 6          | 6          | 6          | 6          | 6          | 6          | 6          | 6          | 6          | 6          | 6          | 6          | 6          | 6          | 6          | 6          | 6          | 6          | 6          | 6          | 6          | 6          | 6          | 6          | 6          | 6          | 6          | 6          | 6          | 6          | 6          | 6          | 6          | 6          | 6          | 6          | 6          | 6          | 6          | 6          | 6          | 6          | 6          | 6          | 6          | 6          | 6          | 6          | „Да ми је бити морски пас“/„Ја волим само себе“                              | „Да ми је бити морски пас“/„Ја волим само себе“                              | „Да ми је бити морски пас“/„Ја волим само себе“                              | „Да ми је бити морски пас“/„Ја волим само себе“                              | „Да ми је бити морски пас“/„Ја волим само себе“                              | „Да ми је бити морски пас“/„Ја волим само себе“                              | „Да ми је бити морски пас“/„Ја волим само себе“                              | „Да ми је бити морски пас“/„Ја волим само себе“                              | „Да ми је бити морски пас“/„Ја волим само себе“                              | „Да ми је бити морски пас“/„Ја волим само себе“                              | „Да ми је бити морски пас“/„Ја волим само себе“                              | „Да ми је бити морски пас“/„Ја волим само себе“                              | „Да ми је бити морски пас“/„Ја волим само себе“                              | „Да ми је бити морски пас“/„Ја волим само себе“                              | „Да ми је бити морски пас“/„Ја волим само себе“                              | „Да ми је бити морски пас“/„Ја волим само себе“                              | „Да ми је бити морски пас“/„Ја волим само себе“                              | „Да ми је бити морски пас“/„Ја волим само себе“                              | „Да ми је бити морски пас“/„Ја волим само себе“                              | „Да ми је бити морски пас“/„Ја волим само себе“                              | „Да ми је бити морски пас“/„Ја волим само себе“                              | „Да ми је бити морски пас“/„Ја волим само себе“                              | „Да ми је бити морски пас“/„Ја волим само себе“                              | „Да ми је бити морски пас“/„Ја волим само себе“                              | „Да ми је бити морски пас“/„Ја волим само себе“                              | „Да ми је бити морски пас“/„Ја волим само себе“                              | „Да ми је бити морски пас“/„Ја волим само себе“                              | „Да ми је бити морски пас“/„Ја волим само себе“                              | „Да ми је бити морски пас“/„Ја волим само себе“                              | „Да ми је бити морски пас“/„Ја волим само себе“                              | „Да ми је бити морски пас“/„Ја волим само себе“                              | „Да ми је бити морски пас“/„Ја волим само себе“                              | „Да ми је бити морски пас“/„Ја волим само себе“                              | „Да ми је бити морски пас“/„Ја волим само себе“                              | „Да ми је бити морски пас“/„Ја волим само себе“                              | „Да ми је бити морски пас“/„Ја волим само себе“                              | „Да ми је бити морски пас“/„Ја волим само себе“                              | „Да ми је бити морски пас“/„Ја волим само себе“                              | „Да ми је бити морски пас“/„Ја волим само себе“                              | „Да ми је бити морски пас“/„Ја волим само себе“                              | „Да ми је бити морски пас“/„Ја волим само себе“                              | „Да ми је бити морски пас“/„Ја волим само себе“                              | „Да ми је бити морски пас“/„Ја волим само себе“                              | „Да ми је бити морски пас“/„Ја волим само себе“                              | „Да ми је бити морски пас“/„Ја волим само себе“                              | „Да ми је бити морски пас“/„Ја волим само себе“                              | „Да ми је бити морски пас“/„Ја волим само себе“                              | „Да ми је бити морски пас“/„Ја волим само себе“                              | „Да ми је бити морски пас“/„Ја волим само себе“                              | „Да ми је бити морски пас“/„Ја волим само себе“                              | „Да ми је бити морски пас“/„Ја волим само себе“                              | „Да ми је бити морски пас“/„Ја волим само себе“                              | „Да ми је бити морски пас“/„Ја волим само себе“                              | „Да ми је бити морски пас“/„Ја волим само себе“                              | „Да ми је бити морски пас“/„Ја волим само себе“                              | „Да ми је бити морски пас“/„Ја волим само себе“                              | „Да ми је бити морски пас“/„Ја волим само себе“                              | „Да ми је бити морски пас“/„Ја волим само себе“                              | „Да ми је бити морски пас“/„Ја волим само себе“                              | „Да ми је бити морски пас“/„Ја волим само себе“                              | „Да ми је бити морски пас“/„Ја волим само себе“                              | „Да ми је бити морски пас“/„Ја волим само себе“                              | „Да ми је бити морски пас“/„Ја волим само себе“                              | „Да ми је бити морски пас“/„Ја волим само себе“                              | „Да ми је бити морски пас“/„Ја волим само себе“                              | „Да ми је бити морски пас“/„Ја волим само себе“                              | „Да ми је бити морски пас“/„Ја волим само себе“                              | „Да ми је бити морски пас“/„Ја волим само себе“                              | „Да ми је бити морски пас“/„Ја волим само себе“                              | „Да ми је бити морски пас“/„Ја волим само себе“                              | „Да ми је бити морски пас“/„Ја волим само себе“                              | „Да ми је бити морски пас“/„Ја волим само себе“                              | „Да ми је бити морски пас“/„Ја волим само себе“                              | „Да ми је бити морски пас“/„Ја волим само себе“                              | „Да ми је бити морски пас“/„Ја волим само себе“                              | „Да ми је бити морски пас“/„Ја волим само себе“                              | „Да ми је бити морски пас“/„Ја волим само себе“                              | „Да ми је бити морски пас“/„Ја волим само себе“                              | „Да ми је бити морски пас“/„Ја волим само себе“                              | „Да ми је бити морски пас“/„Ја волим само себе“                              | „Да ми је бити морски пас“/„Ја волим само себе“                              | „Да ми је бити морски пас“/„Ја волим само себе“                              | „Да ми је бити морски пас“/„Ја волим само себе“                              | „Да ми је бити морски пас“/„Ја волим само себе“                              | „Да ми је бити морски пас“/„Ја волим само себе“                              | „Да ми је бити морски пас“/„Ја волим само себе“                              | „Да ми је бити морски пас“/„Ја волим само себе“                              | „Да ми је бити морски пас“/„Ја волим само себе“                              | „Да ми је бити морски пас“/„Ја волим само себе“                              | „Да ми је бити морски пас“/„Ја волим само себе“                              | „Да ми је бити морски пас“/„Ја волим само себе“                              | „Да ми је бити морски пас“/„Ја волим само себе“                              | „Да ми је бити морски пас“/„Ја волим само себе“                              | „Да ми је бити морски пас“/„Ја волим само себе“                              | „Да ми је бити морски пас“/„Ја волим само себе“                              | „Да ми је бити морски пас“/„Ја волим само себе“                              | „Да ми је бити морски пас“/„Ја волим само себе“                              | „Да ми је бити морски пас“/„Ја волим само себе“                              | „Да ми је бити морски пас“/„Ја волим само себе“                              | „Да ми је бити морски пас“/„Ја волим само себе“                              | у дуету са Николом Сарићем                                                       | у дуету са Николом Сарићем                                                       | у дуету са Николом Сарићем                                                       | у дуету са Николом Сарићем                                                       | у дуету са Николом Сарићем                                                       | у дуету са Николом Сарићем                                                       | у дуету са Николом Сарићем                                                       | у дуету са Николом Сарићем                                                       | у дуету са Николом Сарићем                                                       | у дуету са Николом Сарићем                                                       | у дуету са Николом Сарићем                                                       | у дуету са Николом Сарићем                                                       | у дуету са Николом Сарићем                                                       | у дуету са Николом Сарићем                                                       | у дуету са Николом Сарићем                                                       | у дуету са Николом Сарићем                                                       | у дуету са Николом Сарићем                                                       | у дуету са Николом Сарићем                                                       | у дуету са Николом Сарићем                                                       | у дуету са Николом Сарићем                                                       | у дуету са Николом Сарићем                                                       | у дуету са Николом Сарићем                                                       | у дуету са Николом Сарићем                                                       | у дуету са Николом Сарићем                                                       | у дуету са Николом Сарићем                                                       | у дуету са Николом Сарићем                                                       | у дуету са Николом Сарићем                                                       | у дуету са Николом Сарићем                                                       | у дуету са Николом Сарићем                                                       | у дуету са Николом Сарићем                                                       | у дуету са Николом Сарићем                                                       | у дуету са Николом Сарићем                                                       | у дуету са Николом Сарићем                                                       | у дуету са Николом Сарићем                                                       | у дуету са Николом Сарићем                                                       | у дуету са Николом Сарићем                                                       | у дуету са Николом Сарићем                                                       | у дуету са Николом Сарићем                                                       | у дуету са Николом Сарићем                                                       | у дуету са Николом Сарићем                                                       | у дуету са Николом Сарићем                                                       | у дуету са Николом Сарићем                                                       | у дуету са Николом Сарићем                                                       | у дуету са Николом Сарићем                                                       | у дуету са Николом Сарићем                                                       | у дуету са Николом Сарићем                                                       | у дуету са Николом Сарићем                                                       | у дуету са Николом Сарићем                                                       | у дуету са Николом Сарићем                                                       | у дуету са Николом Сарићем                                                       | у дуету са Николом Сарићем                                                       | у дуету са Николом Сарићем                                                       | у дуету са Николом Сарићем                                                       | у дуету са Николом Сарићем                                                       | у дуету са Николом Сарићем                                                       | у дуету са Николом Сарићем                                                       | у дуету са Николом Сарићем                                                       | у дуету са Николом Сарићем                                                       | у дуету са Николом Сарићем                                                       | у дуету са Николом Сарићем                                                       | у дуету са Николом Сарићем                                                       | у дуету са Николом Сарићем                                                       | у дуету са Николом Сарићем                                                       | у дуету са Николом Сарићем                                                       | у дуету са Николом Сарићем                                                       | у дуету са Николом Сарићем                                                       | у дуету са Николом Сарићем                                                       | у дуету са Николом Сарићем                                                       | у дуету са Николом Сарићем                                                       | у дуету са Николом Сарићем                                                       | у дуету са Николом Сарићем                                                       | у дуету са Николом Сарићем                                                       | у дуету са Николом Сарићем                                                       | у дуету са Николом Сарићем                                                       | у дуету са Николом Сарићем                                                       | у дуету са Николом Сарићем                                                       | у дуету са Николом Сарићем                                                       | у дуету са Николом Сарићем                                                       | у дуету са Николом Сарићем                                                       | у дуету са Николом Сарићем                                                       | у дуету са Николом Сарићем                                                       | у дуету са Николом Сарићем                                                       | у дуету са Николом Сарићем                                                       | у дуету са Николом Сарићем                                                       | у дуету са Николом Сарићем                                                       | у дуету са Николом Сарићем                                                       | у дуету са Николом Сарићем                                                       | у дуету са Николом Сарићем                                                       | у дуету са Николом Сарићем                                                       | у дуету са Николом Сарићем                                                       | у дуету са Николом Сарићем                                                       | у дуету са Николом Сарићем                                                       | у дуету са Николом Сарићем                                                       | у дуету са Николом Сарићем                                                       | у дуету са Николом Сарићем                                                       | у дуету са Николом Сарићем                                                       | у дуету са Николом Сарићем                                                       | у дуету са Николом Сарићем                                                       | у дуету са Николом Сарићем                                                       | у дуету са Николом Сарићем                                                       | у дуету са Николом Сарићем                                                       | у дуету са Николом Сарићем                                                       | у дуету са Николом Сарићем                                                       | у дуету са Николом Сарићем                                                       | у дуету са Николом Сарићем                                                       | у дуету са Николом Сарићем                                                       | у дуету са Николом Сарићем                                                       | у дуету са Николом Сарићем                                                       | у дуету са Николом Сарићем                                                       | у дуету са Николом Сарићем                                                       | у дуету са Николом Сарићем                                                       | у дуету са Николом Сарићем                                                       | у дуету са Николом Сарићем                                                       | у дуету са Николом Сарићем                                                       | у дуету са Николом Сарићем                                                       | у дуету са Николом Сарићем                                                       | у дуету са Николом Сарићем                                                       | у дуету са Николом Сарићем                                                       | у дуету са Николом Сарићем                                                       | у дуету са Николом Сарићем                                                       | у дуету са Николом Сарићем                                                       | у дуету са Николом Сарићем                                                       | у дуету са Николом Сарићем                                                       | у дуету са Николом Сарићем                                                       | у дуету са Николом Сарићем                                                       | у дуету са Николом Сарићем                                                       | у дуету са Николом Сарићем                                                       | у дуету са Николом Сарићем                                                       | у дуету са Николом Сарићем                                                       | у дуету са Николом Сарићем                                                       | Метак 1980/ Психомодо Поп                 | Метак 1980/ Психомодо Поп                 | Метак 1980/ Психомодо Поп                 | Метак 1980/ Психомодо Поп                 | Метак 1980/ Психомодо Поп                 | Метак 1980/ Психомодо Поп                 | Метак 1980/ Психомодо Поп                 | Метак 1980/ Психомодо Поп                 | Метак 1980/ Психомодо Поп                 | Метак 1980/ Психомодо Поп                 | Метак 1980/ Психомодо Поп                 | Метак 1980/ Психомодо Поп                 | Метак 1980/ Психомодо Поп                 | Метак 1980/ Психомодо Поп                 | Метак 1980/ Психомодо Поп                 | Метак 1980/ Психомодо Поп                 | Метак 1980/ Психомодо Поп                 | Метак 1980/ Психомодо Поп                 | Метак 1980/ Психомодо Поп                 | Метак 1980/ Психомодо Поп                 | Метак 1980/ Психомодо Поп                 | Метак 1980/ Психомодо Поп                 | Метак 1980/ Психомодо Поп                 | Метак 1980/ Психомодо Поп                 | Метак 1980/ Психомодо Поп                 | Метак 1980/ Психомодо Поп                 | Метак 1980/ Психомодо Поп                 | Метак 1980/ Психомодо Поп                 | Метак 1980/ Психомодо Поп                 | Метак 1980/ Психомодо Поп                 | Метак 1980/ Психомодо Поп                 | Метак 1980/ Психомодо Поп                 | Метак 1980/ Психомодо Поп                 | Метак 1980/ Психомодо Поп                 | Метак 1980/ Психомодо Поп                 | Метак 1980/ Психомодо Поп                 | Метак 1980/ Психомодо Поп                 | Метак 1980/ Психомодо Поп                 | Метак 1980/ Психомодо Поп                 | Метак 1980/ Психомодо Поп                 | Метак 1980/ Психомодо Поп                 | Метак 1980/ Психомодо Поп                 | Метак 1980/ Психомодо Поп                 | Метак 1980/ Психомодо Поп                 | Метак 1980/ Психомодо Поп                 | Метак 1980/ Психомодо Поп                 | Метак 1980/ Психомодо Поп                 | Метак 1980/ Психомодо Поп                 | Метак 1980/ Психомодо Поп                 | Метак 1980/ Психомодо Поп                 | Метак 1980/ Психомодо Поп                 | Метак 1980/ Психомодо Поп                 | Метак 1980/ Психомодо Поп                 | Метак 1980/ Психомодо Поп                 | Метак 1980/ Психомодо Поп                 | Метак 1980/ Психомодо Поп                 | Метак 1980/ Психомодо Поп                 | Метак 1980/ Психомодо Поп                 | Метак 1980/ Психомодо Поп                 | Метак 1980/ Психомодо Поп                 | Метак 1980/ Психомодо Поп                 | Метак 1980/ Психомодо Поп                 | Метак 1980/ Психомодо Поп                 | Метак 1980/ Психомодо Поп                 | Метак 1980/ Психомодо Поп                 | Метак 1980/ Психомодо Поп                 | Метак 1980/ Психомодо Поп                 | Метак 1980/ Психомодо Поп                 | Метак 1980/ Психомодо Поп                 | Метак 1980/ Психомодо Поп                 | Метак 1980/ Психомодо Поп                 | Метак 1980/ Психомодо Поп                 | Метак 1980/ Психомодо Поп                 | Метак 1980/ Психомодо Поп                 | Метак 1980/ Психомодо Поп                 | Метак 1980/ Психомодо Поп                 | Метак 1980/ Психомодо Поп                 | Метак 1980/ Психомодо Поп                 | Метак 1980/ Психомодо Поп                 | Метак 1980/ Психомодо Поп                 | Метак 1980/ Психомодо Поп                 | Метак 1980/ Психомодо Поп                 | Метак 1980/ Психомодо Поп                 | Метак 1980/ Психомодо Поп                 | Метак 1980/ Психомодо Поп                 | Метак 1980/ Психомодо Поп                 | Метак 1980/ Психомодо Поп                 | Метак 1980/ Психомодо Поп                 | Метак 1980/ Психомодо Поп                 | Метак 1980/ Психомодо Поп                 | Метак 1980/ Психомодо Поп                 | Метак 1980/ Психомодо Поп                 | Метак 1980/ Психомодо Поп                 | Метак 1980/ Психомодо Поп                 | Метак 1980/ Психомодо Поп                 | Метак 1980/ Психомодо Поп                 | Метак 1980/ Психомодо Поп                 | Метак 1980/ Психомодо Поп                 | Метак 1980/ Психомодо Поп                 | Метак 1980/ Психомодо Поп                 | Н (сви студенти)                 | Н (сви студенти)                 | Н (сви студенти)                 | Н (сви студенти)                 | Н (сви студенти)                 | Н (сви студенти)                 | Н (сви студенти)                 | Н (сви студенти)                 | Н (сви студенти)                 | Н (сви студенти)                 | Н (сви студенти)                 | Н (сви студенти)                 | Н (сви студенти)                 | Н (сви студенти)                 | Н (сви студенти)                 | Н (сви студенти)                 | Н (сви студенти)                 | Н (сви студенти)                 | Н (сви студенти)                 | Н (сви студенти)                 | Н (сви студенти)                 | Н (сви студенти)                 | Н (сви студенти)                 | Н (сви студенти)                 | Н (сви студенти)                 | Н (сви студенти)                 | Н (сви студенти)                 | Н (сви студенти)                 | Н (сви студенти)                 | Н (сви студенти)                 | Н (сви студенти)                 | Н (сви студенти)                 | Н (сви студенти)                 | Н (сви студенти)                 | Н (сви студенти)                 | Н (сви студенти)                 | Н (сви студенти)                 | Н (сви студенти)                 | Н (сви студенти)                 | Н (сви студенти)                 | Н (сви студенти)                 | Н (сви студенти)                 | Н (сви студенти)                 | Н (сви студенти)                 | Н (сви студенти)                 | Н (сви студенти)                 | Н (сви студенти)                 | Н (сви студенти)                 | Н (сви студенти)                 | Н (сви студенти)                 | Н (сви студенти)                 | Н (сви студенти)                 | Н (сви студенти)                 | Н (сви студенти)                 | Н (сви студенти)                 | Н (сви студенти)                 | Н (сви студенти)                 | Н (сви студенти)                 | Н (сви студенти)                 | Н (сви студенти)                 | Н (сви студенти)                 | Н (сви студенти)                 | Н (сви студенти)                 | Н (сви студенти)                 | Н (сви студенти)                 | Н (сви студенти)                 | Н (сви студенти)                 | Н (сви студенти)                 | Н (сви студенти)                 | Н (сви студенти)                 | Н (сви студенти)                 | Н (сви студенти)                 | Н (сви студенти)                 | Н (сви студенти)                 | Н (сви студенти)                 | Н (сви студенти)                 | Н (сви студенти)                 | Н (сви студенти)                 | Н (сви студенти)                 | Н (сви студенти)                 | Н (сви студенти)                 | Н (сви студенти)                 | Н (сви студенти)                 | Н (сви студенти)                 | Н (сви студенти)                 | Н (сви студенти)                 | Н (сви студенти)                 | Н (сви студенти)                 | Н (сви студенти)                 | Н (сви студенти)                 | Н (сви студенти)                 | Н (сви студенти)                 | Н (сви студенти)                 | Н (сви студенти)                 | Н (сви студенти)                 | Н (сви студенти)                 | Н (сви студенти)                 | Н (сви студенти)                 | Н (сви студенти)                 | Н (сви студенти)                 |
| 7          | 7          | 7          | 7          | 7          | 7          | 7          | 7          | 7          | 7          | 7          | 7          | 7          | 7          | 7          | 7          | 7          | 7          | 7          | 7          | 7          | 7          | 7          | 7          | 7          | 7          | 7          | 7          | 7          | 7          | 7          | 7          | 7          | 7          | 7          | 7          | 7          | 7          | 7          | 7          | 7          | 7          | 7          | 7          | 7          | 7          | 7          | 7          | 7          | 7          | 7          | 7          | 7          | 7          | 7          | 7          | 7          | 7          | 7          | 7          | 7          | 7          | 7          | 7          | 7          | 7          | 7          | 7          | 7          | 7          | 7          | 7          | 7          | 7          | 7          | 7          | 7          | 7          | 7          | 7          | 7          | 7          | 7          | 7          | 7          | 7          | 7          | 7          | 7          | 7          | „Клатно“                                                                     | „Клатно“                                                                     | „Клатно“                                                                     | „Клатно“                                                                     | „Клатно“                                                                     | „Клатно“                                                                     | „Клатно“                                                                     | „Клатно“                                                                     | „Клатно“                                                                     | „Клатно“                                                                     | „Клатно“                                                                     | „Клатно“                                                                     | „Клатно“                                                                     | „Клатно“                                                                     | „Клатно“                                                                     | „Клатно“                                                                     | „Клатно“                                                                     | „Клатно“                                                                     | „Клатно“                                                                     | „Клатно“                                                                     | „Клатно“                                                                     | „Клатно“                                                                     | „Клатно“                                                                     | „Клатно“                                                                     | „Клатно“                                                                     | „Клатно“                                                                     | „Клатно“                                                                     | „Клатно“                                                                     | „Клатно“                                                                     | „Клатно“                                                                     | „Клатно“                                                                     | „Клатно“                                                                     | „Клатно“                                                                     | „Клатно“                                                                     | „Клатно“                                                                     | „Клатно“                                                                     | „Клатно“                                                                     | „Клатно“                                                                     | „Клатно“                                                                     | „Клатно“                                                                     | „Клатно“                                                                     | „Клатно“                                                                     | „Клатно“                                                                     | „Клатно“                                                                     | „Клатно“                                                                     | „Клатно“                                                                     | „Клатно“                                                                     | „Клатно“                                                                     | „Клатно“                                                                     | „Клатно“                                                                     | „Клатно“                                                                     | „Клатно“                                                                     | „Клатно“                                                                     | „Клатно“                                                                     | „Клатно“                                                                     | „Клатно“                                                                     | „Клатно“                                                                     | „Клатно“                                                                     | „Клатно“                                                                     | „Клатно“                                                                     | „Клатно“                                                                     | „Клатно“                                                                     | „Клатно“                                                                     | „Клатно“                                                                     | „Клатно“                                                                     | „Клатно“                                                                     | „Клатно“                                                                     | „Клатно“                                                                     | „Клатно“                                                                     | „Клатно“                                                                     | „Клатно“                                                                     | „Клатно“                                                                     | „Клатно“                                                                     | „Клатно“                                                                     | „Клатно“                                                                     | „Клатно“                                                                     | „Клатно“                                                                     | „Клатно“                                                                     | „Клатно“                                                                     | „Клатно“                                                                     | „Клатно“                                                                     | „Клатно“                                                                     | „Клатно“                                                                     | „Клатно“                                                                     | „Клатно“                                                                     | „Клатно“                                                                     | „Клатно“                                                                     | „Клатно“                                                                     | „Клатно“                                                                     | „Клатно“                                                                     | „Клатно“                                                                     | „Клатно“                                                                     | „Клатно“                                                                     | „Клатно“                                                                     | „Клатно“                                                                     | „Клатно“                                                                     | „Клатно“                                                                     | „Клатно“                                                                     | „Клатно“                                                                     | „Клатно“                                                                     | сам                                                                              | сам                                                                              | сам                                                                              | сам                                                                              | сам                                                                              | сам                                                                              | сам                                                                              | сам                                                                              | сам                                                                              | сам                                                                              | сам                                                                              | сам                                                                              | сам                                                                              | сам                                                                              | сам                                                                              | сам                                                                              | сам                                                                              | сам                                                                              | сам                                                                              | сам                                                                              | сам                                                                              | сам                                                                              | сам                                                                              | сам                                                                              | сам                                                                              | сам                                                                              | сам                                                                              | сам                                                                              | сам                                                                              | сам                                                                              | сам                                                                              | сам                                                                              | сам                                                                              | сам                                                                              | сам                                                                              | сам                                                                              | сам                                                                              | сам                                                                              | сам                                                                              | сам                                                                              | сам                                                                              | сам                                                                              | сам                                                                              | сам                                                                              | сам                                                                              | сам                                                                              | сам                                                                              | сам                                                                              | сам                                                                              | сам                                                                              | сам                                                                              | сам                                                                              | сам                                                                              | сам                                                                              | сам                                                                              | сам                                                                              | сам                                                                              | сам                                                                              | сам                                                                              | сам                                                                              | сам                                                                              | сам                                                                              | сам                                                                              | сам                                                                              | сам                                                                              | сам                                                                              | сам                                                                              | сам                                                                              | сам                                                                              | сам                                                                              | сам                                                                              | сам                                                                              | сам                                                                              | сам                                                                              | сам                                                                              | сам                                                                              | сам                                                                              | сам                                                                              | сам                                                                              | сам                                                                              | сам                                                                              | сам                                                                              | сам                                                                              | сам                                                                              | сам                                                                              | сам                                                                              | сам                                                                              | сам                                                                              | сам                                                                              | сам                                                                              | сам                                                                              | сам                                                                              | сам                                                                              | сам                                                                              | сам                                                                              | сам                                                                              | сам                                                                              | сам                                                                              | сам                                                                              | сам                                                                              | сам                                                                              | сам                                                                              | сам                                                                              | сам                                                                              | сам                                                                              | сам                                                                              | сам                                                                              | сам                                                                              | сам                                                                              | сам                                                                              | сам                                                                              | сам                                                                              | сам                                                                              | сам                                                                              | сам                                                                              | сам                                                                              | сам                                                                              | сам                                                                              | сам                                                                              | сам                                                                              | сам                                                                              | сам                                                                              | сам                                                                              | сам                                                                              | сам                                                                              | сам                                                                              | сам                                                                              | сам                                                                              | сам                                                                              | сам                                                                              | Ван Гог                                   | Ван Гог                                   | Ван Гог                                   | Ван Гог                                   | Ван Гог                                   | Ван Гог                                   | Ван Гог                                   | Ван Гог                                   | Ван Гог                                   | Ван Гог                                   | Ван Гог                                   | Ван Гог                                   | Ван Гог                                   | Ван Гог                                   | Ван Гог                                   | Ван Гог                                   | Ван Гог                                   | Ван Гог                                   | Ван Гог                                   | Ван Гог                                   | Ван Гог                                   | Ван Гог                                   | Ван Гог                                   | Ван Гог                                   | Ван Гог                                   | Ван Гог                                   | Ван Гог                                   | Ван Гог                                   | Ван Гог                                   | Ван Гог                                   | Ван Гог                                   | Ван Гог                                   | Ван Гог                                   | Ван Гог                                   | Ван Гог                                   | Ван Гог                                   | Ван Гог                                   | Ван Гог                                   | Ван Гог                                   | Ван Гог                                   | Ван Гог                                   | Ван Гог                                   | Ван Гог                                   | Ван Гог                                   | Ван Гог                                   | Ван Гог                                   | Ван Гог                                   | Ван Гог                                   | Ван Гог                                   | Ван Гог                                   | Ван Гог                                   | Ван Гог                                   | Ван Гог                                   | Ван Гог                                   | Ван Гог                                   | Ван Гог                                   | Ван Гог                                   | Ван Гог                                   | Ван Гог                                   | Ван Гог                                   | Ван Гог                                   | Ван Гог                                   | Ван Гог                                   | Ван Гог                                   | Ван Гог                                   | Ван Гог                                   | Ван Гог                                   | Ван Гог                                   | Ван Гог                                   | Ван Гог                                   | Ван Гог                                   | Ван Гог                                   | Ван Гог                                   | Ван Гог                                   | Ван Гог                                   | Ван Гог                                   | Ван Гог                                   | Ван Гог                                   | Ван Гог                                   | Ван Гог                                   | Ван Гог                                   | Ван Гог                                   | Ван Гог                                   | Ван Гог                                   | Ван Гог                                   | Ван Гог                                   | Ван Гог                                   | Ван Гог                                   | Ван Гог                                   | Ван Гог                                   | Ван Гог                                   | Ван Гог                                   | Ван Гог                                   | Ван Гог                                   | Ван Гог                                   | Ван Гог                                   | Ван Гог                                   | Ван Гог                                   | Ван Гог                                   | Ван Гог                                   | прошао/сигуран                   | прошао/сигуран                   | прошао/сигуран                   | прошао/сигуран                   | прошао/сигуран                   | прошао/сигуран                   | прошао/сигуран                   | прошао/сигуран                   | прошао/сигуран                   | прошао/сигуран                   | прошао/сигуран                   | прошао/сигуран                   | прошао/сигуран                   | прошао/сигуран                   | прошао/сигуран                   | прошао/сигуран                   | прошао/сигуран                   | прошао/сигуран                   | прошао/сигуран                   | прошао/сигуран                   | прошао/сигуран                   | прошао/сигуран                   | прошао/сигуран                   | прошао/сигуран                   | прошао/сигуран                   | прошао/сигуран                   | прошао/сигуран                   | прошао/сигуран                   | прошао/сигуран                   | прошао/сигуран                   | прошао/сигуран                   | прошао/сигуран                   | прошао/сигуран                   | прошао/сигуран                   | прошао/сигуран                   | прошао/сигуран                   | прошао/сигуран                   | прошао/сигуран                   | прошао/сигуран                   | прошао/сигуран                   | прошао/сигуран                   | прошао/сигуран                   | прошао/сигуран                   | прошао/сигуран                   | прошао/сигуран                   | прошао/сигуран                   | прошао/сигуран                   | прошао/сигуран                   | прошао/сигуран                   | прошао/сигуран                   | прошао/сигуран                   | прошао/сигуран                   | прошао/сигуран                   | прошао/сигуран                   | прошао/сигуран                   | прошао/сигуран                   | прошао/сигуран                   | прошао/сигуран                   | прошао/сигуран                   | прошао/сигуран                   | прошао/сигуран                   | прошао/сигуран                   | прошао/сигуран                   | прошао/сигуран                   | прошао/сигуран                   | прошао/сигуран                   | прошао/сигуран                   | прошао/сигуран                   | прошао/сигуран                   | прошао/сигуран                   | прошао/сигуран                   | прошао/сигуран                   | прошао/сигуран                   | прошао/сигуран                   | прошао/сигуран                   | прошао/сигуран                   | прошао/сигуран                   | прошао/сигуран                   | прошао/сигуран                   | прошао/сигуран                   | прошао/сигуран                   | прошао/сигуран                   | прошао/сигуран                   | прошао/сигуран                   | прошао/сигуран                   | прошао/сигуран                   | прошао/сигуран                   | прошао/сигуран                   | прошао/сигуран                   | прошао/сигуран                   | прошао/сигуран                   | прошао/сигуран                   | прошао/сигуран                   | прошао/сигуран                   | прошао/сигуран                   | прошао/сигуран                   | прошао/сигуран                   | прошао/сигуран                   | прошао/сигуран                   | прошао/сигуран                   |
| 8          | 8          | 8          | 8          | 8          | 8          | 8          | 8          | 8          | 8          | 8          | 8          | 8          | 8          | 8          | 8          | 8          | 8          | 8          | 8          | 8          | 8          | 8          | 8          | 8          | 8          | 8          | 8          | 8          | 8          | 8          | 8          | 8          | 8          | 8          | 8          | 8          | 8          | 8          | 8          | 8          | 8          | 8          | 8          | 8          | 8          | 8          | 8          | 8          | 8          | 8          | 8          | 8          | 8          | 8          | 8          | 8          | 8          | 8          | 8          | 8          | 8          | 8          | 8          | 8          | 8          | 8          | 8          | 8          | 8          | 8          | 8          | 8          | 8          | 8          | 8          | 8          | 8          | 8          | 8          | 8          | 8          | 8          | 8          | 8          | 8          | 8          | 8          | 8          | 8          | "Highway To Hell" „Химна ОТ“ (a capella верзија)                             | "Highway To Hell" „Химна ОТ“ (a capella верзија)                             | "Highway To Hell" „Химна ОТ“ (a capella верзија)                             | "Highway To Hell" „Химна ОТ“ (a capella верзија)                             | "Highway To Hell" „Химна ОТ“ (a capella верзија)                             | "Highway To Hell" „Химна ОТ“ (a capella верзија)                             | "Highway To Hell" „Химна ОТ“ (a capella верзија)                             | "Highway To Hell" „Химна ОТ“ (a capella верзија)                             | "Highway To Hell" „Химна ОТ“ (a capella верзија)                             | "Highway To Hell" „Химна ОТ“ (a capella верзија)                             | "Highway To Hell" „Химна ОТ“ (a capella верзија)                             | "Highway To Hell" „Химна ОТ“ (a capella верзија)                             | "Highway To Hell" „Химна ОТ“ (a capella верзија)                             | "Highway To Hell" „Химна ОТ“ (a capella верзија)                             | "Highway To Hell" „Химна ОТ“ (a capella верзија)                             | "Highway To Hell" „Химна ОТ“ (a capella верзија)                             | "Highway To Hell" „Химна ОТ“ (a capella верзија)                             | "Highway To Hell" „Химна ОТ“ (a capella верзија)                             | "Highway To Hell" „Химна ОТ“ (a capella верзија)                             | "Highway To Hell" „Химна ОТ“ (a capella верзија)                             | "Highway To Hell" „Химна ОТ“ (a capella верзија)                             | "Highway To Hell" „Химна ОТ“ (a capella верзија)                             | "Highway To Hell" „Химна ОТ“ (a capella верзија)                             | "Highway To Hell" „Химна ОТ“ (a capella верзија)                             | "Highway To Hell" „Химна ОТ“ (a capella верзија)                             | "Highway To Hell" „Химна ОТ“ (a capella верзија)                             | "Highway To Hell" „Химна ОТ“ (a capella верзија)                             | "Highway To Hell" „Химна ОТ“ (a capella верзија)                             | "Highway To Hell" „Химна ОТ“ (a capella верзија)                             | "Highway To Hell" „Химна ОТ“ (a capella верзија)                             | "Highway To Hell" „Химна ОТ“ (a capella верзија)                             | "Highway To Hell" „Химна ОТ“ (a capella верзија)                             | "Highway To Hell" „Химна ОТ“ (a capella верзија)                             | "Highway To Hell" „Химна ОТ“ (a capella верзија)                             | "Highway To Hell" „Химна ОТ“ (a capella верзија)                             | "Highway To Hell" „Химна ОТ“ (a capella верзија)                             | "Highway To Hell" „Химна ОТ“ (a capella верзија)                             | "Highway To Hell" „Химна ОТ“ (a capella верзија)                             | "Highway To Hell" „Химна ОТ“ (a capella верзија)                             | "Highway To Hell" „Химна ОТ“ (a capella верзија)                             | "Highway To Hell" „Химна ОТ“ (a capella верзија)                             | "Highway To Hell" „Химна ОТ“ (a capella верзија)                             | "Highway To Hell" „Химна ОТ“ (a capella верзија)                             | "Highway To Hell" „Химна ОТ“ (a capella верзија)                             | "Highway To Hell" „Химна ОТ“ (a capella верзија)                             | "Highway To Hell" „Химна ОТ“ (a capella верзија)                             | "Highway To Hell" „Химна ОТ“ (a capella верзија)                             | "Highway To Hell" „Химна ОТ“ (a capella верзија)                             | "Highway To Hell" „Химна ОТ“ (a capella верзија)                             | "Highway To Hell" „Химна ОТ“ (a capella верзија)                             | "Highway To Hell" „Химна ОТ“ (a capella верзија)                             | "Highway To Hell" „Химна ОТ“ (a capella верзија)                             | "Highway To Hell" „Химна ОТ“ (a capella верзија)                             | "Highway To Hell" „Химна ОТ“ (a capella верзија)                             | "Highway To Hell" „Химна ОТ“ (a capella верзија)                             | "Highway To Hell" „Химна ОТ“ (a capella верзија)                             | "Highway To Hell" „Химна ОТ“ (a capella верзија)                             | "Highway To Hell" „Химна ОТ“ (a capella верзија)                             | "Highway To Hell" „Химна ОТ“ (a capella верзија)                             | "Highway To Hell" „Химна ОТ“ (a capella верзија)                             | "Highway To Hell" „Химна ОТ“ (a capella верзија)                             | "Highway To Hell" „Химна ОТ“ (a capella верзија)                             | "Highway To Hell" „Химна ОТ“ (a capella верзија)                             | "Highway To Hell" „Химна ОТ“ (a capella верзија)                             | "Highway To Hell" „Химна ОТ“ (a capella верзија)                             | "Highway To Hell" „Химна ОТ“ (a capella верзија)                             | "Highway To Hell" „Химна ОТ“ (a capella верзија)                             | "Highway To Hell" „Химна ОТ“ (a capella верзија)                             | "Highway To Hell" „Химна ОТ“ (a capella верзија)                             | "Highway To Hell" „Химна ОТ“ (a capella верзија)                             | "Highway To Hell" „Химна ОТ“ (a capella верзија)                             | "Highway To Hell" „Химна ОТ“ (a capella верзија)                             | "Highway To Hell" „Химна ОТ“ (a capella верзија)                             | "Highway To Hell" „Химна ОТ“ (a capella верзија)                             | "Highway To Hell" „Химна ОТ“ (a capella верзија)                             | "Highway To Hell" „Химна ОТ“ (a capella верзија)                             | "Highway To Hell" „Химна ОТ“ (a capella верзија)                             | "Highway To Hell" „Химна ОТ“ (a capella верзија)                             | "Highway To Hell" „Химна ОТ“ (a capella верзија)                             | "Highway To Hell" „Химна ОТ“ (a capella верзија)                             | "Highway To Hell" „Химна ОТ“ (a capella верзија)                             | "Highway To Hell" „Химна ОТ“ (a capella верзија)                             | "Highway To Hell" „Химна ОТ“ (a capella верзија)                             | "Highway To Hell" „Химна ОТ“ (a capella верзија)                             | "Highway To Hell" „Химна ОТ“ (a capella верзија)                             | "Highway To Hell" „Химна ОТ“ (a capella верзија)                             | "Highway To Hell" „Химна ОТ“ (a capella верзија)                             | "Highway To Hell" „Химна ОТ“ (a capella верзија)                             | "Highway To Hell" „Химна ОТ“ (a capella верзија)                             | "Highway To Hell" „Химна ОТ“ (a capella верзија)                             | "Highway To Hell" „Химна ОТ“ (a capella верзија)                             | "Highway To Hell" „Химна ОТ“ (a capella верзија)                             | "Highway To Hell" „Химна ОТ“ (a capella верзија)                             | "Highway To Hell" „Химна ОТ“ (a capella верзија)                             | "Highway To Hell" „Химна ОТ“ (a capella верзија)                             | "Highway To Hell" „Химна ОТ“ (a capella верзија)                             | "Highway To Hell" „Химна ОТ“ (a capella верзија)                             | "Highway To Hell" „Химна ОТ“ (a capella верзија)                             | "Highway To Hell" „Химна ОТ“ (a capella верзија)                             | "Highway To Hell" „Химна ОТ“ (a capella верзија)                             | сам сви студенти на Гали 8                                                       | сам сви студенти на Гали 8                                                       | сам сви студенти на Гали 8                                                       | сам сви студенти на Гали 8                                                       | сам сви студенти на Гали 8                                                       | сам сви студенти на Гали 8                                                       | сам сви студенти на Гали 8                                                       | сам сви студенти на Гали 8                                                       | сам сви студенти на Гали 8                                                       | сам сви студенти на Гали 8                                                       | сам сви студенти на Гали 8                                                       | сам сви студенти на Гали 8                                                       | сам сви студенти на Гали 8                                                       | сам сви студенти на Гали 8                                                       | сам сви студенти на Гали 8                                                       | сам сви студенти на Гали 8                                                       | сам сви студенти на Гали 8                                                       | сам сви студенти на Гали 8                                                       | сам сви студенти на Гали 8                                                       | сам сви студенти на Гали 8                                                       | сам сви студенти на Гали 8                                                       | сам сви студенти на Гали 8                                                       | сам сви студенти на Гали 8                                                       | сам сви студенти на Гали 8                                                       | сам сви студенти на Гали 8                                                       | сам сви студенти на Гали 8                                                       | сам сви студенти на Гали 8                                                       | сам сви студенти на Гали 8                                                       | сам сви студенти на Гали 8                                                       | сам сви студенти на Гали 8                                                       | сам сви студенти на Гали 8                                                       | сам сви студенти на Гали 8                                                       | сам сви студенти на Гали 8                                                       | сам сви студенти на Гали 8                                                       | сам сви студенти на Гали 8                                                       | сам сви студенти на Гали 8                                                       | сам сви студенти на Гали 8                                                       | сам сви студенти на Гали 8                                                       | сам сви студенти на Гали 8                                                       | сам сви студенти на Гали 8                                                       | сам сви студенти на Гали 8                                                       | сам сви студенти на Гали 8                                                       | сам сви студенти на Гали 8                                                       | сам сви студенти на Гали 8                                                       | сам сви студенти на Гали 8                                                       | сам сви студенти на Гали 8                                                       | сам сви студенти на Гали 8                                                       | сам сви студенти на Гали 8                                                       | сам сви студенти на Гали 8                                                       | сам сви студенти на Гали 8                                                       | сам сви студенти на Гали 8                                                       | сам сви студенти на Гали 8                                                       | сам сви студенти на Гали 8                                                       | сам сви студенти на Гали 8                                                       | сам сви студенти на Гали 8                                                       | сам сви студенти на Гали 8                                                       | сам сви студенти на Гали 8                                                       | сам сви студенти на Гали 8                                                       | сам сви студенти на Гали 8                                                       | сам сви студенти на Гали 8                                                       | сам сви студенти на Гали 8                                                       | сам сви студенти на Гали 8                                                       | сам сви студенти на Гали 8                                                       | сам сви студенти на Гали 8                                                       | сам сви студенти на Гали 8                                                       | сам сви студенти на Гали 8                                                       | сам сви студенти на Гали 8                                                       | сам сви студенти на Гали 8                                                       | сам сви студенти на Гали 8                                                       | сам сви студенти на Гали 8                                                       | сам сви студенти на Гали 8                                                       | сам сви студенти на Гали 8                                                       | сам сви студенти на Гали 8                                                       | сам сви студенти на Гали 8                                                       | сам сви студенти на Гали 8                                                       | сам сви студенти на Гали 8                                                       | сам сви студенти на Гали 8                                                       | сам сви студенти на Гали 8                                                       | сам сви студенти на Гали 8                                                       | сам сви студенти на Гали 8                                                       | сам сви студенти на Гали 8                                                       | сам сви студенти на Гали 8                                                       | сам сви студенти на Гали 8                                                       | сам сви студенти на Гали 8                                                       | сам сви студенти на Гали 8                                                       | сам сви студенти на Гали 8                                                       | сам сви студенти на Гали 8                                                       | сам сви студенти на Гали 8                                                       | сам сви студенти на Гали 8                                                       | сам сви студенти на Гали 8                                                       | сам сви студенти на Гали 8                                                       | сам сви студенти на Гали 8                                                       | сам сви студенти на Гали 8                                                       | сам сви студенти на Гали 8                                                       | сам сви студенти на Гали 8                                                       | сам сви студенти на Гали 8                                                       | сам сви студенти на Гали 8                                                       | сам сви студенти на Гали 8                                                       | сам сви студенти на Гали 8                                                       | сам сви студенти на Гали 8                                                       | сам сви студенти на Гали 8                                                       | сам сви студенти на Гали 8                                                       | сам сви студенти на Гали 8                                                       | сам сви студенти на Гали 8                                                       | сам сви студенти на Гали 8                                                       | сам сви студенти на Гали 8                                                       | сам сви студенти на Гали 8                                                       | сам сви студенти на Гали 8                                                       | сам сви студенти на Гали 8                                                       | сам сви студенти на Гали 8                                                       | сам сви студенти на Гали 8                                                       | сам сви студенти на Гали 8                                                       | сам сви студенти на Гали 8                                                       | сам сви студенти на Гали 8                                                       | сам сви студенти на Гали 8                                                       | сам сви студенти на Гали 8                                                       | сам сви студенти на Гали 8                                                       | сам сви студенти на Гали 8                                                       | сам сви студенти на Гали 8                                                       | сам сви студенти на Гали 8                                                       | сам сви студенти на Гали 8                                                       | сам сви студенти на Гали 8                                                       | сам сви студенти на Гали 8                                                       | сам сви студенти на Гали 8                                                       | сам сви студенти на Гали 8                                                       | сам сви студенти на Гали 8                                                       | сам сви студенти на Гали 8                                                       | сам сви студенти на Гали 8                                                       | сам сви студенти на Гали 8                                                       | сам сви студенти на Гали 8                                                       | AC/DC                                     | AC/DC                                     | AC/DC                                     | AC/DC                                     | AC/DC                                     | AC/DC                                     | AC/DC                                     | AC/DC                                     | AC/DC                                     | AC/DC                                     | AC/DC                                     | AC/DC                                     | AC/DC                                     | AC/DC                                     | AC/DC                                     | AC/DC                                     | AC/DC                                     | AC/DC                                     | AC/DC                                     | AC/DC                                     | AC/DC                                     | AC/DC                                     | AC/DC                                     | AC/DC                                     | AC/DC                                     | AC/DC                                     | AC/DC                                     | AC/DC                                     | AC/DC                                     | AC/DC                                     | AC/DC                                     | AC/DC                                     | AC/DC                                     | AC/DC                                     | AC/DC                                     | AC/DC                                     | AC/DC                                     | AC/DC                                     | AC/DC                                     | AC/DC                                     | AC/DC                                     | AC/DC                                     | AC/DC                                     | AC/DC                                     | AC/DC                                     | AC/DC                                     | AC/DC                                     | AC/DC                                     | AC/DC                                     | AC/DC                                     | AC/DC                                     | AC/DC                                     | AC/DC                                     | AC/DC                                     | AC/DC                                     | AC/DC                                     | AC/DC                                     | AC/DC                                     | AC/DC                                     | AC/DC                                     | AC/DC                                     | AC/DC                                     | AC/DC                                     | AC/DC                                     | AC/DC                                     | AC/DC                                     | AC/DC                                     | AC/DC                                     | AC/DC                                     | AC/DC                                     | AC/DC                                     | AC/DC                                     | AC/DC                                     | AC/DC                                     | AC/DC                                     | AC/DC                                     | AC/DC                                     | AC/DC                                     | AC/DC                                     | AC/DC                                     | AC/DC                                     | AC/DC                                     | AC/DC                                     | AC/DC                                     | AC/DC                                     | AC/DC                                     | AC/DC                                     | AC/DC                                     | AC/DC                                     | AC/DC                                     | AC/DC                                     | AC/DC                                     | AC/DC                                     | AC/DC                                     | AC/DC                                     | AC/DC                                     | AC/DC                                     | AC/DC                                     | AC/DC                                     | AC/DC                                     | Н (са Ђорђем Гоговим)            | Н (са Ђорђем Гоговим)            | Н (са Ђорђем Гоговим)            | Н (са Ђорђем Гоговим)            | Н (са Ђорђем Гоговим)            | Н (са Ђорђем Гоговим)            | Н (са Ђорђем Гоговим)            | Н (са Ђорђем Гоговим)            | Н (са Ђорђем Гоговим)            | Н (са Ђорђем Гоговим)            | Н (са Ђорђем Гоговим)            | Н (са Ђорђем Гоговим)            | Н (са Ђорђем Гоговим)            | Н (са Ђорђем Гоговим)            | Н (са Ђорђем Гоговим)            | Н (са Ђорђем Гоговим)            | Н (са Ђорђем Гоговим)            | Н (са Ђорђем Гоговим)            | Н (са Ђорђем Гоговим)            | Н (са Ђорђем Гоговим)            | Н (са Ђорђем Гоговим)            | Н (са Ђорђем Гоговим)            | Н (са Ђорђем Гоговим)            | Н (са Ђорђем Гоговим)            | Н (са Ђорђем Гоговим)            | Н (са Ђорђем Гоговим)            | Н (са Ђорђем Гоговим)            | Н (са Ђорђем Гоговим)            | Н (са Ђорђем Гоговим)            | Н (са Ђорђем Гоговим)            | Н (са Ђорђем Гоговим)            | Н (са Ђорђем Гоговим)            | Н (са Ђорђем Гоговим)            | Н (са Ђорђем Гоговим)            | Н (са Ђорђем Гоговим)            | Н (са Ђорђем Гоговим)            | Н (са Ђорђем Гоговим)            | Н (са Ђорђем Гоговим)            | Н (са Ђорђем Гоговим)            | Н (са Ђорђем Гоговим)            | Н (са Ђорђем Гоговим)            | Н (са Ђорђем Гоговим)            | Н (са Ђорђем Гоговим)            | Н (са Ђорђем Гоговим)            | Н (са Ђорђем Гоговим)            | Н (са Ђорђем Гоговим)            | Н (са Ђорђем Гоговим)            | Н (са Ђорђем Гоговим)            | Н (са Ђорђем Гоговим)            | Н (са Ђорђем Гоговим)            | Н (са Ђорђем Гоговим)            | Н (са Ђорђем Гоговим)            | Н (са Ђорђем Гоговим)            | Н (са Ђорђем Гоговим)            | Н (са Ђорђем Гоговим)            | Н (са Ђорђем Гоговим)            | Н (са Ђорђем Гоговим)            | Н (са Ђорђем Гоговим)            | Н (са Ђорђем Гоговим)            | Н (са Ђорђем Гоговим)            | Н (са Ђорђем Гоговим)            | Н (са Ђорђем Гоговим)            | Н (са Ђорђем Гоговим)            | Н (са Ђорђем Гоговим)            | Н (са Ђорђем Гоговим)            | Н (са Ђорђем Гоговим)            | Н (са Ђорђем Гоговим)            | Н (са Ђорђем Гоговим)            | Н (са Ђорђем Гоговим)            | Н (са Ђорђем Гоговим)            | Н (са Ђорђем Гоговим)            | Н (са Ђорђем Гоговим)            | Н (са Ђорђем Гоговим)            | Н (са Ђорђем Гоговим)            | Н (са Ђорђем Гоговим)            | Н (са Ђорђем Гоговим)            | Н (са Ђорђем Гоговим)            | Н (са Ђорђем Гоговим)            | Н (са Ђорђем Гоговим)            | Н (са Ђорђем Гоговим)            | Н (са Ђорђем Гоговим)            | Н (са Ђорђем Гоговим)            | Н (са Ђорђем Гоговим)            | Н (са Ђорђем Гоговим)            | Н (са Ђорђем Гоговим)            | Н (са Ђорђем Гоговим)            | Н (са Ђорђем Гоговим)            | Н (са Ђорђем Гоговим)            | Н (са Ђорђем Гоговим)            | Н (са Ђорђем Гоговим)            | Н (са Ђорђем Гоговим)            | Н (са Ђорђем Гоговим)            | Н (са Ђорђем Гоговим)            | Н (са Ђорђем Гоговим)            | Н (са Ђорђем Гоговим)            | Н (са Ђорђем Гоговим)            | Н (са Ђорђем Гоговим)            | Н (са Ђорђем Гоговим)            | Н (са Ђорђем Гоговим)            | Н (са Ђорђем Гоговим)            |
| 9          | 9          | 9          | 9          | 9          | 9          | 9          | 9          | 9          | 9          | 9          | 9          | 9          | 9          | 9          | 9          | 9          | 9          | 9          | 9          | 9          | 9          | 9          | 9          | 9          | 9          | 9          | 9          | 9          | 9          | 9          | 9          | 9          | 9          | 9          | 9          | 9          | 9          | 9          | 9          | 9          | 9          | 9          | 9          | 9          | 9          | 9          | 9          | 9          | 9          | 9          | 9          | 9          | 9          | 9          | 9          | 9          | 9          | 9          | 9          | 9          | 9          | 9          | 9          | 9          | 9          | 9          | 9          | 9          | 9          | 9          | 9          | 9          | 9          | 9          | 9          | 9          | 9          | 9          | 9          | 9          | 9          | 9          | 9          | 9          | 9          | 9          | 9          | 9          | 9          | "More Than Words" "Are You Gonna Go My Way" „Химна OT“ (рок верзија)         | "More Than Words" "Are You Gonna Go My Way" „Химна OT“ (рок верзија)         | "More Than Words" "Are You Gonna Go My Way" „Химна OT“ (рок верзија)         | "More Than Words" "Are You Gonna Go My Way" „Химна OT“ (рок верзија)         | "More Than Words" "Are You Gonna Go My Way" „Химна OT“ (рок верзија)         | "More Than Words" "Are You Gonna Go My Way" „Химна OT“ (рок верзија)         | "More Than Words" "Are You Gonna Go My Way" „Химна OT“ (рок верзија)         | "More Than Words" "Are You Gonna Go My Way" „Химна OT“ (рок верзија)         | "More Than Words" "Are You Gonna Go My Way" „Химна OT“ (рок верзија)         | "More Than Words" "Are You Gonna Go My Way" „Химна OT“ (рок верзија)         | "More Than Words" "Are You Gonna Go My Way" „Химна OT“ (рок верзија)         | "More Than Words" "Are You Gonna Go My Way" „Химна OT“ (рок верзија)         | "More Than Words" "Are You Gonna Go My Way" „Химна OT“ (рок верзија)         | "More Than Words" "Are You Gonna Go My Way" „Химна OT“ (рок верзија)         | "More Than Words" "Are You Gonna Go My Way" „Химна OT“ (рок верзија)         | "More Than Words" "Are You Gonna Go My Way" „Химна OT“ (рок верзија)         | "More Than Words" "Are You Gonna Go My Way" „Химна OT“ (рок верзија)         | "More Than Words" "Are You Gonna Go My Way" „Химна OT“ (рок верзија)         | "More Than Words" "Are You Gonna Go My Way" „Химна OT“ (рок верзија)         | "More Than Words" "Are You Gonna Go My Way" „Химна OT“ (рок верзија)         | "More Than Words" "Are You Gonna Go My Way" „Химна OT“ (рок верзија)         | "More Than Words" "Are You Gonna Go My Way" „Химна OT“ (рок верзија)         | "More Than Words" "Are You Gonna Go My Way" „Химна OT“ (рок верзија)         | "More Than Words" "Are You Gonna Go My Way" „Химна OT“ (рок верзија)         | "More Than Words" "Are You Gonna Go My Way" „Химна OT“ (рок верзија)         | "More Than Words" "Are You Gonna Go My Way" „Химна OT“ (рок верзија)         | "More Than Words" "Are You Gonna Go My Way" „Химна OT“ (рок верзија)         | "More Than Words" "Are You Gonna Go My Way" „Химна OT“ (рок верзија)         | "More Than Words" "Are You Gonna Go My Way" „Химна OT“ (рок верзија)         | "More Than Words" "Are You Gonna Go My Way" „Химна OT“ (рок верзија)         | "More Than Words" "Are You Gonna Go My Way" „Химна OT“ (рок верзија)         | "More Than Words" "Are You Gonna Go My Way" „Химна OT“ (рок верзија)         | "More Than Words" "Are You Gonna Go My Way" „Химна OT“ (рок верзија)         | "More Than Words" "Are You Gonna Go My Way" „Химна OT“ (рок верзија)         | "More Than Words" "Are You Gonna Go My Way" „Химна OT“ (рок верзија)         | "More Than Words" "Are You Gonna Go My Way" „Химна OT“ (рок верзија)         | "More Than Words" "Are You Gonna Go My Way" „Химна OT“ (рок верзија)         | "More Than Words" "Are You Gonna Go My Way" „Химна OT“ (рок верзија)         | "More Than Words" "Are You Gonna Go My Way" „Химна OT“ (рок верзија)         | "More Than Words" "Are You Gonna Go My Way" „Химна OT“ (рок верзија)         | "More Than Words" "Are You Gonna Go My Way" „Химна OT“ (рок верзија)         | "More Than Words" "Are You Gonna Go My Way" „Химна OT“ (рок верзија)         | "More Than Words" "Are You Gonna Go My Way" „Химна OT“ (рок верзија)         | "More Than Words" "Are You Gonna Go My Way" „Химна OT“ (рок верзија)         | "More Than Words" "Are You Gonna Go My Way" „Химна OT“ (рок верзија)         | "More Than Words" "Are You Gonna Go My Way" „Химна OT“ (рок верзија)         | "More Than Words" "Are You Gonna Go My Way" „Химна OT“ (рок верзија)         | "More Than Words" "Are You Gonna Go My Way" „Химна OT“ (рок верзија)         | "More Than Words" "Are You Gonna Go My Way" „Химна OT“ (рок верзија)         | "More Than Words" "Are You Gonna Go My Way" „Химна OT“ (рок верзија)         | "More Than Words" "Are You Gonna Go My Way" „Химна OT“ (рок верзија)         | "More Than Words" "Are You Gonna Go My Way" „Химна OT“ (рок верзија)         | "More Than Words" "Are You Gonna Go My Way" „Химна OT“ (рок верзија)         | "More Than Words" "Are You Gonna Go My Way" „Химна OT“ (рок верзија)         | "More Than Words" "Are You Gonna Go My Way" „Химна OT“ (рок верзија)         | "More Than Words" "Are You Gonna Go My Way" „Химна OT“ (рок верзија)         | "More Than Words" "Are You Gonna Go My Way" „Химна OT“ (рок верзија)         | "More Than Words" "Are You Gonna Go My Way" „Химна OT“ (рок верзија)         | "More Than Words" "Are You Gonna Go My Way" „Химна OT“ (рок верзија)         | "More Than Words" "Are You Gonna Go My Way" „Химна OT“ (рок верзија)         | "More Than Words" "Are You Gonna Go My Way" „Химна OT“ (рок верзија)         | "More Than Words" "Are You Gonna Go My Way" „Химна OT“ (рок верзија)         | "More Than Words" "Are You Gonna Go My Way" „Химна OT“ (рок верзија)         | "More Than Words" "Are You Gonna Go My Way" „Химна OT“ (рок верзија)         | "More Than Words" "Are You Gonna Go My Way" „Химна OT“ (рок верзија)         | "More Than Words" "Are You Gonna Go My Way" „Химна OT“ (рок верзија)         | "More Than Words" "Are You Gonna Go My Way" „Химна OT“ (рок верзија)         | "More Than Words" "Are You Gonna Go My Way" „Химна OT“ (рок верзија)         | "More Than Words" "Are You Gonna Go My Way" „Химна OT“ (рок верзија)         | "More Than Words" "Are You Gonna Go My Way" „Химна OT“ (рок верзија)         | "More Than Words" "Are You Gonna Go My Way" „Химна OT“ (рок верзија)         | "More Than Words" "Are You Gonna Go My Way" „Химна OT“ (рок верзија)         | "More Than Words" "Are You Gonna Go My Way" „Химна OT“ (рок верзија)         | "More Than Words" "Are You Gonna Go My Way" „Химна OT“ (рок верзија)         | "More Than Words" "Are You Gonna Go My Way" „Химна OT“ (рок верзија)         | "More Than Words" "Are You Gonna Go My Way" „Химна OT“ (рок верзија)         | "More Than Words" "Are You Gonna Go My Way" „Химна OT“ (рок верзија)         | "More Than Words" "Are You Gonna Go My Way" „Химна OT“ (рок верзија)         | "More Than Words" "Are You Gonna Go My Way" „Химна OT“ (рок верзија)         | "More Than Words" "Are You Gonna Go My Way" „Химна OT“ (рок верзија)         | "More Than Words" "Are You Gonna Go My Way" „Химна OT“ (рок верзија)         | "More Than Words" "Are You Gonna Go My Way" „Химна OT“ (рок верзија)         | "More Than Words" "Are You Gonna Go My Way" „Химна OT“ (рок верзија)         | "More Than Words" "Are You Gonna Go My Way" „Химна OT“ (рок верзија)         | "More Than Words" "Are You Gonna Go My Way" „Химна OT“ (рок верзија)         | "More Than Words" "Are You Gonna Go My Way" „Химна OT“ (рок верзија)         | "More Than Words" "Are You Gonna Go My Way" „Химна OT“ (рок верзија)         | "More Than Words" "Are You Gonna Go My Way" „Химна OT“ (рок верзија)         | "More Than Words" "Are You Gonna Go My Way" „Химна OT“ (рок верзија)         | "More Than Words" "Are You Gonna Go My Way" „Химна OT“ (рок верзија)         | "More Than Words" "Are You Gonna Go My Way" „Химна OT“ (рок верзија)         | "More Than Words" "Are You Gonna Go My Way" „Химна OT“ (рок верзија)         | "More Than Words" "Are You Gonna Go My Way" „Химна OT“ (рок верзија)         | "More Than Words" "Are You Gonna Go My Way" „Химна OT“ (рок верзија)         | "More Than Words" "Are You Gonna Go My Way" „Химна OT“ (рок верзија)         | "More Than Words" "Are You Gonna Go My Way" „Химна OT“ (рок верзија)         | "More Than Words" "Are You Gonna Go My Way" „Химна OT“ (рок верзија)         | "More Than Words" "Are You Gonna Go My Way" „Химна OT“ (рок верзија)         | "More Than Words" "Are You Gonna Go My Way" „Химна OT“ (рок верзија)         | "More Than Words" "Are You Gonna Go My Way" „Химна OT“ (рок верзија)         | сам дует са Ђорђем Гоговим сви студенти на Гали 9                                | сам дует са Ђорђем Гоговим сви студенти на Гали 9                                | сам дует са Ђорђем Гоговим сви студенти на Гали 9                                | сам дует са Ђорђем Гоговим сви студенти на Гали 9                                | сам дует са Ђорђем Гоговим сви студенти на Гали 9                                | сам дует са Ђорђем Гоговим сви студенти на Гали 9                                | сам дует са Ђорђем Гоговим сви студенти на Гали 9                                | сам дует са Ђорђем Гоговим сви студенти на Гали 9                                | сам дует са Ђорђем Гоговим сви студенти на Гали 9                                | сам дует са Ђорђем Гоговим сви студенти на Гали 9                                | сам дует са Ђорђем Гоговим сви студенти на Гали 9                                | сам дует са Ђорђем Гоговим сви студенти на Гали 9                                | сам дует са Ђорђем Гоговим сви студенти на Гали 9                                | сам дует са Ђорђем Гоговим сви студенти на Гали 9                                | сам дует са Ђорђем Гоговим сви студенти на Гали 9                                | сам дует са Ђорђем Гоговим сви студенти на Гали 9                                | сам дует са Ђорђем Гоговим сви студенти на Гали 9                                | сам дует са Ђорђем Гоговим сви студенти на Гали 9                                | сам дует са Ђорђем Гоговим сви студенти на Гали 9                                | сам дует са Ђорђем Гоговим сви студенти на Гали 9                                | сам дует са Ђорђем Гоговим сви студенти на Гали 9                                | сам дует са Ђорђем Гоговим сви студенти на Гали 9                                | сам дует са Ђорђем Гоговим сви студенти на Гали 9                                | сам дует са Ђорђем Гоговим сви студенти на Гали 9                                | сам дует са Ђорђем Гоговим сви студенти на Гали 9                                | сам дует са Ђорђем Гоговим сви студенти на Гали 9                                | сам дует са Ђорђем Гоговим сви студенти на Гали 9                                | сам дует са Ђорђем Гоговим сви студенти на Гали 9                                | сам дует са Ђорђем Гоговим сви студенти на Гали 9                                | сам дует са Ђорђем Гоговим сви студенти на Гали 9                                | сам дует са Ђорђем Гоговим сви студенти на Гали 9                                | сам дует са Ђорђем Гоговим сви студенти на Гали 9                                | сам дует са Ђорђем Гоговим сви студенти на Гали 9                                | сам дует са Ђорђем Гоговим сви студенти на Гали 9                                | сам дует са Ђорђем Гоговим сви студенти на Гали 9                                | сам дует са Ђорђем Гоговим сви студенти на Гали 9                                | сам дует са Ђорђем Гоговим сви студенти на Гали 9                                | сам дует са Ђорђем Гоговим сви студенти на Гали 9                                | сам дует са Ђорђем Гоговим сви студенти на Гали 9                                | сам дует са Ђорђем Гоговим сви студенти на Гали 9                                | сам дует са Ђорђем Гоговим сви студенти на Гали 9                                | сам дует са Ђорђем Гоговим сви студенти на Гали 9                                | сам дует са Ђорђем Гоговим сви студенти на Гали 9                                | сам дует са Ђорђем Гоговим сви студенти на Гали 9                                | сам дует са Ђорђем Гоговим сви студенти на Гали 9                                | сам дует са Ђорђем Гоговим сви студенти на Гали 9                                | сам дует са Ђорђем Гоговим сви студенти на Гали 9                                | сам дует са Ђорђем Гоговим сви студенти на Гали 9                                | сам дует са Ђорђем Гоговим сви студенти на Гали 9                                | сам дует са Ђорђем Гоговим сви студенти на Гали 9                                | сам дует са Ђорђем Гоговим сви студенти на Гали 9                                | сам дует са Ђорђем Гоговим сви студенти на Гали 9                                | сам дует са Ђорђем Гоговим сви студенти на Гали 9                                | сам дует са Ђорђем Гоговим сви студенти на Гали 9                                | сам дует са Ђорђем Гоговим сви студенти на Гали 9                                | сам дует са Ђорђем Гоговим сви студенти на Гали 9                                | сам дует са Ђорђем Гоговим сви студенти на Гали 9                                | сам дует са Ђорђем Гоговим сви студенти на Гали 9                                | сам дует са Ђорђем Гоговим сви студенти на Гали 9                                | сам дует са Ђорђем Гоговим сви студенти на Гали 9                                | сам дует са Ђорђем Гоговим сви студенти на Гали 9                                | сам дует са Ђорђем Гоговим сви студенти на Гали 9                                | сам дует са Ђорђем Гоговим сви студенти на Гали 9                                | сам дует са Ђорђем Гоговим сви студенти на Гали 9                                | сам дует са Ђорђем Гоговим сви студенти на Гали 9                                | сам дует са Ђорђем Гоговим сви студенти на Гали 9                                | сам дует са Ђорђем Гоговим сви студенти на Гали 9                                | сам дует са Ђорђем Гоговим сви студенти на Гали 9                                | сам дует са Ђорђем Гоговим сви студенти на Гали 9                                | сам дует са Ђорђем Гоговим сви студенти на Гали 9                                | сам дует са Ђорђем Гоговим сви студенти на Гали 9                                | сам дует са Ђорђем Гоговим сви студенти на Гали 9                                | сам дует са Ђорђем Гоговим сви студенти на Гали 9                                | сам дует са Ђорђем Гоговим сви студенти на Гали 9                                | сам дует са Ђорђем Гоговим сви студенти на Гали 9                                | сам дует са Ђорђем Гоговим сви студенти на Гали 9                                | сам дует са Ђорђем Гоговим сви студенти на Гали 9                                | сам дует са Ђорђем Гоговим сви студенти на Гали 9                                | сам дует са Ђорђем Гоговим сви студенти на Гали 9                                | сам дует са Ђорђем Гоговим сви студенти на Гали 9                                | сам дует са Ђорђем Гоговим сви студенти на Гали 9                                | сам дует са Ђорђем Гоговим сви студенти на Гали 9                                | сам дует са Ђорђем Гоговим сви студенти на Гали 9                                | сам дует са Ђорђем Гоговим сви студенти на Гали 9                                | сам дует са Ђорђем Гоговим сви студенти на Гали 9                                | сам дует са Ђорђем Гоговим сви студенти на Гали 9                                | сам дует са Ђорђем Гоговим сви студенти на Гали 9                                | сам дует са Ђорђем Гоговим сви студенти на Гали 9                                | сам дует са Ђорђем Гоговим сви студенти на Гали 9                                | сам дует са Ђорђем Гоговим сви студенти на Гали 9                                | сам дует са Ђорђем Гоговим сви студенти на Гали 9                                | сам дует са Ђорђем Гоговим сви студенти на Гали 9                                | сам дует са Ђорђем Гоговим сви студенти на Гали 9                                | сам дует са Ђорђем Гоговим сви студенти на Гали 9                                | сам дует са Ђорђем Гоговим сви студенти на Гали 9                                | сам дует са Ђорђем Гоговим сви студенти на Гали 9                                | сам дует са Ђорђем Гоговим сви студенти на Гали 9                                | сам дует са Ђорђем Гоговим сви студенти на Гали 9                                | сам дует са Ђорђем Гоговим сви студенти на Гали 9                                | сам дует са Ђорђем Гоговим сви студенти на Гали 9                                | сам дует са Ђорђем Гоговим сви студенти на Гали 9                                | сам дует са Ђорђем Гоговим сви студенти на Гали 9                                | сам дует са Ђорђем Гоговим сви студенти на Гали 9                                | сам дует са Ђорђем Гоговим сви студенти на Гали 9                                | сам дует са Ђорђем Гоговим сви студенти на Гали 9                                | сам дует са Ђорђем Гоговим сви студенти на Гали 9                                | сам дует са Ђорђем Гоговим сви студенти на Гали 9                                | сам дует са Ђорђем Гоговим сви студенти на Гали 9                                | сам дует са Ђорђем Гоговим сви студенти на Гали 9                                | сам дует са Ђорђем Гоговим сви студенти на Гали 9                                | сам дует са Ђорђем Гоговим сви студенти на Гали 9                                | сам дует са Ђорђем Гоговим сви студенти на Гали 9                                | сам дует са Ђорђем Гоговим сви студенти на Гали 9                                | сам дует са Ђорђем Гоговим сви студенти на Гали 9                                | сам дует са Ђорђем Гоговим сви студенти на Гали 9                                | сам дует са Ђорђем Гоговим сви студенти на Гали 9                                | сам дует са Ђорђем Гоговим сви студенти на Гали 9                                | сам дует са Ђорђем Гоговим сви студенти на Гали 9                                | сам дует са Ђорђем Гоговим сви студенти на Гали 9                                | сам дует са Ђорђем Гоговим сви студенти на Гали 9                                | сам дует са Ђорђем Гоговим сви студенти на Гали 9                                | сам дует са Ђорђем Гоговим сви студенти на Гали 9                                | сам дует са Ђорђем Гоговим сви студенти на Гали 9                                | сам дует са Ђорђем Гоговим сви студенти на Гали 9                                | сам дует са Ђорђем Гоговим сви студенти на Гали 9                                | сам дует са Ђорђем Гоговим сви студенти на Гали 9                                | сам дует са Ђорђем Гоговим сви студенти на Гали 9                                | сам дует са Ђорђем Гоговим сви студенти на Гали 9                                | сам дует са Ђорђем Гоговим сви студенти на Гали 9                                | сам дует са Ђорђем Гоговим сви студенти на Гали 9                                | Extreme Лени Кравиц                       | Extreme Лени Кравиц                       | Extreme Лени Кравиц                       | Extreme Лени Кравиц                       | Extreme Лени Кравиц                       | Extreme Лени Кравиц                       | Extreme Лени Кравиц                       | Extreme Лени Кравиц                       | Extreme Лени Кравиц                       | Extreme Лени Кравиц                       | Extreme Лени Кравиц                       | Extreme Лени Кравиц                       | Extreme Лени Кравиц                       | Extreme Лени Кравиц                       | Extreme Лени Кравиц                       | Extreme Лени Кравиц                       | Extreme Лени Кравиц                       | Extreme Лени Кравиц                       | Extreme Лени Кравиц                       | Extreme Лени Кравиц                       | Extreme Лени Кравиц                       | Extreme Лени Кравиц                       | Extreme Лени Кравиц                       | Extreme Лени Кравиц                       | Extreme Лени Кравиц                       | Extreme Лени Кравиц                       | Extreme Лени Кравиц                       | Extreme Лени Кравиц                       | Extreme Лени Кравиц                       | Extreme Лени Кравиц                       | Extreme Лени Кравиц                       | Extreme Лени Кравиц                       | Extreme Лени Кравиц                       | Extreme Лени Кравиц                       | Extreme Лени Кравиц                       | Extreme Лени Кравиц                       | Extreme Лени Кравиц                       | Extreme Лени Кравиц                       | Extreme Лени Кравиц                       | Extreme Лени Кравиц                       | Extreme Лени Кравиц                       | Extreme Лени Кравиц                       | Extreme Лени Кравиц                       | Extreme Лени Кравиц                       | Extreme Лени Кравиц                       | Extreme Лени Кравиц                       | Extreme Лени Кравиц                       | Extreme Лени Кравиц                       | Extreme Лени Кравиц                       | Extreme Лени Кравиц                       | Extreme Лени Кравиц                       | Extreme Лени Кравиц                       | Extreme Лени Кравиц                       | Extreme Лени Кравиц                       | Extreme Лени Кравиц                       | Extreme Лени Кравиц                       | Extreme Лени Кравиц                       | Extreme Лени Кравиц                       | Extreme Лени Кравиц                       | Extreme Лени Кравиц                       | Extreme Лени Кравиц                       | Extreme Лени Кравиц                       | Extreme Лени Кравиц                       | Extreme Лени Кравиц                       | Extreme Лени Кравиц                       | Extreme Лени Кравиц                       | Extreme Лени Кравиц                       | Extreme Лени Кравиц                       | Extreme Лени Кравиц                       | Extreme Лени Кравиц                       | Extreme Лени Кравиц                       | Extreme Лени Кравиц                       | Extreme Лени Кравиц                       | Extreme Лени Кравиц                       | Extreme Лени Кравиц                       | Extreme Лени Кравиц                       | Extreme Лени Кравиц                       | Extreme Лени Кравиц                       | Extreme Лени Кравиц                       | Extreme Лени Кравиц                       | Extreme Лени Кравиц                       | Extreme Лени Кравиц                       | Extreme Лени Кравиц                       | Extreme Лени Кравиц                       | Extreme Лени Кравиц                       | Extreme Лени Кравиц                       | Extreme Лени Кравиц                       | Extreme Лени Кравиц                       | Extreme Лени Кравиц                       | Extreme Лени Кравиц                       | Extreme Лени Кравиц                       | Extreme Лени Кравиц                       | Extreme Лени Кравиц                       | Extreme Лени Кравиц                       | Extreme Лени Кравиц                       | Extreme Лени Кравиц                       | Extreme Лени Кравиц                       | Extreme Лени Кравиц                       | Extreme Лени Кравиц                       | Extreme Лени Кравиц                       | прошао/сигуран                   | прошао/сигуран                   | прошао/сигуран                   | прошао/сигуран                   | прошао/сигуран                   | прошао/сигуран                   | прошао/сигуран                   | прошао/сигуран                   | прошао/сигуран                   | прошао/сигуран                   | прошао/сигуран                   | прошао/сигуран                   | прошао/сигуран                   | прошао/сигуран                   | прошао/сигуран                   | прошао/сигуран                   | прошао/сигуран                   | прошао/сигуран                   | прошао/сигуран                   | прошао/сигуран                   | прошао/сигуран                   | прошао/сигуран                   | прошао/сигуран                   | прошао/сигуран                   | прошао/сигуран                   | прошао/сигуран                   | прошао/сигуран                   | прошао/сигуран                   | прошао/сигуран                   | прошао/сигуран                   | прошао/сигуран                   | прошао/сигуран                   | прошао/сигуран                   | прошао/сигуран                   | прошао/сигуран                   | прошао/сигуран                   | прошао/сигуран                   | прошао/сигуран                   | прошао/сигуран                   | прошао/сигуран                   | прошао/сигуран                   | прошао/сигуран                   | прошао/сигуран                   | прошао/сигуран                   | прошао/сигуран                   | прошао/сигуран                   | прошао/сигуран                   | прошао/сигуран                   | прошао/сигуран                   | прошао/сигуран                   | прошао/сигуран                   | прошао/сигуран                   | прошао/сигуран                   | прошао/сигуран                   | прошао/сигуран                   | прошао/сигуран                   | прошао/сигуран                   | прошао/сигуран                   | прошао/сигуран                   | прошао/сигуран                   | прошао/сигуран                   | прошао/сигуран                   | прошао/сигуран                   | прошао/сигуран                   | прошао/сигуран                   | прошао/сигуран                   | прошао/сигуран                   | прошао/сигуран                   | прошао/сигуран                   | прошао/сигуран                   | прошао/сигуран                   | прошао/сигуран                   | прошао/сигуран                   | прошао/сигуран                   | прошао/сигуран                   | прошао/сигуран                   | прошао/сигуран                   | прошао/сигуран                   | прошао/сигуран                   | прошао/сигуран                   | прошао/сигуран                   | прошао/сигуран                   | прошао/сигуран                   | прошао/сигуран                   | прошао/сигуран                   | прошао/сигуран                   | прошао/сигуран                   | прошао/сигуран                   | прошао/сигуран                   | прошао/сигуран                   | прошао/сигуран                   | прошао/сигуран                   | прошао/сигуран                   | прошао/сигуран                   | прошао/сигуран                   | прошао/сигуран                   | прошао/сигуран                   | прошао/сигуран                   | прошао/сигуран                   | прошао/сигуран                   |
| 10         | 10         | 10         | 10         | 10         | 10         | 10         | 10         | 10         | 10         | 10         | 10         | 10         | 10         | 10         | 10         | 10         | 10         | 10         | 10         | 10         | 10         | 10         | 10         | 10         | 10         | 10         | 10         | 10         | 10         | 10         | 10         | 10         | 10         | 10         | 10         | 10         | 10         | 10         | 10         | 10         | 10         | 10         | 10         | 10         | 10         | 10         | 10         | 10         | 10         | 10         | 10         | 10         | 10         | 10         | 10         | 10         | 10         | 10         | 10         | 10         | 10         | 10         | 10         | 10         | 10         | 10         | 10         | 10         | 10         | 10         | 10         | 10         | 10         | 10         | 10         | 10         | 10         | 10         | 10         | 10         | 10         | 10         | 10         | 10         | 10         | 10         | 10         | 10         | 10         | „Крени према мени“ "Help!"/"A Hard Day's Night"                              | „Крени према мени“ "Help!"/"A Hard Day's Night"                              | „Крени према мени“ "Help!"/"A Hard Day's Night"                              | „Крени према мени“ "Help!"/"A Hard Day's Night"                              | „Крени према мени“ "Help!"/"A Hard Day's Night"                              | „Крени према мени“ "Help!"/"A Hard Day's Night"                              | „Крени према мени“ "Help!"/"A Hard Day's Night"                              | „Крени према мени“ "Help!"/"A Hard Day's Night"                              | „Крени према мени“ "Help!"/"A Hard Day's Night"                              | „Крени према мени“ "Help!"/"A Hard Day's Night"                              | „Крени према мени“ "Help!"/"A Hard Day's Night"                              | „Крени према мени“ "Help!"/"A Hard Day's Night"                              | „Крени према мени“ "Help!"/"A Hard Day's Night"                              | „Крени према мени“ "Help!"/"A Hard Day's Night"                              | „Крени према мени“ "Help!"/"A Hard Day's Night"                              | „Крени према мени“ "Help!"/"A Hard Day's Night"                              | „Крени према мени“ "Help!"/"A Hard Day's Night"                              | „Крени према мени“ "Help!"/"A Hard Day's Night"                              | „Крени према мени“ "Help!"/"A Hard Day's Night"                              | „Крени према мени“ "Help!"/"A Hard Day's Night"                              | „Крени према мени“ "Help!"/"A Hard Day's Night"                              | „Крени према мени“ "Help!"/"A Hard Day's Night"                              | „Крени према мени“ "Help!"/"A Hard Day's Night"                              | „Крени према мени“ "Help!"/"A Hard Day's Night"                              | „Крени према мени“ "Help!"/"A Hard Day's Night"                              | „Крени према мени“ "Help!"/"A Hard Day's Night"                              | „Крени према мени“ "Help!"/"A Hard Day's Night"                              | „Крени према мени“ "Help!"/"A Hard Day's Night"                              | „Крени према мени“ "Help!"/"A Hard Day's Night"                              | „Крени према мени“ "Help!"/"A Hard Day's Night"                              | „Крени према мени“ "Help!"/"A Hard Day's Night"                              | „Крени према мени“ "Help!"/"A Hard Day's Night"                              | „Крени према мени“ "Help!"/"A Hard Day's Night"                              | „Крени према мени“ "Help!"/"A Hard Day's Night"                              | „Крени према мени“ "Help!"/"A Hard Day's Night"                              | „Крени према мени“ "Help!"/"A Hard Day's Night"                              | „Крени према мени“ "Help!"/"A Hard Day's Night"                              | „Крени према мени“ "Help!"/"A Hard Day's Night"                              | „Крени према мени“ "Help!"/"A Hard Day's Night"                              | „Крени према мени“ "Help!"/"A Hard Day's Night"                              | „Крени према мени“ "Help!"/"A Hard Day's Night"                              | „Крени према мени“ "Help!"/"A Hard Day's Night"                              | „Крени према мени“ "Help!"/"A Hard Day's Night"                              | „Крени према мени“ "Help!"/"A Hard Day's Night"                              | „Крени према мени“ "Help!"/"A Hard Day's Night"                              | „Крени према мени“ "Help!"/"A Hard Day's Night"                              | „Крени према мени“ "Help!"/"A Hard Day's Night"                              | „Крени према мени“ "Help!"/"A Hard Day's Night"                              | „Крени према мени“ "Help!"/"A Hard Day's Night"                              | „Крени према мени“ "Help!"/"A Hard Day's Night"                              | „Крени према мени“ "Help!"/"A Hard Day's Night"                              | „Крени према мени“ "Help!"/"A Hard Day's Night"                              | „Крени према мени“ "Help!"/"A Hard Day's Night"                              | „Крени према мени“ "Help!"/"A Hard Day's Night"                              | „Крени према мени“ "Help!"/"A Hard Day's Night"                              | „Крени према мени“ "Help!"/"A Hard Day's Night"                              | „Крени према мени“ "Help!"/"A Hard Day's Night"                              | „Крени према мени“ "Help!"/"A Hard Day's Night"                              | „Крени према мени“ "Help!"/"A Hard Day's Night"                              | „Крени према мени“ "Help!"/"A Hard Day's Night"                              | „Крени према мени“ "Help!"/"A Hard Day's Night"                              | „Крени према мени“ "Help!"/"A Hard Day's Night"                              | „Крени према мени“ "Help!"/"A Hard Day's Night"                              | „Крени према мени“ "Help!"/"A Hard Day's Night"                              | „Крени према мени“ "Help!"/"A Hard Day's Night"                              | „Крени према мени“ "Help!"/"A Hard Day's Night"                              | „Крени према мени“ "Help!"/"A Hard Day's Night"                              | „Крени према мени“ "Help!"/"A Hard Day's Night"                              | „Крени према мени“ "Help!"/"A Hard Day's Night"                              | „Крени према мени“ "Help!"/"A Hard Day's Night"                              | „Крени према мени“ "Help!"/"A Hard Day's Night"                              | „Крени према мени“ "Help!"/"A Hard Day's Night"                              | „Крени према мени“ "Help!"/"A Hard Day's Night"                              | „Крени према мени“ "Help!"/"A Hard Day's Night"                              | „Крени према мени“ "Help!"/"A Hard Day's Night"                              | „Крени према мени“ "Help!"/"A Hard Day's Night"                              | „Крени према мени“ "Help!"/"A Hard Day's Night"                              | „Крени према мени“ "Help!"/"A Hard Day's Night"                              | „Крени према мени“ "Help!"/"A Hard Day's Night"                              | „Крени према мени“ "Help!"/"A Hard Day's Night"                              | „Крени према мени“ "Help!"/"A Hard Day's Night"                              | „Крени према мени“ "Help!"/"A Hard Day's Night"                              | „Крени према мени“ "Help!"/"A Hard Day's Night"                              | „Крени према мени“ "Help!"/"A Hard Day's Night"                              | „Крени према мени“ "Help!"/"A Hard Day's Night"                              | „Крени према мени“ "Help!"/"A Hard Day's Night"                              | „Крени према мени“ "Help!"/"A Hard Day's Night"                              | „Крени према мени“ "Help!"/"A Hard Day's Night"                              | „Крени према мени“ "Help!"/"A Hard Day's Night"                              | „Крени према мени“ "Help!"/"A Hard Day's Night"                              | „Крени према мени“ "Help!"/"A Hard Day's Night"                              | „Крени према мени“ "Help!"/"A Hard Day's Night"                              | „Крени према мени“ "Help!"/"A Hard Day's Night"                              | „Крени према мени“ "Help!"/"A Hard Day's Night"                              | „Крени према мени“ "Help!"/"A Hard Day's Night"                              | „Крени према мени“ "Help!"/"A Hard Day's Night"                              | „Крени према мени“ "Help!"/"A Hard Day's Night"                              | „Крени према мени“ "Help!"/"A Hard Day's Night"                              | „Крени према мени“ "Help!"/"A Hard Day's Night"                              | „Крени према мени“ "Help!"/"A Hard Day's Night"                              | sam сви мушки студенти на Гали 9                                                 | sam сви мушки студенти на Гали 9                                                 | sam сви мушки студенти на Гали 9                                                 | sam сви мушки студенти на Гали 9                                                 | sam сви мушки студенти на Гали 9                                                 | sam сви мушки студенти на Гали 9                                                 | sam сви мушки студенти на Гали 9                                                 | sam сви мушки студенти на Гали 9                                                 | sam сви мушки студенти на Гали 9                                                 | sam сви мушки студенти на Гали 9                                                 | sam сви мушки студенти на Гали 9                                                 | sam сви мушки студенти на Гали 9                                                 | sam сви мушки студенти на Гали 9                                                 | sam сви мушки студенти на Гали 9                                                 | sam сви мушки студенти на Гали 9                                                 | sam сви мушки студенти на Гали 9                                                 | sam сви мушки студенти на Гали 9                                                 | sam сви мушки студенти на Гали 9                                                 | sam сви мушки студенти на Гали 9                                                 | sam сви мушки студенти на Гали 9                                                 | sam сви мушки студенти на Гали 9                                                 | sam сви мушки студенти на Гали 9                                                 | sam сви мушки студенти на Гали 9                                                 | sam сви мушки студенти на Гали 9                                                 | sam сви мушки студенти на Гали 9                                                 | sam сви мушки студенти на Гали 9                                                 | sam сви мушки студенти на Гали 9                                                 | sam сви мушки студенти на Гали 9                                                 | sam сви мушки студенти на Гали 9                                                 | sam сви мушки студенти на Гали 9                                                 | sam сви мушки студенти на Гали 9                                                 | sam сви мушки студенти на Гали 9                                                 | sam сви мушки студенти на Гали 9                                                 | sam сви мушки студенти на Гали 9                                                 | sam сви мушки студенти на Гали 9                                                 | sam сви мушки студенти на Гали 9                                                 | sam сви мушки студенти на Гали 9                                                 | sam сви мушки студенти на Гали 9                                                 | sam сви мушки студенти на Гали 9                                                 | sam сви мушки студенти на Гали 9                                                 | sam сви мушки студенти на Гали 9                                                 | sam сви мушки студенти на Гали 9                                                 | sam сви мушки студенти на Гали 9                                                 | sam сви мушки студенти на Гали 9                                                 | sam сви мушки студенти на Гали 9                                                 | sam сви мушки студенти на Гали 9                                                 | sam сви мушки студенти на Гали 9                                                 | sam сви мушки студенти на Гали 9                                                 | sam сви мушки студенти на Гали 9                                                 | sam сви мушки студенти на Гали 9                                                 | sam сви мушки студенти на Гали 9                                                 | sam сви мушки студенти на Гали 9                                                 | sam сви мушки студенти на Гали 9                                                 | sam сви мушки студенти на Гали 9                                                 | sam сви мушки студенти на Гали 9                                                 | sam сви мушки студенти на Гали 9                                                 | sam сви мушки студенти на Гали 9                                                 | sam сви мушки студенти на Гали 9                                                 | sam сви мушки студенти на Гали 9                                                 | sam сви мушки студенти на Гали 9                                                 | sam сви мушки студенти на Гали 9                                                 | sam сви мушки студенти на Гали 9                                                 | sam сви мушки студенти на Гали 9                                                 | sam сви мушки студенти на Гали 9                                                 | sam сви мушки студенти на Гали 9                                                 | sam сви мушки студенти на Гали 9                                                 | sam сви мушки студенти на Гали 9                                                 | sam сви мушки студенти на Гали 9                                                 | sam сви мушки студенти на Гали 9                                                 | sam сви мушки студенти на Гали 9                                                 | sam сви мушки студенти на Гали 9                                                 | sam сви мушки студенти на Гали 9                                                 | sam сви мушки студенти на Гали 9                                                 | sam сви мушки студенти на Гали 9                                                 | sam сви мушки студенти на Гали 9                                                 | sam сви мушки студенти на Гали 9                                                 | sam сви мушки студенти на Гали 9                                                 | sam сви мушки студенти на Гали 9                                                 | sam сви мушки студенти на Гали 9                                                 | sam сви мушки студенти на Гали 9                                                 | sam сви мушки студенти на Гали 9                                                 | sam сви мушки студенти на Гали 9                                                 | sam сви мушки студенти на Гали 9                                                 | sam сви мушки студенти на Гали 9                                                 | sam сви мушки студенти на Гали 9                                                 | sam сви мушки студенти на Гали 9                                                 | sam сви мушки студенти на Гали 9                                                 | sam сви мушки студенти на Гали 9                                                 | sam сви мушки студенти на Гали 9                                                 | sam сви мушки студенти на Гали 9                                                 | sam сви мушки студенти на Гали 9                                                 | sam сви мушки студенти на Гали 9                                                 | sam сви мушки студенти на Гали 9                                                 | sam сви мушки студенти на Гали 9                                                 | sam сви мушки студенти на Гали 9                                                 | sam сви мушки студенти на Гали 9                                                 | sam сви мушки студенти на Гали 9                                                 | sam сви мушки студенти на Гали 9                                                 | sam сви мушки студенти на Гали 9                                                 | sam сви мушки студенти на Гали 9                                                 | sam сви мушки студенти на Гали 9                                                 | sam сви мушки студенти на Гали 9                                                 | sam сви мушки студенти на Гали 9                                                 | sam сви мушки студенти на Гали 9                                                 | sam сви мушки студенти на Гали 9                                                 | sam сви мушки студенти на Гали 9                                                 | sam сви мушки студенти на Гали 9                                                 | sam сви мушки студенти на Гали 9                                                 | sam сви мушки студенти на Гали 9                                                 | sam сви мушки студенти на Гали 9                                                 | sam сви мушки студенти на Гали 9                                                 | sam сви мушки студенти на Гали 9                                                 | sam сви мушки студенти на Гали 9                                                 | sam сви мушки студенти на Гали 9                                                 | sam сви мушки студенти на Гали 9                                                 | sam сви мушки студенти на Гали 9                                                 | sam сви мушки студенти на Гали 9                                                 | sam сви мушки студенти на Гали 9                                                 | sam сви мушки студенти на Гали 9                                                 | sam сви мушки студенти на Гали 9                                                 | sam сви мушки студенти на Гали 9                                                 | sam сви мушки студенти на Гали 9                                                 | sam сви мушки студенти на Гали 9                                                 | sam сви мушки студенти на Гали 9                                                 | sam сви мушки студенти на Гали 9                                                 | sam сви мушки студенти на Гали 9                                                 | sam сви мушки студенти на Гали 9                                                 | sam сви мушки студенти на Гали 9                                                 | sam сви мушки студенти на Гали 9                                                 | sam сви мушки студенти на Гали 9                                                 | Партибрејкерс Битлси                      | Партибрејкерс Битлси                      | Партибрејкерс Битлси                      | Партибрејкерс Битлси                      | Партибрејкерс Битлси                      | Партибрејкерс Битлси                      | Партибрејкерс Битлси                      | Партибрејкерс Битлси                      | Партибрејкерс Битлси                      | Партибрејкерс Битлси                      | Партибрејкерс Битлси                      | Партибрејкерс Битлси                      | Партибрејкерс Битлси                      | Партибрејкерс Битлси                      | Партибрејкерс Битлси                      | Партибрејкерс Битлси                      | Партибрејкерс Битлси                      | Партибрејкерс Битлси                      | Партибрејкерс Битлси                      | Партибрејкерс Битлси                      | Партибрејкерс Битлси                      | Партибрејкерс Битлси                      | Партибрејкерс Битлси                      | Партибрејкерс Битлси                      | Партибрејкерс Битлси                      | Партибрејкерс Битлси                      | Партибрејкерс Битлси                      | Партибрејкерс Битлси                      | Партибрејкерс Битлси                      | Партибрејкерс Битлси                      | Партибрејкерс Битлси                      | Партибрејкерс Битлси                      | Партибрејкерс Битлси                      | Партибрејкерс Битлси                      | Партибрејкерс Битлси                      | Партибрејкерс Битлси                      | Партибрејкерс Битлси                      | Партибрејкерс Битлси                      | Партибрејкерс Битлси                      | Партибрејкерс Битлси                      | Партибрејкерс Битлси                      | Партибрејкерс Битлси                      | Партибрејкерс Битлси                      | Партибрејкерс Битлси                      | Партибрејкерс Битлси                      | Партибрејкерс Битлси                      | Партибрејкерс Битлси                      | Партибрејкерс Битлси                      | Партибрејкерс Битлси                      | Партибрејкерс Битлси                      | Партибрејкерс Битлси                      | Партибрејкерс Битлси                      | Партибрејкерс Битлси                      | Партибрејкерс Битлси                      | Партибрејкерс Битлси                      | Партибрејкерс Битлси                      | Партибрејкерс Битлси                      | Партибрејкерс Битлси                      | Партибрејкерс Битлси                      | Партибрејкерс Битлси                      | Партибрејкерс Битлси                      | Партибрејкерс Битлси                      | Партибрејкерс Битлси                      | Партибрејкерс Битлси                      | Партибрејкерс Битлси                      | Партибрејкерс Битлси                      | Партибрејкерс Битлси                      | Партибрејкерс Битлси                      | Партибрејкерс Битлси                      | Партибрејкерс Битлси                      | Партибрејкерс Битлси                      | Партибрејкерс Битлси                      | Партибрејкерс Битлси                      | Партибрејкерс Битлси                      | Партибрејкерс Битлси                      | Партибрејкерс Битлси                      | Партибрејкерс Битлси                      | Партибрејкерс Битлси                      | Партибрејкерс Битлси                      | Партибрејкерс Битлси                      | Партибрејкерс Битлси                      | Партибрејкерс Битлси                      | Партибрејкерс Битлси                      | Партибрејкерс Битлси                      | Партибрејкерс Битлси                      | Партибрејкерс Битлси                      | Партибрејкерс Битлси                      | Партибрејкерс Битлси                      | Партибрејкерс Битлси                      | Партибрејкерс Битлси                      | Партибрејкерс Битлси                      | Партибрејкерс Битлси                      | Партибрејкерс Битлси                      | Партибрејкерс Битлси                      | Партибрејкерс Битлси                      | Партибрејкерс Битлси                      | Партибрејкерс Битлси                      | Партибрејкерс Битлси                      | Партибрејкерс Битлси                      | Партибрејкерс Битлси                      | Н (са Николом Сарићем)           | Н (са Николом Сарићем)           | Н (са Николом Сарићем)           | Н (са Николом Сарићем)           | Н (са Николом Сарићем)           | Н (са Николом Сарићем)           | Н (са Николом Сарићем)           | Н (са Николом Сарићем)           | Н (са Николом Сарићем)           | Н (са Николом Сарићем)           | Н (са Николом Сарићем)           | Н (са Николом Сарићем)           | Н (са Николом Сарићем)           | Н (са Николом Сарићем)           | Н (са Николом Сарићем)           | Н (са Николом Сарићем)           | Н (са Николом Сарићем)           | Н (са Николом Сарићем)           | Н (са Николом Сарићем)           | Н (са Николом Сарићем)           | Н (са Николом Сарићем)           | Н (са Николом Сарићем)           | Н (са Николом Сарићем)           | Н (са Николом Сарићем)           | Н (са Николом Сарићем)           | Н (са Николом Сарићем)           | Н (са Николом Сарићем)           | Н (са Николом Сарићем)           | Н (са Николом Сарићем)           | Н (са Николом Сарићем)           | Н (са Николом Сарићем)           | Н (са Николом Сарићем)           | Н (са Николом Сарићем)           | Н (са Николом Сарићем)           | Н (са Николом Сарићем)           | Н (са Николом Сарићем)           | Н (са Николом Сарићем)           | Н (са Николом Сарићем)           | Н (са Николом Сарићем)           | Н (са Николом Сарићем)           | Н (са Николом Сарићем)           | Н (са Николом Сарићем)           | Н (са Николом Сарићем)           | Н (са Николом Сарићем)           | Н (са Николом Сарићем)           | Н (са Николом Сарићем)           | Н (са Николом Сарићем)           | Н (са Николом Сарићем)           | Н (са Николом Сарићем)           | Н (са Николом Сарићем)           | Н (са Николом Сарићем)           | Н (са Николом Сарићем)           | Н (са Николом Сарићем)           | Н (са Николом Сарићем)           | Н (са Николом Сарићем)           | Н (са Николом Сарићем)           | Н (са Николом Сарићем)           | Н (са Николом Сарићем)           | Н (са Николом Сарићем)           | Н (са Николом Сарићем)           | Н (са Николом Сарићем)           | Н (са Николом Сарићем)           | Н (са Николом Сарићем)           | Н (са Николом Сарићем)           | Н (са Николом Сарићем)           | Н (са Николом Сарићем)           | Н (са Николом Сарићем)           | Н (са Николом Сарићем)           | Н (са Николом Сарићем)           | Н (са Николом Сарићем)           | Н (са Николом Сарићем)           | Н (са Николом Сарићем)           | Н (са Николом Сарићем)           | Н (са Николом Сарићем)           | Н (са Николом Сарићем)           | Н (са Николом Сарићем)           | Н (са Николом Сарићем)           | Н (са Николом Сарићем)           | Н (са Николом Сарићем)           | Н (са Николом Сарићем)           | Н (са Николом Сарићем)           | Н (са Николом Сарићем)           | Н (са Николом Сарићем)           | Н (са Николом Сарићем)           | Н (са Николом Сарићем)           | Н (са Николом Сарићем)           | Н (са Николом Сарићем)           | Н (са Николом Сарићем)           | Н (са Николом Сарићем)           | Н (са Николом Сарићем)           | Н (са Николом Сарићем)           | Н (са Николом Сарићем)           | Н (са Николом Сарићем)           | Н (са Николом Сарићем)           | Н (са Николом Сарићем)           | Н (са Николом Сарићем)           | Н (са Николом Сарићем)           | Н (са Николом Сарићем)           | Н (са Николом Сарићем)           | Н (са Николом Сарићем)           |
| 11         | 11         | 11         | 11         | 11         | 11         | 11         | 11         | 11         | 11         | 11         | 11         | 11         | 11         | 11         | 11         | 11         | 11         | 11         | 11         | 11         | 11         | 11         | 11         | 11         | 11         | 11         | 11         | 11         | 11         | 11         | 11         | 11         | 11         | 11         | 11         | 11         | 11         | 11         | 11         | 11         | 11         | 11         | 11         | 11         | 11         | 11         | 11         | 11         | 11         | 11         | 11         | 11         | 11         | 11         | 11         | 11         | 11         | 11         | 11         | 11         | 11         | 11         | 11         | 11         | 11         | 11         | 11         | 11         | 11         | 11         | 11         | 11         | 11         | 11         | 11         | 11         | 11         | 11         | 11         | 11         | 11         | 11         | 11         | 11         | 11         | 11         | 11         | 11         | 11         | "Smells Like Teen Spirit „Балкан“ "We Will Rock You"/ "We Are The Champions" | "Smells Like Teen Spirit „Балкан“ "We Will Rock You"/ "We Are The Champions" | "Smells Like Teen Spirit „Балкан“ "We Will Rock You"/ "We Are The Champions" | "Smells Like Teen Spirit „Балкан“ "We Will Rock You"/ "We Are The Champions" | "Smells Like Teen Spirit „Балкан“ "We Will Rock You"/ "We Are The Champions" | "Smells Like Teen Spirit „Балкан“ "We Will Rock You"/ "We Are The Champions" | "Smells Like Teen Spirit „Балкан“ "We Will Rock You"/ "We Are The Champions" | "Smells Like Teen Spirit „Балкан“ "We Will Rock You"/ "We Are The Champions" | "Smells Like Teen Spirit „Балкан“ "We Will Rock You"/ "We Are The Champions" | "Smells Like Teen Spirit „Балкан“ "We Will Rock You"/ "We Are The Champions" | "Smells Like Teen Spirit „Балкан“ "We Will Rock You"/ "We Are The Champions" | "Smells Like Teen Spirit „Балкан“ "We Will Rock You"/ "We Are The Champions" | "Smells Like Teen Spirit „Балкан“ "We Will Rock You"/ "We Are The Champions" | "Smells Like Teen Spirit „Балкан“ "We Will Rock You"/ "We Are The Champions" | "Smells Like Teen Spirit „Балкан“ "We Will Rock You"/ "We Are The Champions" | "Smells Like Teen Spirit „Балкан“ "We Will Rock You"/ "We Are The Champions" | "Smells Like Teen Spirit „Балкан“ "We Will Rock You"/ "We Are The Champions" | "Smells Like Teen Spirit „Балкан“ "We Will Rock You"/ "We Are The Champions" | "Smells Like Teen Spirit „Балкан“ "We Will Rock You"/ "We Are The Champions" | "Smells Like Teen Spirit „Балкан“ "We Will Rock You"/ "We Are The Champions" | "Smells Like Teen Spirit „Балкан“ "We Will Rock You"/ "We Are The Champions" | "Smells Like Teen Spirit „Балкан“ "We Will Rock You"/ "We Are The Champions" | "Smells Like Teen Spirit „Балкан“ "We Will Rock You"/ "We Are The Champions" | "Smells Like Teen Spirit „Балкан“ "We Will Rock You"/ "We Are The Champions" | "Smells Like Teen Spirit „Балкан“ "We Will Rock You"/ "We Are The Champions" | "Smells Like Teen Spirit „Балкан“ "We Will Rock You"/ "We Are The Champions" | "Smells Like Teen Spirit „Балкан“ "We Will Rock You"/ "We Are The Champions" | "Smells Like Teen Spirit „Балкан“ "We Will Rock You"/ "We Are The Champions" | "Smells Like Teen Spirit „Балкан“ "We Will Rock You"/ "We Are The Champions" | "Smells Like Teen Spirit „Балкан“ "We Will Rock You"/ "We Are The Champions" | "Smells Like Teen Spirit „Балкан“ "We Will Rock You"/ "We Are The Champions" | "Smells Like Teen Spirit „Балкан“ "We Will Rock You"/ "We Are The Champions" | "Smells Like Teen Spirit „Балкан“ "We Will Rock You"/ "We Are The Champions" | "Smells Like Teen Spirit „Балкан“ "We Will Rock You"/ "We Are The Champions" | "Smells Like Teen Spirit „Балкан“ "We Will Rock You"/ "We Are The Champions" | "Smells Like Teen Spirit „Балкан“ "We Will Rock You"/ "We Are The Champions" | "Smells Like Teen Spirit „Балкан“ "We Will Rock You"/ "We Are The Champions" | "Smells Like Teen Spirit „Балкан“ "We Will Rock You"/ "We Are The Champions" | "Smells Like Teen Spirit „Балкан“ "We Will Rock You"/ "We Are The Champions" | "Smells Like Teen Spirit „Балкан“ "We Will Rock You"/ "We Are The Champions" | "Smells Like Teen Spirit „Балкан“ "We Will Rock You"/ "We Are The Champions" | "Smells Like Teen Spirit „Балкан“ "We Will Rock You"/ "We Are The Champions" | "Smells Like Teen Spirit „Балкан“ "We Will Rock You"/ "We Are The Champions" | "Smells Like Teen Spirit „Балкан“ "We Will Rock You"/ "We Are The Champions" | "Smells Like Teen Spirit „Балкан“ "We Will Rock You"/ "We Are The Champions" | "Smells Like Teen Spirit „Балкан“ "We Will Rock You"/ "We Are The Champions" | "Smells Like Teen Spirit „Балкан“ "We Will Rock You"/ "We Are The Champions" | "Smells Like Teen Spirit „Балкан“ "We Will Rock You"/ "We Are The Champions" | "Smells Like Teen Spirit „Балкан“ "We Will Rock You"/ "We Are The Champions" | "Smells Like Teen Spirit „Балкан“ "We Will Rock You"/ "We Are The Champions" | "Smells Like Teen Spirit „Балкан“ "We Will Rock You"/ "We Are The Champions" | "Smells Like Teen Spirit „Балкан“ "We Will Rock You"/ "We Are The Champions" | "Smells Like Teen Spirit „Балкан“ "We Will Rock You"/ "We Are The Champions" | "Smells Like Teen Spirit „Балкан“ "We Will Rock You"/ "We Are The Champions" | "Smells Like Teen Spirit „Балкан“ "We Will Rock You"/ "We Are The Champions" | "Smells Like Teen Spirit „Балкан“ "We Will Rock You"/ "We Are The Champions" | "Smells Like Teen Spirit „Балкан“ "We Will Rock You"/ "We Are The Champions" | "Smells Like Teen Spirit „Балкан“ "We Will Rock You"/ "We Are The Champions" | "Smells Like Teen Spirit „Балкан“ "We Will Rock You"/ "We Are The Champions" | "Smells Like Teen Spirit „Балкан“ "We Will Rock You"/ "We Are The Champions" | "Smells Like Teen Spirit „Балкан“ "We Will Rock You"/ "We Are The Champions" | "Smells Like Teen Spirit „Балкан“ "We Will Rock You"/ "We Are The Champions" | "Smells Like Teen Spirit „Балкан“ "We Will Rock You"/ "We Are The Champions" | "Smells Like Teen Spirit „Балкан“ "We Will Rock You"/ "We Are The Champions" | "Smells Like Teen Spirit „Балкан“ "We Will Rock You"/ "We Are The Champions" | "Smells Like Teen Spirit „Балкан“ "We Will Rock You"/ "We Are The Champions" | "Smells Like Teen Spirit „Балкан“ "We Will Rock You"/ "We Are The Champions" | "Smells Like Teen Spirit „Балкан“ "We Will Rock You"/ "We Are The Champions" | "Smells Like Teen Spirit „Балкан“ "We Will Rock You"/ "We Are The Champions" | "Smells Like Teen Spirit „Балкан“ "We Will Rock You"/ "We Are The Champions" | "Smells Like Teen Spirit „Балкан“ "We Will Rock You"/ "We Are The Champions" | "Smells Like Teen Spirit „Балкан“ "We Will Rock You"/ "We Are The Champions" | "Smells Like Teen Spirit „Балкан“ "We Will Rock You"/ "We Are The Champions" | "Smells Like Teen Spirit „Балкан“ "We Will Rock You"/ "We Are The Champions" | "Smells Like Teen Spirit „Балкан“ "We Will Rock You"/ "We Are The Champions" | "Smells Like Teen Spirit „Балкан“ "We Will Rock You"/ "We Are The Champions" | "Smells Like Teen Spirit „Балкан“ "We Will Rock You"/ "We Are The Champions" | "Smells Like Teen Spirit „Балкан“ "We Will Rock You"/ "We Are The Champions" | "Smells Like Teen Spirit „Балкан“ "We Will Rock You"/ "We Are The Champions" | "Smells Like Teen Spirit „Балкан“ "We Will Rock You"/ "We Are The Champions" | "Smells Like Teen Spirit „Балкан“ "We Will Rock You"/ "We Are The Champions" | "Smells Like Teen Spirit „Балкан“ "We Will Rock You"/ "We Are The Champions" | "Smells Like Teen Spirit „Балкан“ "We Will Rock You"/ "We Are The Champions" | "Smells Like Teen Spirit „Балкан“ "We Will Rock You"/ "We Are The Champions" | "Smells Like Teen Spirit „Балкан“ "We Will Rock You"/ "We Are The Champions" | "Smells Like Teen Spirit „Балкан“ "We Will Rock You"/ "We Are The Champions" | "Smells Like Teen Spirit „Балкан“ "We Will Rock You"/ "We Are The Champions" | "Smells Like Teen Spirit „Балкан“ "We Will Rock You"/ "We Are The Champions" | "Smells Like Teen Spirit „Балкан“ "We Will Rock You"/ "We Are The Champions" | "Smells Like Teen Spirit „Балкан“ "We Will Rock You"/ "We Are The Champions" | "Smells Like Teen Spirit „Балкан“ "We Will Rock You"/ "We Are The Champions" | "Smells Like Teen Spirit „Балкан“ "We Will Rock You"/ "We Are The Champions" | "Smells Like Teen Spirit „Балкан“ "We Will Rock You"/ "We Are The Champions" | "Smells Like Teen Spirit „Балкан“ "We Will Rock You"/ "We Are The Champions" | "Smells Like Teen Spirit „Балкан“ "We Will Rock You"/ "We Are The Champions" | "Smells Like Teen Spirit „Балкан“ "We Will Rock You"/ "We Are The Champions" | "Smells Like Teen Spirit „Балкан“ "We Will Rock You"/ "We Are The Champions" | "Smells Like Teen Spirit „Балкан“ "We Will Rock You"/ "We Are The Champions" | "Smells Like Teen Spirit „Балкан“ "We Will Rock You"/ "We Are The Champions" | "Smells Like Teen Spirit „Балкан“ "We Will Rock You"/ "We Are The Champions" | сам у дуету са Николом Сарићем са А. Бебић, С. Бакић, Н. Сарићем и Д. Павловићем | сам у дуету са Николом Сарићем са А. Бебић, С. Бакић, Н. Сарићем и Д. Павловићем | сам у дуету са Николом Сарићем са А. Бебић, С. Бакић, Н. Сарићем и Д. Павловићем | сам у дуету са Николом Сарићем са А. Бебић, С. Бакић, Н. Сарићем и Д. Павловићем | сам у дуету са Николом Сарићем са А. Бебић, С. Бакић, Н. Сарићем и Д. Павловићем | сам у дуету са Николом Сарићем са А. Бебић, С. Бакић, Н. Сарићем и Д. Павловићем | сам у дуету са Николом Сарићем са А. Бебић, С. Бакић, Н. Сарићем и Д. Павловићем | сам у дуету са Николом Сарићем са А. Бебић, С. Бакић, Н. Сарићем и Д. Павловићем | сам у дуету са Николом Сарићем са А. Бебић, С. Бакић, Н. Сарићем и Д. Павловићем | сам у дуету са Николом Сарићем са А. Бебић, С. Бакић, Н. Сарићем и Д. Павловићем | сам у дуету са Николом Сарићем са А. Бебић, С. Бакић, Н. Сарићем и Д. Павловићем | сам у дуету са Николом Сарићем са А. Бебић, С. Бакић, Н. Сарићем и Д. Павловићем | сам у дуету са Николом Сарићем са А. Бебић, С. Бакић, Н. Сарићем и Д. Павловићем | сам у дуету са Николом Сарићем са А. Бебић, С. Бакић, Н. Сарићем и Д. Павловићем | сам у дуету са Николом Сарићем са А. Бебић, С. Бакић, Н. Сарићем и Д. Павловићем | сам у дуету са Николом Сарићем са А. Бебић, С. Бакић, Н. Сарићем и Д. Павловићем | сам у дуету са Николом Сарићем са А. Бебић, С. Бакић, Н. Сарићем и Д. Павловићем | сам у дуету са Николом Сарићем са А. Бебић, С. Бакић, Н. Сарићем и Д. Павловићем | сам у дуету са Николом Сарићем са А. Бебић, С. Бакић, Н. Сарићем и Д. Павловићем | сам у дуету са Николом Сарићем са А. Бебић, С. Бакић, Н. Сарићем и Д. Павловићем | сам у дуету са Николом Сарићем са А. Бебић, С. Бакић, Н. Сарићем и Д. Павловићем | сам у дуету са Николом Сарићем са А. Бебић, С. Бакић, Н. Сарићем и Д. Павловићем | сам у дуету са Николом Сарићем са А. Бебић, С. Бакић, Н. Сарићем и Д. Павловићем | сам у дуету са Николом Сарићем са А. Бебић, С. Бакић, Н. Сарићем и Д. Павловићем | сам у дуету са Николом Сарићем са А. Бебић, С. Бакић, Н. Сарићем и Д. Павловићем | сам у дуету са Николом Сарићем са А. Бебић, С. Бакић, Н. Сарићем и Д. Павловићем | сам у дуету са Николом Сарићем са А. Бебић, С. Бакић, Н. Сарићем и Д. Павловићем | сам у дуету са Николом Сарићем са А. Бебић, С. Бакић, Н. Сарићем и Д. Павловићем | сам у дуету са Николом Сарићем са А. Бебић, С. Бакић, Н. Сарићем и Д. Павловићем | сам у дуету са Николом Сарићем са А. Бебић, С. Бакић, Н. Сарићем и Д. Павловићем | сам у дуету са Николом Сарићем са А. Бебић, С. Бакић, Н. Сарићем и Д. Павловићем | сам у дуету са Николом Сарићем са А. Бебић, С. Бакић, Н. Сарићем и Д. Павловићем | сам у дуету са Николом Сарићем са А. Бебић, С. Бакић, Н. Сарићем и Д. Павловићем | сам у дуету са Николом Сарићем са А. Бебић, С. Бакић, Н. Сарићем и Д. Павловићем | сам у дуету са Николом Сарићем са А. Бебић, С. Бакић, Н. Сарићем и Д. Павловићем | сам у дуету са Николом Сарићем са А. Бебић, С. Бакић, Н. Сарићем и Д. Павловићем | сам у дуету са Николом Сарићем са А. Бебић, С. Бакић, Н. Сарићем и Д. Павловићем | сам у дуету са Николом Сарићем са А. Бебић, С. Бакић, Н. Сарићем и Д. Павловићем | сам у дуету са Николом Сарићем са А. Бебић, С. Бакић, Н. Сарићем и Д. Павловићем | сам у дуету са Николом Сарићем са А. Бебић, С. Бакић, Н. Сарићем и Д. Павловићем | сам у дуету са Николом Сарићем са А. Бебић, С. Бакић, Н. Сарићем и Д. Павловићем | сам у дуету са Николом Сарићем са А. Бебић, С. Бакић, Н. Сарићем и Д. Павловићем | сам у дуету са Николом Сарићем са А. Бебић, С. Бакић, Н. Сарићем и Д. Павловићем | сам у дуету са Николом Сарићем са А. Бебић, С. Бакић, Н. Сарићем и Д. Павловићем | сам у дуету са Николом Сарићем са А. Бебић, С. Бакић, Н. Сарићем и Д. Павловићем | сам у дуету са Николом Сарићем са А. Бебић, С. Бакић, Н. Сарићем и Д. Павловићем | сам у дуету са Николом Сарићем са А. Бебић, С. Бакић, Н. Сарићем и Д. Павловићем | сам у дуету са Николом Сарићем са А. Бебић, С. Бакић, Н. Сарићем и Д. Павловићем | сам у дуету са Николом Сарићем са А. Бебић, С. Бакић, Н. Сарићем и Д. Павловићем | сам у дуету са Николом Сарићем са А. Бебић, С. Бакић, Н. Сарићем и Д. Павловићем | сам у дуету са Николом Сарићем са А. Бебић, С. Бакић, Н. Сарићем и Д. Павловићем | сам у дуету са Николом Сарићем са А. Бебић, С. Бакић, Н. Сарићем и Д. Павловићем | сам у дуету са Николом Сарићем са А. Бебић, С. Бакић, Н. Сарићем и Д. Павловићем | сам у дуету са Николом Сарићем са А. Бебић, С. Бакић, Н. Сарићем и Д. Павловићем | сам у дуету са Николом Сарићем са А. Бебић, С. Бакић, Н. Сарићем и Д. Павловићем | сам у дуету са Николом Сарићем са А. Бебић, С. Бакић, Н. Сарићем и Д. Павловићем | сам у дуету са Николом Сарићем са А. Бебић, С. Бакић, Н. Сарићем и Д. Павловићем | сам у дуету са Николом Сарићем са А. Бебић, С. Бакић, Н. Сарићем и Д. Павловићем | сам у дуету са Николом Сарићем са А. Бебић, С. Бакић, Н. Сарићем и Д. Павловићем | сам у дуету са Николом Сарићем са А. Бебић, С. Бакић, Н. Сарићем и Д. Павловићем | сам у дуету са Николом Сарићем са А. Бебић, С. Бакић, Н. Сарићем и Д. Павловићем | сам у дуету са Николом Сарићем са А. Бебић, С. Бакић, Н. Сарићем и Д. Павловићем | сам у дуету са Николом Сарићем са А. Бебић, С. Бакић, Н. Сарићем и Д. Павловићем | сам у дуету са Николом Сарићем са А. Бебић, С. Бакић, Н. Сарићем и Д. Павловићем | сам у дуету са Николом Сарићем са А. Бебић, С. Бакић, Н. Сарићем и Д. Павловићем | сам у дуету са Николом Сарићем са А. Бебић, С. Бакић, Н. Сарићем и Д. Павловићем | сам у дуету са Николом Сарићем са А. Бебић, С. Бакић, Н. Сарићем и Д. Павловићем | сам у дуету са Николом Сарићем са А. Бебић, С. Бакић, Н. Сарићем и Д. Павловићем | сам у дуету са Николом Сарићем са А. Бебић, С. Бакић, Н. Сарићем и Д. Павловићем | сам у дуету са Николом Сарићем са А. Бебић, С. Бакић, Н. Сарићем и Д. Павловићем | сам у дуету са Николом Сарићем са А. Бебић, С. Бакић, Н. Сарићем и Д. Павловићем | сам у дуету са Николом Сарићем са А. Бебић, С. Бакић, Н. Сарићем и Д. Павловићем | сам у дуету са Николом Сарићем са А. Бебић, С. Бакић, Н. Сарићем и Д. Павловићем | сам у дуету са Николом Сарићем са А. Бебић, С. Бакић, Н. Сарићем и Д. Павловићем | сам у дуету са Николом Сарићем са А. Бебић, С. Бакић, Н. Сарићем и Д. Павловићем | сам у дуету са Николом Сарићем са А. Бебић, С. Бакић, Н. Сарићем и Д. Павловићем | сам у дуету са Николом Сарићем са А. Бебић, С. Бакић, Н. Сарићем и Д. Павловићем | сам у дуету са Николом Сарићем са А. Бебић, С. Бакић, Н. Сарићем и Д. Павловићем | сам у дуету са Николом Сарићем са А. Бебић, С. Бакић, Н. Сарићем и Д. Павловићем | сам у дуету са Николом Сарићем са А. Бебић, С. Бакић, Н. Сарићем и Д. Павловићем | сам у дуету са Николом Сарићем са А. Бебић, С. Бакић, Н. Сарићем и Д. Павловићем | сам у дуету са Николом Сарићем са А. Бебић, С. Бакић, Н. Сарићем и Д. Павловићем | сам у дуету са Николом Сарићем са А. Бебић, С. Бакић, Н. Сарићем и Д. Павловићем | сам у дуету са Николом Сарићем са А. Бебић, С. Бакић, Н. Сарићем и Д. Павловићем | сам у дуету са Николом Сарићем са А. Бебић, С. Бакић, Н. Сарићем и Д. Павловићем | сам у дуету са Николом Сарићем са А. Бебић, С. Бакић, Н. Сарићем и Д. Павловићем | сам у дуету са Николом Сарићем са А. Бебић, С. Бакић, Н. Сарићем и Д. Павловићем | сам у дуету са Николом Сарићем са А. Бебић, С. Бакић, Н. Сарићем и Д. Павловићем | сам у дуету са Николом Сарићем са А. Бебић, С. Бакић, Н. Сарићем и Д. Павловићем | сам у дуету са Николом Сарићем са А. Бебић, С. Бакић, Н. Сарићем и Д. Павловићем | сам у дуету са Николом Сарићем са А. Бебић, С. Бакић, Н. Сарићем и Д. Павловићем | сам у дуету са Николом Сарићем са А. Бебић, С. Бакић, Н. Сарићем и Д. Павловићем | сам у дуету са Николом Сарићем са А. Бебић, С. Бакић, Н. Сарићем и Д. Павловићем | сам у дуету са Николом Сарићем са А. Бебић, С. Бакић, Н. Сарићем и Д. Павловићем | сам у дуету са Николом Сарићем са А. Бебић, С. Бакић, Н. Сарићем и Д. Павловићем | сам у дуету са Николом Сарићем са А. Бебић, С. Бакић, Н. Сарићем и Д. Павловићем | сам у дуету са Николом Сарићем са А. Бебић, С. Бакић, Н. Сарићем и Д. Павловићем | сам у дуету са Николом Сарићем са А. Бебић, С. Бакић, Н. Сарићем и Д. Павловићем | сам у дуету са Николом Сарићем са А. Бебић, С. Бакић, Н. Сарићем и Д. Павловићем | сам у дуету са Николом Сарићем са А. Бебић, С. Бакић, Н. Сарићем и Д. Павловићем | сам у дуету са Николом Сарићем са А. Бебић, С. Бакић, Н. Сарићем и Д. Павловићем | сам у дуету са Николом Сарићем са А. Бебић, С. Бакић, Н. Сарићем и Д. Павловићем | сам у дуету са Николом Сарићем са А. Бебић, С. Бакић, Н. Сарићем и Д. Павловићем | сам у дуету са Николом Сарићем са А. Бебић, С. Бакић, Н. Сарићем и Д. Павловићем | сам у дуету са Николом Сарићем са А. Бебић, С. Бакић, Н. Сарићем и Д. Павловићем | сам у дуету са Николом Сарићем са А. Бебић, С. Бакић, Н. Сарићем и Д. Павловићем | сам у дуету са Николом Сарићем са А. Бебић, С. Бакић, Н. Сарићем и Д. Павловићем | сам у дуету са Николом Сарићем са А. Бебић, С. Бакић, Н. Сарићем и Д. Павловићем | сам у дуету са Николом Сарићем са А. Бебић, С. Бакић, Н. Сарићем и Д. Павловићем | сам у дуету са Николом Сарићем са А. Бебић, С. Бакић, Н. Сарићем и Д. Павловићем | сам у дуету са Николом Сарићем са А. Бебић, С. Бакић, Н. Сарићем и Д. Павловићем | сам у дуету са Николом Сарићем са А. Бебић, С. Бакић, Н. Сарићем и Д. Павловићем | сам у дуету са Николом Сарићем са А. Бебић, С. Бакић, Н. Сарићем и Д. Павловићем | сам у дуету са Николом Сарићем са А. Бебић, С. Бакић, Н. Сарићем и Д. Павловићем | сам у дуету са Николом Сарићем са А. Бебић, С. Бакић, Н. Сарићем и Д. Павловићем | сам у дуету са Николом Сарићем са А. Бебић, С. Бакић, Н. Сарићем и Д. Павловићем | сам у дуету са Николом Сарићем са А. Бебић, С. Бакић, Н. Сарићем и Д. Павловићем | сам у дуету са Николом Сарићем са А. Бебић, С. Бакић, Н. Сарићем и Д. Павловићем | сам у дуету са Николом Сарићем са А. Бебић, С. Бакић, Н. Сарићем и Д. Павловићем | сам у дуету са Николом Сарићем са А. Бебић, С. Бакић, Н. Сарићем и Д. Павловићем | сам у дуету са Николом Сарићем са А. Бебић, С. Бакић, Н. Сарићем и Д. Павловићем | сам у дуету са Николом Сарићем са А. Бебић, С. Бакић, Н. Сарићем и Д. Павловићем | сам у дуету са Николом Сарићем са А. Бебић, С. Бакић, Н. Сарићем и Д. Павловићем | сам у дуету са Николом Сарићем са А. Бебић, С. Бакић, Н. Сарићем и Д. Павловићем | сам у дуету са Николом Сарићем са А. Бебић, С. Бакић, Н. Сарићем и Д. Павловићем | сам у дуету са Николом Сарићем са А. Бебић, С. Бакић, Н. Сарићем и Д. Павловићем | сам у дуету са Николом Сарићем са А. Бебић, С. Бакић, Н. Сарићем и Д. Павловићем | сам у дуету са Николом Сарићем са А. Бебић, С. Бакић, Н. Сарићем и Д. Павловићем | сам у дуету са Николом Сарићем са А. Бебић, С. Бакић, Н. Сарићем и Д. Павловићем | сам у дуету са Николом Сарићем са А. Бебић, С. Бакић, Н. Сарићем и Д. Павловићем | Нирвана Азра Квин                         | Нирвана Азра Квин                         | Нирвана Азра Квин                         | Нирвана Азра Квин                         | Нирвана Азра Квин                         | Нирвана Азра Квин                         | Нирвана Азра Квин                         | Нирвана Азра Квин                         | Нирвана Азра Квин                         | Нирвана Азра Квин                         | Нирвана Азра Квин                         | Нирвана Азра Квин                         | Нирвана Азра Квин                         | Нирвана Азра Квин                         | Нирвана Азра Квин                         | Нирвана Азра Квин                         | Нирвана Азра Квин                         | Нирвана Азра Квин                         | Нирвана Азра Квин                         | Нирвана Азра Квин                         | Нирвана Азра Квин                         | Нирвана Азра Квин                         | Нирвана Азра Квин                         | Нирвана Азра Квин                         | Нирвана Азра Квин                         | Нирвана Азра Квин                         | Нирвана Азра Квин                         | Нирвана Азра Квин                         | Нирвана Азра Квин                         | Нирвана Азра Квин                         | Нирвана Азра Квин                         | Нирвана Азра Квин                         | Нирвана Азра Квин                         | Нирвана Азра Квин                         | Нирвана Азра Квин                         | Нирвана Азра Квин                         | Нирвана Азра Квин                         | Нирвана Азра Квин                         | Нирвана Азра Квин                         | Нирвана Азра Квин                         | Нирвана Азра Квин                         | Нирвана Азра Квин                         | Нирвана Азра Квин                         | Нирвана Азра Квин                         | Нирвана Азра Квин                         | Нирвана Азра Квин                         | Нирвана Азра Квин                         | Нирвана Азра Квин                         | Нирвана Азра Квин                         | Нирвана Азра Квин                         | Нирвана Азра Квин                         | Нирвана Азра Квин                         | Нирвана Азра Квин                         | Нирвана Азра Квин                         | Нирвана Азра Квин                         | Нирвана Азра Квин                         | Нирвана Азра Квин                         | Нирвана Азра Квин                         | Нирвана Азра Квин                         | Нирвана Азра Квин                         | Нирвана Азра Квин                         | Нирвана Азра Квин                         | Нирвана Азра Квин                         | Нирвана Азра Квин                         | Нирвана Азра Квин                         | Нирвана Азра Квин                         | Нирвана Азра Квин                         | Нирвана Азра Квин                         | Нирвана Азра Квин                         | Нирвана Азра Квин                         | Нирвана Азра Квин                         | Нирвана Азра Квин                         | Нирвана Азра Квин                         | Нирвана Азра Квин                         | Нирвана Азра Квин                         | Нирвана Азра Квин                         | Нирвана Азра Квин                         | Нирвана Азра Квин                         | Нирвана Азра Квин                         | Нирвана Азра Квин                         | Нирвана Азра Квин                         | Нирвана Азра Квин                         | Нирвана Азра Квин                         | Нирвана Азра Квин                         | Нирвана Азра Квин                         | Нирвана Азра Квин                         | Нирвана Азра Квин                         | Нирвана Азра Квин                         | Нирвана Азра Квин                         | Нирвана Азра Квин                         | Нирвана Азра Квин                         | Нирвана Азра Квин                         | Нирвана Азра Квин                         | Нирвана Азра Квин                         | Нирвана Азра Квин                         | Нирвана Азра Квин                         | Нирвана Азра Квин                         | Нирвана Азра Квин                         | Нирвана Азра Квин                         | Нирвана Азра Квин                         | прошао/ Н (са Соњом Бакић)       | прошао/ Н (са Соњом Бакић)       | прошао/ Н (са Соњом Бакић)       | прошао/ Н (са Соњом Бакић)       | прошао/ Н (са Соњом Бакић)       | прошао/ Н (са Соњом Бакић)       | прошао/ Н (са Соњом Бакић)       | прошао/ Н (са Соњом Бакић)       | прошао/ Н (са Соњом Бакић)       | прошао/ Н (са Соњом Бакић)       | прошао/ Н (са Соњом Бакић)       | прошао/ Н (са Соњом Бакић)       | прошао/ Н (са Соњом Бакић)       | прошао/ Н (са Соњом Бакић)       | прошао/ Н (са Соњом Бакић)       | прошао/ Н (са Соњом Бакић)       | прошао/ Н (са Соњом Бакић)       | прошао/ Н (са Соњом Бакић)       | прошао/ Н (са Соњом Бакић)       | прошао/ Н (са Соњом Бакић)       | прошао/ Н (са Соњом Бакић)       | прошао/ Н (са Соњом Бакић)       | прошао/ Н (са Соњом Бакић)       | прошао/ Н (са Соњом Бакић)       | прошао/ Н (са Соњом Бакић)       | прошао/ Н (са Соњом Бакић)       | прошао/ Н (са Соњом Бакић)       | прошао/ Н (са Соњом Бакић)       | прошао/ Н (са Соњом Бакић)       | прошао/ Н (са Соњом Бакић)       | прошао/ Н (са Соњом Бакић)       | прошао/ Н (са Соњом Бакић)       | прошао/ Н (са Соњом Бакић)       | прошао/ Н (са Соњом Бакић)       | прошао/ Н (са Соњом Бакић)       | прошао/ Н (са Соњом Бакић)       | прошао/ Н (са Соњом Бакић)       | прошао/ Н (са Соњом Бакић)       | прошао/ Н (са Соњом Бакић)       | прошао/ Н (са Соњом Бакић)       | прошао/ Н (са Соњом Бакић)       | прошао/ Н (са Соњом Бакић)       | прошао/ Н (са Соњом Бакић)       | прошао/ Н (са Соњом Бакић)       | прошао/ Н (са Соњом Бакић)       | прошао/ Н (са Соњом Бакић)       | прошао/ Н (са Соњом Бакић)       | прошао/ Н (са Соњом Бакић)       | прошао/ Н (са Соњом Бакић)       | прошао/ Н (са Соњом Бакић)       | прошао/ Н (са Соњом Бакић)       | прошао/ Н (са Соњом Бакић)       | прошао/ Н (са Соњом Бакић)       | прошао/ Н (са Соњом Бакић)       | прошао/ Н (са Соњом Бакић)       | прошао/ Н (са Соњом Бакић)       | прошао/ Н (са Соњом Бакић)       | прошао/ Н (са Соњом Бакић)       | прошао/ Н (са Соњом Бакић)       | прошао/ Н (са Соњом Бакић)       | прошао/ Н (са Соњом Бакић)       | прошао/ Н (са Соњом Бакић)       | прошао/ Н (са Соњом Бакић)       | прошао/ Н (са Соњом Бакић)       | прошао/ Н (са Соњом Бакић)       | прошао/ Н (са Соњом Бакић)       | прошао/ Н (са Соњом Бакић)       | прошао/ Н (са Соњом Бакић)       | прошао/ Н (са Соњом Бакић)       | прошао/ Н (са Соњом Бакић)       | прошао/ Н (са Соњом Бакић)       | прошао/ Н (са Соњом Бакић)       | прошао/ Н (са Соњом Бакић)       | прошао/ Н (са Соњом Бакић)       | прошао/ Н (са Соњом Бакић)       | прошао/ Н (са Соњом Бакић)       | прошао/ Н (са Соњом Бакић)       | прошао/ Н (са Соњом Бакић)       | прошао/ Н (са Соњом Бакић)       | прошао/ Н (са Соњом Бакић)       | прошао/ Н (са Соњом Бакић)       | прошао/ Н (са Соњом Бакић)       | прошао/ Н (са Соњом Бакић)       | прошао/ Н (са Соњом Бакић)       | прошао/ Н (са Соњом Бакић)       | прошао/ Н (са Соњом Бакић)       | прошао/ Н (са Соњом Бакић)       | прошао/ Н (са Соњом Бакић)       | прошао/ Н (са Соњом Бакић)       | прошао/ Н (са Соњом Бакић)       | прошао/ Н (са Соњом Бакић)       | прошао/ Н (са Соњом Бакић)       | прошао/ Н (са Соњом Бакић)       | прошао/ Н (са Соњом Бакић)       | прошао/ Н (са Соњом Бакић)       | прошао/ Н (са Соњом Бакић)       | прошао/ Н (са Соњом Бакић)       | прошао/ Н (са Соњом Бакић)       | прошао/ Н (са Соњом Бакић)       | прошао/ Н (са Соњом Бакић)       |
| 12         | 12         | 12         | 12         | 12         | 12         | 12         | 12         | 12         | 12         | 12         | 12         | 12         | 12         | 12         | 12         | 12         | 12         | 12         | 12         | 12         | 12         | 12         | 12         | 12         | 12         | 12         | 12         | 12         | 12         | 12         | 12         | 12         | 12         | 12         | 12         | 12         | 12         | 12         | 12         | 12         | 12         | 12         | 12         | 12         | 12         | 12         | 12         | 12         | 12         | 12         | 12         | 12         | 12         | 12         | 12         | 12         | 12         | 12         | 12         | 12         | 12         | 12         | 12         | 12         | 12         | 12         | 12         | 12         | 12         | 12         | 12         | 12         | 12         | 12         | 12         | 12         | 12         | 12         | 12         | 12         | 12         | 12         | 12         | 12         | 12         | 12         | 12         | 12         | 12         | "Nothing Else Matters" „Свет туге“ „Ми плешемо“/„Маљчики“                    | "Nothing Else Matters" „Свет туге“ „Ми плешемо“/„Маљчики“                    | "Nothing Else Matters" „Свет туге“ „Ми плешемо“/„Маљчики“                    | "Nothing Else Matters" „Свет туге“ „Ми плешемо“/„Маљчики“                    | "Nothing Else Matters" „Свет туге“ „Ми плешемо“/„Маљчики“                    | "Nothing Else Matters" „Свет туге“ „Ми плешемо“/„Маљчики“                    | "Nothing Else Matters" „Свет туге“ „Ми плешемо“/„Маљчики“                    | "Nothing Else Matters" „Свет туге“ „Ми плешемо“/„Маљчики“                    | "Nothing Else Matters" „Свет туге“ „Ми плешемо“/„Маљчики“                    | "Nothing Else Matters" „Свет туге“ „Ми плешемо“/„Маљчики“                    | "Nothing Else Matters" „Свет туге“ „Ми плешемо“/„Маљчики“                    | "Nothing Else Matters" „Свет туге“ „Ми плешемо“/„Маљчики“                    | "Nothing Else Matters" „Свет туге“ „Ми плешемо“/„Маљчики“                    | "Nothing Else Matters" „Свет туге“ „Ми плешемо“/„Маљчики“                    | "Nothing Else Matters" „Свет туге“ „Ми плешемо“/„Маљчики“                    | "Nothing Else Matters" „Свет туге“ „Ми плешемо“/„Маљчики“                    | "Nothing Else Matters" „Свет туге“ „Ми плешемо“/„Маљчики“                    | "Nothing Else Matters" „Свет туге“ „Ми плешемо“/„Маљчики“                    | "Nothing Else Matters" „Свет туге“ „Ми плешемо“/„Маљчики“                    | "Nothing Else Matters" „Свет туге“ „Ми плешемо“/„Маљчики“                    | "Nothing Else Matters" „Свет туге“ „Ми плешемо“/„Маљчики“                    | "Nothing Else Matters" „Свет туге“ „Ми плешемо“/„Маљчики“                    | "Nothing Else Matters" „Свет туге“ „Ми плешемо“/„Маљчики“                    | "Nothing Else Matters" „Свет туге“ „Ми плешемо“/„Маљчики“                    | "Nothing Else Matters" „Свет туге“ „Ми плешемо“/„Маљчики“                    | "Nothing Else Matters" „Свет туге“ „Ми плешемо“/„Маљчики“                    | "Nothing Else Matters" „Свет туге“ „Ми плешемо“/„Маљчики“                    | "Nothing Else Matters" „Свет туге“ „Ми плешемо“/„Маљчики“                    | "Nothing Else Matters" „Свет туге“ „Ми плешемо“/„Маљчики“                    | "Nothing Else Matters" „Свет туге“ „Ми плешемо“/„Маљчики“                    | "Nothing Else Matters" „Свет туге“ „Ми плешемо“/„Маљчики“                    | "Nothing Else Matters" „Свет туге“ „Ми плешемо“/„Маљчики“                    | "Nothing Else Matters" „Свет туге“ „Ми плешемо“/„Маљчики“                    | "Nothing Else Matters" „Свет туге“ „Ми плешемо“/„Маљчики“                    | "Nothing Else Matters" „Свет туге“ „Ми плешемо“/„Маљчики“                    | "Nothing Else Matters" „Свет туге“ „Ми плешемо“/„Маљчики“                    | "Nothing Else Matters" „Свет туге“ „Ми плешемо“/„Маљчики“                    | "Nothing Else Matters" „Свет туге“ „Ми плешемо“/„Маљчики“                    | "Nothing Else Matters" „Свет туге“ „Ми плешемо“/„Маљчики“                    | "Nothing Else Matters" „Свет туге“ „Ми плешемо“/„Маљчики“                    | "Nothing Else Matters" „Свет туге“ „Ми плешемо“/„Маљчики“                    | "Nothing Else Matters" „Свет туге“ „Ми плешемо“/„Маљчики“                    | "Nothing Else Matters" „Свет туге“ „Ми плешемо“/„Маљчики“                    | "Nothing Else Matters" „Свет туге“ „Ми плешемо“/„Маљчики“                    | "Nothing Else Matters" „Свет туге“ „Ми плешемо“/„Маљчики“                    | "Nothing Else Matters" „Свет туге“ „Ми плешемо“/„Маљчики“                    | "Nothing Else Matters" „Свет туге“ „Ми плешемо“/„Маљчики“                    | "Nothing Else Matters" „Свет туге“ „Ми плешемо“/„Маљчики“                    | "Nothing Else Matters" „Свет туге“ „Ми плешемо“/„Маљчики“                    | "Nothing Else Matters" „Свет туге“ „Ми плешемо“/„Маљчики“                    | "Nothing Else Matters" „Свет туге“ „Ми плешемо“/„Маљчики“                    | "Nothing Else Matters" „Свет туге“ „Ми плешемо“/„Маљчики“                    | "Nothing Else Matters" „Свет туге“ „Ми плешемо“/„Маљчики“                    | "Nothing Else Matters" „Свет туге“ „Ми плешемо“/„Маљчики“                    | "Nothing Else Matters" „Свет туге“ „Ми плешемо“/„Маљчики“                    | "Nothing Else Matters" „Свет туге“ „Ми плешемо“/„Маљчики“                    | "Nothing Else Matters" „Свет туге“ „Ми плешемо“/„Маљчики“                    | "Nothing Else Matters" „Свет туге“ „Ми плешемо“/„Маљчики“                    | "Nothing Else Matters" „Свет туге“ „Ми плешемо“/„Маљчики“                    | "Nothing Else Matters" „Свет туге“ „Ми плешемо“/„Маљчики“                    | "Nothing Else Matters" „Свет туге“ „Ми плешемо“/„Маљчики“                    | "Nothing Else Matters" „Свет туге“ „Ми плешемо“/„Маљчики“                    | "Nothing Else Matters" „Свет туге“ „Ми плешемо“/„Маљчики“                    | "Nothing Else Matters" „Свет туге“ „Ми плешемо“/„Маљчики“                    | "Nothing Else Matters" „Свет туге“ „Ми плешемо“/„Маљчики“                    | "Nothing Else Matters" „Свет туге“ „Ми плешемо“/„Маљчики“                    | "Nothing Else Matters" „Свет туге“ „Ми плешемо“/„Маљчики“                    | "Nothing Else Matters" „Свет туге“ „Ми плешемо“/„Маљчики“                    | "Nothing Else Matters" „Свет туге“ „Ми плешемо“/„Маљчики“                    | "Nothing Else Matters" „Свет туге“ „Ми плешемо“/„Маљчики“                    | "Nothing Else Matters" „Свет туге“ „Ми плешемо“/„Маљчики“                    | "Nothing Else Matters" „Свет туге“ „Ми плешемо“/„Маљчики“                    | "Nothing Else Matters" „Свет туге“ „Ми плешемо“/„Маљчики“                    | "Nothing Else Matters" „Свет туге“ „Ми плешемо“/„Маљчики“                    | "Nothing Else Matters" „Свет туге“ „Ми плешемо“/„Маљчики“                    | "Nothing Else Matters" „Свет туге“ „Ми плешемо“/„Маљчики“                    | "Nothing Else Matters" „Свет туге“ „Ми плешемо“/„Маљчики“                    | "Nothing Else Matters" „Свет туге“ „Ми плешемо“/„Маљчики“                    | "Nothing Else Matters" „Свет туге“ „Ми плешемо“/„Маљчики“                    | "Nothing Else Matters" „Свет туге“ „Ми плешемо“/„Маљчики“                    | "Nothing Else Matters" „Свет туге“ „Ми плешемо“/„Маљчики“                    | "Nothing Else Matters" „Свет туге“ „Ми плешемо“/„Маљчики“                    | "Nothing Else Matters" „Свет туге“ „Ми плешемо“/„Маљчики“                    | "Nothing Else Matters" „Свет туге“ „Ми плешемо“/„Маљчики“                    | "Nothing Else Matters" „Свет туге“ „Ми плешемо“/„Маљчики“                    | "Nothing Else Matters" „Свет туге“ „Ми плешемо“/„Маљчики“                    | "Nothing Else Matters" „Свет туге“ „Ми плешемо“/„Маљчики“                    | "Nothing Else Matters" „Свет туге“ „Ми плешемо“/„Маљчики“                    | "Nothing Else Matters" „Свет туге“ „Ми плешемо“/„Маљчики“                    | "Nothing Else Matters" „Свет туге“ „Ми плешемо“/„Маљчики“                    | "Nothing Else Matters" „Свет туге“ „Ми плешемо“/„Маљчики“                    | "Nothing Else Matters" „Свет туге“ „Ми плешемо“/„Маљчики“                    | "Nothing Else Matters" „Свет туге“ „Ми плешемо“/„Маљчики“                    | "Nothing Else Matters" „Свет туге“ „Ми плешемо“/„Маљчики“                    | "Nothing Else Matters" „Свет туге“ „Ми плешемо“/„Маљчики“                    | "Nothing Else Matters" „Свет туге“ „Ми плешемо“/„Маљчики“                    | "Nothing Else Matters" „Свет туге“ „Ми плешемо“/„Маљчики“                    | "Nothing Else Matters" „Свет туге“ „Ми плешемо“/„Маљчики“                    | "Nothing Else Matters" „Свет туге“ „Ми плешемо“/„Маљчики“                    | "Nothing Else Matters" „Свет туге“ „Ми плешемо“/„Маљчики“                    | сам у дуету са Соњом Бакић са Игором Цукровим и Аном Бебић                       | сам у дуету са Соњом Бакић са Игором Цукровим и Аном Бебић                       | сам у дуету са Соњом Бакић са Игором Цукровим и Аном Бебић                       | сам у дуету са Соњом Бакић са Игором Цукровим и Аном Бебић                       | сам у дуету са Соњом Бакић са Игором Цукровим и Аном Бебић                       | сам у дуету са Соњом Бакић са Игором Цукровим и Аном Бебић                       | сам у дуету са Соњом Бакић са Игором Цукровим и Аном Бебић                       | сам у дуету са Соњом Бакић са Игором Цукровим и Аном Бебић                       | сам у дуету са Соњом Бакић са Игором Цукровим и Аном Бебић                       | сам у дуету са Соњом Бакић са Игором Цукровим и Аном Бебић                       | сам у дуету са Соњом Бакић са Игором Цукровим и Аном Бебић                       | сам у дуету са Соњом Бакић са Игором Цукровим и Аном Бебић                       | сам у дуету са Соњом Бакић са Игором Цукровим и Аном Бебић                       | сам у дуету са Соњом Бакић са Игором Цукровим и Аном Бебић                       | сам у дуету са Соњом Бакић са Игором Цукровим и Аном Бебић                       | сам у дуету са Соњом Бакић са Игором Цукровим и Аном Бебић                       | сам у дуету са Соњом Бакић са Игором Цукровим и Аном Бебић                       | сам у дуету са Соњом Бакић са Игором Цукровим и Аном Бебић                       | сам у дуету са Соњом Бакић са Игором Цукровим и Аном Бебић                       | сам у дуету са Соњом Бакић са Игором Цукровим и Аном Бебић                       | сам у дуету са Соњом Бакић са Игором Цукровим и Аном Бебић                       | сам у дуету са Соњом Бакић са Игором Цукровим и Аном Бебић                       | сам у дуету са Соњом Бакић са Игором Цукровим и Аном Бебић                       | сам у дуету са Соњом Бакић са Игором Цукровим и Аном Бебић                       | сам у дуету са Соњом Бакић са Игором Цукровим и Аном Бебић                       | сам у дуету са Соњом Бакић са Игором Цукровим и Аном Бебић                       | сам у дуету са Соњом Бакић са Игором Цукровим и Аном Бебић                       | сам у дуету са Соњом Бакић са Игором Цукровим и Аном Бебић                       | сам у дуету са Соњом Бакић са Игором Цукровим и Аном Бебић                       | сам у дуету са Соњом Бакић са Игором Цукровим и Аном Бебић                       | сам у дуету са Соњом Бакић са Игором Цукровим и Аном Бебић                       | сам у дуету са Соњом Бакић са Игором Цукровим и Аном Бебић                       | сам у дуету са Соњом Бакић са Игором Цукровим и Аном Бебић                       | сам у дуету са Соњом Бакић са Игором Цукровим и Аном Бебић                       | сам у дуету са Соњом Бакић са Игором Цукровим и Аном Бебић                       | сам у дуету са Соњом Бакић са Игором Цукровим и Аном Бебић                       | сам у дуету са Соњом Бакић са Игором Цукровим и Аном Бебић                       | сам у дуету са Соњом Бакић са Игором Цукровим и Аном Бебић                       | сам у дуету са Соњом Бакић са Игором Цукровим и Аном Бебић                       | сам у дуету са Соњом Бакић са Игором Цукровим и Аном Бебић                       | сам у дуету са Соњом Бакић са Игором Цукровим и Аном Бебић                       | сам у дуету са Соњом Бакић са Игором Цукровим и Аном Бебић                       | сам у дуету са Соњом Бакић са Игором Цукровим и Аном Бебић                       | сам у дуету са Соњом Бакић са Игором Цукровим и Аном Бебић                       | сам у дуету са Соњом Бакић са Игором Цукровим и Аном Бебић                       | сам у дуету са Соњом Бакић са Игором Цукровим и Аном Бебић                       | сам у дуету са Соњом Бакић са Игором Цукровим и Аном Бебић                       | сам у дуету са Соњом Бакић са Игором Цукровим и Аном Бебић                       | сам у дуету са Соњом Бакић са Игором Цукровим и Аном Бебић                       | сам у дуету са Соњом Бакић са Игором Цукровим и Аном Бебић                       | сам у дуету са Соњом Бакић са Игором Цукровим и Аном Бебић                       | сам у дуету са Соњом Бакић са Игором Цукровим и Аном Бебић                       | сам у дуету са Соњом Бакић са Игором Цукровим и Аном Бебић                       | сам у дуету са Соњом Бакић са Игором Цукровим и Аном Бебић                       | сам у дуету са Соњом Бакић са Игором Цукровим и Аном Бебић                       | сам у дуету са Соњом Бакић са Игором Цукровим и Аном Бебић                       | сам у дуету са Соњом Бакић са Игором Цукровим и Аном Бебић                       | сам у дуету са Соњом Бакић са Игором Цукровим и Аном Бебић                       | сам у дуету са Соњом Бакић са Игором Цукровим и Аном Бебић                       | сам у дуету са Соњом Бакић са Игором Цукровим и Аном Бебић                       | сам у дуету са Соњом Бакић са Игором Цукровим и Аном Бебић                       | сам у дуету са Соњом Бакић са Игором Цукровим и Аном Бебић                       | сам у дуету са Соњом Бакић са Игором Цукровим и Аном Бебић                       | сам у дуету са Соњом Бакић са Игором Цукровим и Аном Бебић                       | сам у дуету са Соњом Бакић са Игором Цукровим и Аном Бебић                       | сам у дуету са Соњом Бакић са Игором Цукровим и Аном Бебић                       | сам у дуету са Соњом Бакић са Игором Цукровим и Аном Бебић                       | сам у дуету са Соњом Бакић са Игором Цукровим и Аном Бебић                       | сам у дуету са Соњом Бакић са Игором Цукровим и Аном Бебић                       | сам у дуету са Соњом Бакић са Игором Цукровим и Аном Бебић                       | сам у дуету са Соњом Бакић са Игором Цукровим и Аном Бебић                       | сам у дуету са Соњом Бакић са Игором Цукровим и Аном Бебић                       | сам у дуету са Соњом Бакић са Игором Цукровим и Аном Бебић                       | сам у дуету са Соњом Бакић са Игором Цукровим и Аном Бебић                       | сам у дуету са Соњом Бакић са Игором Цукровим и Аном Бебић                       | сам у дуету са Соњом Бакић са Игором Цукровим и Аном Бебић                       | сам у дуету са Соњом Бакић са Игором Цукровим и Аном Бебић                       | сам у дуету са Соњом Бакић са Игором Цукровим и Аном Бебић                       | сам у дуету са Соњом Бакић са Игором Цукровим и Аном Бебић                       | сам у дуету са Соњом Бакић са Игором Цукровим и Аном Бебић                       | сам у дуету са Соњом Бакић са Игором Цукровим и Аном Бебић                       | сам у дуету са Соњом Бакић са Игором Цукровим и Аном Бебић                       | сам у дуету са Соњом Бакић са Игором Цукровим и Аном Бебић                       | сам у дуету са Соњом Бакић са Игором Цукровим и Аном Бебић                       | сам у дуету са Соњом Бакић са Игором Цукровим и Аном Бебић                       | сам у дуету са Соњом Бакић са Игором Цукровим и Аном Бебић                       | сам у дуету са Соњом Бакић са Игором Цукровим и Аном Бебић                       | сам у дуету са Соњом Бакић са Игором Цукровим и Аном Бебић                       | сам у дуету са Соњом Бакић са Игором Цукровим и Аном Бебић                       | сам у дуету са Соњом Бакић са Игором Цукровим и Аном Бебић                       | сам у дуету са Соњом Бакић са Игором Цукровим и Аном Бебић                       | сам у дуету са Соњом Бакић са Игором Цукровим и Аном Бебић                       | сам у дуету са Соњом Бакић са Игором Цукровим и Аном Бебић                       | сам у дуету са Соњом Бакић са Игором Цукровим и Аном Бебић                       | сам у дуету са Соњом Бакић са Игором Цукровим и Аном Бебић                       | сам у дуету са Соњом Бакић са Игором Цукровим и Аном Бебић                       | сам у дуету са Соњом Бакић са Игором Цукровим и Аном Бебић                       | сам у дуету са Соњом Бакић са Игором Цукровим и Аном Бебић                       | сам у дуету са Соњом Бакић са Игором Цукровим и Аном Бебић                       | сам у дуету са Соњом Бакић са Игором Цукровим и Аном Бебић                       | сам у дуету са Соњом Бакић са Игором Цукровим и Аном Бебић                       | сам у дуету са Соњом Бакић са Игором Цукровим и Аном Бебић                       | сам у дуету са Соњом Бакић са Игором Цукровим и Аном Бебић                       | сам у дуету са Соњом Бакић са Игором Цукровим и Аном Бебић                       | сам у дуету са Соњом Бакић са Игором Цукровим и Аном Бебић                       | сам у дуету са Соњом Бакић са Игором Цукровим и Аном Бебић                       | сам у дуету са Соњом Бакић са Игором Цукровим и Аном Бебић                       | сам у дуету са Соњом Бакић са Игором Цукровим и Аном Бебић                       | сам у дуету са Соњом Бакић са Игором Цукровим и Аном Бебић                       | сам у дуету са Соњом Бакић са Игором Цукровим и Аном Бебић                       | сам у дуету са Соњом Бакић са Игором Цукровим и Аном Бебић                       | сам у дуету са Соњом Бакић са Игором Цукровим и Аном Бебић                       | сам у дуету са Соњом Бакић са Игором Цукровим и Аном Бебић                       | сам у дуету са Соњом Бакић са Игором Цукровим и Аном Бебић                       | сам у дуету са Соњом Бакић са Игором Цукровим и Аном Бебић                       | сам у дуету са Соњом Бакић са Игором Цукровим и Аном Бебић                       | сам у дуету са Соњом Бакић са Игором Цукровим и Аном Бебић                       | сам у дуету са Соњом Бакић са Игором Цукровим и Аном Бебић                       | сам у дуету са Соњом Бакић са Игором Цукровим и Аном Бебић                       | сам у дуету са Соњом Бакић са Игором Цукровим и Аном Бебић                       | сам у дуету са Соњом Бакић са Игором Цукровим и Аном Бебић                       | сам у дуету са Соњом Бакић са Игором Цукровим и Аном Бебић                       | сам у дуету са Соњом Бакић са Игором Цукровим и Аном Бебић                       | сам у дуету са Соњом Бакић са Игором Цукровим и Аном Бебић                       | сам у дуету са Соњом Бакић са Игором Цукровим и Аном Бебић                       | сам у дуету са Соњом Бакић са Игором Цукровим и Аном Бебић                       | сам у дуету са Соњом Бакић са Игором Цукровим и Аном Бебић                       | сам у дуету са Соњом Бакић са Игором Цукровим и Аном Бебић                       | сам у дуету са Соњом Бакић са Игором Цукровим и Аном Бебић                       | сам у дуету са Соњом Бакић са Игором Цукровим и Аном Бебић                       | Металика Негатив Прљаво казалиште / Идоли | Металика Негатив Прљаво казалиште / Идоли | Металика Негатив Прљаво казалиште / Идоли | Металика Негатив Прљаво казалиште / Идоли | Металика Негатив Прљаво казалиште / Идоли | Металика Негатив Прљаво казалиште / Идоли | Металика Негатив Прљаво казалиште / Идоли | Металика Негатив Прљаво казалиште / Идоли | Металика Негатив Прљаво казалиште / Идоли | Металика Негатив Прљаво казалиште / Идоли | Металика Негатив Прљаво казалиште / Идоли | Металика Негатив Прљаво казалиште / Идоли | Металика Негатив Прљаво казалиште / Идоли | Металика Негатив Прљаво казалиште / Идоли | Металика Негатив Прљаво казалиште / Идоли | Металика Негатив Прљаво казалиште / Идоли | Металика Негатив Прљаво казалиште / Идоли | Металика Негатив Прљаво казалиште / Идоли | Металика Негатив Прљаво казалиште / Идоли | Металика Негатив Прљаво казалиште / Идоли | Металика Негатив Прљаво казалиште / Идоли | Металика Негатив Прљаво казалиште / Идоли | Металика Негатив Прљаво казалиште / Идоли | Металика Негатив Прљаво казалиште / Идоли | Металика Негатив Прљаво казалиште / Идоли | Металика Негатив Прљаво казалиште / Идоли | Металика Негатив Прљаво казалиште / Идоли | Металика Негатив Прљаво казалиште / Идоли | Металика Негатив Прљаво казалиште / Идоли | Металика Негатив Прљаво казалиште / Идоли | Металика Негатив Прљаво казалиште / Идоли | Металика Негатив Прљаво казалиште / Идоли | Металика Негатив Прљаво казалиште / Идоли | Металика Негатив Прљаво казалиште / Идоли | Металика Негатив Прљаво казалиште / Идоли | Металика Негатив Прљаво казалиште / Идоли | Металика Негатив Прљаво казалиште / Идоли | Металика Негатив Прљаво казалиште / Идоли | Металика Негатив Прљаво казалиште / Идоли | Металика Негатив Прљаво казалиште / Идоли | Металика Негатив Прљаво казалиште / Идоли | Металика Негатив Прљаво казалиште / Идоли | Металика Негатив Прљаво казалиште / Идоли | Металика Негатив Прљаво казалиште / Идоли | Металика Негатив Прљаво казалиште / Идоли | Металика Негатив Прљаво казалиште / Идоли | Металика Негатив Прљаво казалиште / Идоли | Металика Негатив Прљаво казалиште / Идоли | Металика Негатив Прљаво казалиште / Идоли | Металика Негатив Прљаво казалиште / Идоли | Металика Негатив Прљаво казалиште / Идоли | Металика Негатив Прљаво казалиште / Идоли | Металика Негатив Прљаво казалиште / Идоли | Металика Негатив Прљаво казалиште / Идоли | Металика Негатив Прљаво казалиште / Идоли | Металика Негатив Прљаво казалиште / Идоли | Металика Негатив Прљаво казалиште / Идоли | Металика Негатив Прљаво казалиште / Идоли | Металика Негатив Прљаво казалиште / Идоли | Металика Негатив Прљаво казалиште / Идоли | Металика Негатив Прљаво казалиште / Идоли | Металика Негатив Прљаво казалиште / Идоли | Металика Негатив Прљаво казалиште / Идоли | Металика Негатив Прљаво казалиште / Идоли | Металика Негатив Прљаво казалиште / Идоли | Металика Негатив Прљаво казалиште / Идоли | Металика Негатив Прљаво казалиште / Идоли | Металика Негатив Прљаво казалиште / Идоли | Металика Негатив Прљаво казалиште / Идоли | Металика Негатив Прљаво казалиште / Идоли | Металика Негатив Прљаво казалиште / Идоли | Металика Негатив Прљаво казалиште / Идоли | Металика Негатив Прљаво казалиште / Идоли | Металика Негатив Прљаво казалиште / Идоли | Металика Негатив Прљаво казалиште / Идоли | Металика Негатив Прљаво казалиште / Идоли | Металика Негатив Прљаво казалиште / Идоли | Металика Негатив Прљаво казалиште / Идоли | Металика Негатив Прљаво казалиште / Идоли | Металика Негатив Прљаво казалиште / Идоли | Металика Негатив Прљаво казалиште / Идоли | Металика Негатив Прљаво казалиште / Идоли | Металика Негатив Прљаво казалиште / Идоли | Металика Негатив Прљаво казалиште / Идоли | Металика Негатив Прљаво казалиште / Идоли | Металика Негатив Прљаво казалиште / Идоли | Металика Негатив Прљаво казалиште / Идоли | Металика Негатив Прљаво казалиште / Идоли | Металика Негатив Прљаво казалиште / Идоли | Металика Негатив Прљаво казалиште / Идоли | Металика Негатив Прљаво казалиште / Идоли | Металика Негатив Прљаво казалиште / Идоли | Металика Негатив Прљаво казалиште / Идоли | Металика Негатив Прљаво казалиште / Идоли | Металика Негатив Прљаво казалиште / Идоли | Металика Негатив Прљаво казалиште / Идоли | Металика Негатив Прљаво казалиште / Идоли | Металика Негатив Прљаво казалиште / Идоли | Металика Негатив Прљаво казалиште / Идоли | Металика Негатив Прљаво казалиште / Идоли | прошао/ Н (са Игором Цукровим)   | прошао/ Н (са Игором Цукровим)   | прошао/ Н (са Игором Цукровим)   | прошао/ Н (са Игором Цукровим)   | прошао/ Н (са Игором Цукровим)   | прошао/ Н (са Игором Цукровим)   | прошао/ Н (са Игором Цукровим)   | прошао/ Н (са Игором Цукровим)   | прошао/ Н (са Игором Цукровим)   | прошао/ Н (са Игором Цукровим)   | прошао/ Н (са Игором Цукровим)   | прошао/ Н (са Игором Цукровим)   | прошао/ Н (са Игором Цукровим)   | прошао/ Н (са Игором Цукровим)   | прошао/ Н (са Игором Цукровим)   | прошао/ Н (са Игором Цукровим)   | прошао/ Н (са Игором Цукровим)   | прошао/ Н (са Игором Цукровим)   | прошао/ Н (са Игором Цукровим)   | прошао/ Н (са Игором Цукровим)   | прошао/ Н (са Игором Цукровим)   | прошао/ Н (са Игором Цукровим)   | прошао/ Н (са Игором Цукровим)   | прошао/ Н (са Игором Цукровим)   | прошао/ Н (са Игором Цукровим)   | прошао/ Н (са Игором Цукровим)   | прошао/ Н (са Игором Цукровим)   | прошао/ Н (са Игором Цукровим)   | прошао/ Н (са Игором Цукровим)   | прошао/ Н (са Игором Цукровим)   | прошао/ Н (са Игором Цукровим)   | прошао/ Н (са Игором Цукровим)   | прошао/ Н (са Игором Цукровим)   | прошао/ Н (са Игором Цукровим)   | прошао/ Н (са Игором Цукровим)   | прошао/ Н (са Игором Цукровим)   | прошао/ Н (са Игором Цукровим)   | прошао/ Н (са Игором Цукровим)   | прошао/ Н (са Игором Цукровим)   | прошао/ Н (са Игором Цукровим)   | прошао/ Н (са Игором Цукровим)   | прошао/ Н (са Игором Цукровим)   | прошао/ Н (са Игором Цукровим)   | прошао/ Н (са Игором Цукровим)   | прошао/ Н (са Игором Цукровим)   | прошао/ Н (са Игором Цукровим)   | прошао/ Н (са Игором Цукровим)   | прошао/ Н (са Игором Цукровим)   | прошао/ Н (са Игором Цукровим)   | прошао/ Н (са Игором Цукровим)   | прошао/ Н (са Игором Цукровим)   | прошао/ Н (са Игором Цукровим)   | прошао/ Н (са Игором Цукровим)   | прошао/ Н (са Игором Цукровим)   | прошао/ Н (са Игором Цукровим)   | прошао/ Н (са Игором Цукровим)   | прошао/ Н (са Игором Цукровим)   | прошао/ Н (са Игором Цукровим)   | прошао/ Н (са Игором Цукровим)   | прошао/ Н (са Игором Цукровим)   | прошао/ Н (са Игором Цукровим)   | прошао/ Н (са Игором Цукровим)   | прошао/ Н (са Игором Цукровим)   | прошао/ Н (са Игором Цукровим)   | прошао/ Н (са Игором Цукровим)   | прошао/ Н (са Игором Цукровим)   | прошао/ Н (са Игором Цукровим)   | прошао/ Н (са Игором Цукровим)   | прошао/ Н (са Игором Цукровим)   | прошао/ Н (са Игором Цукровим)   | прошао/ Н (са Игором Цукровим)   | прошао/ Н (са Игором Цукровим)   | прошао/ Н (са Игором Цукровим)   | прошао/ Н (са Игором Цукровим)   | прошао/ Н (са Игором Цукровим)   | прошао/ Н (са Игором Цукровим)   | прошао/ Н (са Игором Цукровим)   | прошао/ Н (са Игором Цукровим)   | прошао/ Н (са Игором Цукровим)   | прошао/ Н (са Игором Цукровим)   | прошао/ Н (са Игором Цукровим)   | прошао/ Н (са Игором Цукровим)   | прошао/ Н (са Игором Цукровим)   | прошао/ Н (са Игором Цукровим)   | прошао/ Н (са Игором Цукровим)   | прошао/ Н (са Игором Цукровим)   | прошао/ Н (са Игором Цукровим)   | прошао/ Н (са Игором Цукровим)   | прошао/ Н (са Игором Цукровим)   | прошао/ Н (са Игором Цукровим)   | прошао/ Н (са Игором Цукровим)   | прошао/ Н (са Игором Цукровим)   | прошао/ Н (са Игором Цукровим)   | прошао/ Н (са Игором Цукровим)   | прошао/ Н (са Игором Цукровим)   | прошао/ Н (са Игором Цукровим)   | прошао/ Н (са Игором Цукровим)   | прошао/ Н (са Игором Цукровим)   | прошао/ Н (са Игором Цукровим)   | прошао/ Н (са Игором Цукровим)   |
| 13         | 13         | 13         | 13         | 13         | 13         | 13         | 13         | 13         | 13         | 13         | 13         | 13         | 13         | 13         | 13         | 13         | 13         | 13         | 13         | 13         | 13         | 13         | 13         | 13         | 13         | 13         | 13         | 13         | 13         | 13         | 13         | 13         | 13         | 13         | 13         | 13         | 13         | 13         | 13         | 13         | 13         | 13         | 13         | 13         | 13         | 13         | 13         | 13         | 13         | 13         | 13         | 13         | 13         | 13         | 13         | 13         | 13         | 13         | 13         | 13         | 13         | 13         | 13         | 13         | 13         | 13         | 13         | 13         | 13         | 13         | 13         | 13         | 13         | 13         | 13         | 13         | 13         | 13         | 13         | 13         | 13         | 13         | 13         | 13         | 13         | 13         | 13         | 13         | 13         | „Године пролазе“ "With Or Without You"                                       | „Године пролазе“ "With Or Without You"                                       | „Године пролазе“ "With Or Without You"                                       | „Године пролазе“ "With Or Without You"                                       | „Године пролазе“ "With Or Without You"                                       | „Године пролазе“ "With Or Without You"                                       | „Године пролазе“ "With Or Without You"                                       | „Године пролазе“ "With Or Without You"                                       | „Године пролазе“ "With Or Without You"                                       | „Године пролазе“ "With Or Without You"                                       | „Године пролазе“ "With Or Without You"                                       | „Године пролазе“ "With Or Without You"                                       | „Године пролазе“ "With Or Without You"                                       | „Године пролазе“ "With Or Without You"                                       | „Године пролазе“ "With Or Without You"                                       | „Године пролазе“ "With Or Without You"                                       | „Године пролазе“ "With Or Without You"                                       | „Године пролазе“ "With Or Without You"                                       | „Године пролазе“ "With Or Without You"                                       | „Године пролазе“ "With Or Without You"                                       | „Године пролазе“ "With Or Without You"                                       | „Године пролазе“ "With Or Without You"                                       | „Године пролазе“ "With Or Without You"                                       | „Године пролазе“ "With Or Without You"                                       | „Године пролазе“ "With Or Without You"                                       | „Године пролазе“ "With Or Without You"                                       | „Године пролазе“ "With Or Without You"                                       | „Године пролазе“ "With Or Without You"                                       | „Године пролазе“ "With Or Without You"                                       | „Године пролазе“ "With Or Without You"                                       | „Године пролазе“ "With Or Without You"                                       | „Године пролазе“ "With Or Without You"                                       | „Године пролазе“ "With Or Without You"                                       | „Године пролазе“ "With Or Without You"                                       | „Године пролазе“ "With Or Without You"                                       | „Године пролазе“ "With Or Without You"                                       | „Године пролазе“ "With Or Without You"                                       | „Године пролазе“ "With Or Without You"                                       | „Године пролазе“ "With Or Without You"                                       | „Године пролазе“ "With Or Without You"                                       | „Године пролазе“ "With Or Without You"                                       | „Године пролазе“ "With Or Without You"                                       | „Године пролазе“ "With Or Without You"                                       | „Године пролазе“ "With Or Without You"                                       | „Године пролазе“ "With Or Without You"                                       | „Године пролазе“ "With Or Without You"                                       | „Године пролазе“ "With Or Without You"                                       | „Године пролазе“ "With Or Without You"                                       | „Године пролазе“ "With Or Without You"                                       | „Године пролазе“ "With Or Without You"                                       | „Године пролазе“ "With Or Without You"                                       | „Године пролазе“ "With Or Without You"                                       | „Године пролазе“ "With Or Without You"                                       | „Године пролазе“ "With Or Without You"                                       | „Године пролазе“ "With Or Without You"                                       | „Године пролазе“ "With Or Without You"                                       | „Године пролазе“ "With Or Without You"                                       | „Године пролазе“ "With Or Without You"                                       | „Године пролазе“ "With Or Without You"                                       | „Године пролазе“ "With Or Without You"                                       | „Године пролазе“ "With Or Without You"                                       | „Године пролазе“ "With Or Without You"                                       | „Године пролазе“ "With Or Without You"                                       | „Године пролазе“ "With Or Without You"                                       | „Године пролазе“ "With Or Without You"                                       | „Године пролазе“ "With Or Without You"                                       | „Године пролазе“ "With Or Without You"                                       | „Године пролазе“ "With Or Without You"                                       | „Године пролазе“ "With Or Without You"                                       | „Године пролазе“ "With Or Without You"                                       | „Године пролазе“ "With Or Without You"                                       | „Године пролазе“ "With Or Without You"                                       | „Године пролазе“ "With Or Without You"                                       | „Године пролазе“ "With Or Without You"                                       | „Године пролазе“ "With Or Without You"                                       | „Године пролазе“ "With Or Without You"                                       | „Године пролазе“ "With Or Without You"                                       | „Године пролазе“ "With Or Without You"                                       | „Године пролазе“ "With Or Without You"                                       | „Године пролазе“ "With Or Without You"                                       | „Године пролазе“ "With Or Without You"                                       | „Године пролазе“ "With Or Without You"                                       | „Године пролазе“ "With Or Without You"                                       | „Године пролазе“ "With Or Without You"                                       | „Године пролазе“ "With Or Without You"                                       | „Године пролазе“ "With Or Without You"                                       | „Године пролазе“ "With Or Without You"                                       | „Године пролазе“ "With Or Without You"                                       | „Године пролазе“ "With Or Without You"                                       | „Године пролазе“ "With Or Without You"                                       | „Године пролазе“ "With Or Without You"                                       | „Године пролазе“ "With Or Without You"                                       | „Године пролазе“ "With Or Without You"                                       | „Године пролазе“ "With Or Without You"                                       | „Године пролазе“ "With Or Without You"                                       | „Године пролазе“ "With Or Without You"                                       | „Године пролазе“ "With Or Without You"                                       | „Године пролазе“ "With Or Without You"                                       | „Године пролазе“ "With Or Without You"                                       | „Године пролазе“ "With Or Without You"                                       | сам у дуету са Игором Цукровим                                                   | сам у дуету са Игором Цукровим                                                   | сам у дуету са Игором Цукровим                                                   | сам у дуету са Игором Цукровим                                                   | сам у дуету са Игором Цукровим                                                   | сам у дуету са Игором Цукровим                                                   | сам у дуету са Игором Цукровим                                                   | сам у дуету са Игором Цукровим                                                   | сам у дуету са Игором Цукровим                                                   | сам у дуету са Игором Цукровим                                                   | сам у дуету са Игором Цукровим                                                   | сам у дуету са Игором Цукровим                                                   | сам у дуету са Игором Цукровим                                                   | сам у дуету са Игором Цукровим                                                   | сам у дуету са Игором Цукровим                                                   | сам у дуету са Игором Цукровим                                                   | сам у дуету са Игором Цукровим                                                   | сам у дуету са Игором Цукровим                                                   | сам у дуету са Игором Цукровим                                                   | сам у дуету са Игором Цукровим                                                   | сам у дуету са Игором Цукровим                                                   | сам у дуету са Игором Цукровим                                                   | сам у дуету са Игором Цукровим                                                   | сам у дуету са Игором Цукровим                                                   | сам у дуету са Игором Цукровим                                                   | сам у дуету са Игором Цукровим                                                   | сам у дуету са Игором Цукровим                                                   | сам у дуету са Игором Цукровим                                                   | сам у дуету са Игором Цукровим                                                   | сам у дуету са Игором Цукровим                                                   | сам у дуету са Игором Цукровим                                                   | сам у дуету са Игором Цукровим                                                   | сам у дуету са Игором Цукровим                                                   | сам у дуету са Игором Цукровим                                                   | сам у дуету са Игором Цукровим                                                   | сам у дуету са Игором Цукровим                                                   | сам у дуету са Игором Цукровим                                                   | сам у дуету са Игором Цукровим                                                   | сам у дуету са Игором Цукровим                                                   | сам у дуету са Игором Цукровим                                                   | сам у дуету са Игором Цукровим                                                   | сам у дуету са Игором Цукровим                                                   | сам у дуету са Игором Цукровим                                                   | сам у дуету са Игором Цукровим                                                   | сам у дуету са Игором Цукровим                                                   | сам у дуету са Игором Цукровим                                                   | сам у дуету са Игором Цукровим                                                   | сам у дуету са Игором Цукровим                                                   | сам у дуету са Игором Цукровим                                                   | сам у дуету са Игором Цукровим                                                   | сам у дуету са Игором Цукровим                                                   | сам у дуету са Игором Цукровим                                                   | сам у дуету са Игором Цукровим                                                   | сам у дуету са Игором Цукровим                                                   | сам у дуету са Игором Цукровим                                                   | сам у дуету са Игором Цукровим                                                   | сам у дуету са Игором Цукровим                                                   | сам у дуету са Игором Цукровим                                                   | сам у дуету са Игором Цукровим                                                   | сам у дуету са Игором Цукровим                                                   | сам у дуету са Игором Цукровим                                                   | сам у дуету са Игором Цукровим                                                   | сам у дуету са Игором Цукровим                                                   | сам у дуету са Игором Цукровим                                                   | сам у дуету са Игором Цукровим                                                   | сам у дуету са Игором Цукровим                                                   | сам у дуету са Игором Цукровим                                                   | сам у дуету са Игором Цукровим                                                   | сам у дуету са Игором Цукровим                                                   | сам у дуету са Игором Цукровим                                                   | сам у дуету са Игором Цукровим                                                   | сам у дуету са Игором Цукровим                                                   | сам у дуету са Игором Цукровим                                                   | сам у дуету са Игором Цукровим                                                   | сам у дуету са Игором Цукровим                                                   | сам у дуету са Игором Цукровим                                                   | сам у дуету са Игором Цукровим                                                   | сам у дуету са Игором Цукровим                                                   | сам у дуету са Игором Цукровим                                                   | сам у дуету са Игором Цукровим                                                   | сам у дуету са Игором Цукровим                                                   | сам у дуету са Игором Цукровим                                                   | сам у дуету са Игором Цукровим                                                   | сам у дуету са Игором Цукровим                                                   | сам у дуету са Игором Цукровим                                                   | сам у дуету са Игором Цукровим                                                   | сам у дуету са Игором Цукровим                                                   | сам у дуету са Игором Цукровим                                                   | сам у дуету са Игором Цукровим                                                   | сам у дуету са Игором Цукровим                                                   | сам у дуету са Игором Цукровим                                                   | сам у дуету са Игором Цукровим                                                   | сам у дуету са Игором Цукровим                                                   | сам у дуету са Игором Цукровим                                                   | сам у дуету са Игором Цукровим                                                   | сам у дуету са Игором Цукровим                                                   | сам у дуету са Игором Цукровим                                                   | сам у дуету са Игором Цукровим                                                   | сам у дуету са Игором Цукровим                                                   | сам у дуету са Игором Цукровим                                                   | сам у дуету са Игором Цукровим                                                   | сам у дуету са Игором Цукровим                                                   | сам у дуету са Игором Цукровим                                                   | сам у дуету са Игором Цукровим                                                   | сам у дуету са Игором Цукровим                                                   | сам у дуету са Игором Цукровим                                                   | сам у дуету са Игором Цукровим                                                   | сам у дуету са Игором Цукровим                                                   | сам у дуету са Игором Цукровим                                                   | сам у дуету са Игором Цукровим                                                   | сам у дуету са Игором Цукровим                                                   | сам у дуету са Игором Цукровим                                                   | сам у дуету са Игором Цукровим                                                   | сам у дуету са Игором Цукровим                                                   | сам у дуету са Игором Цукровим                                                   | сам у дуету са Игором Цукровим                                                   | сам у дуету са Игором Цукровим                                                   | сам у дуету са Игором Цукровим                                                   | сам у дуету са Игором Цукровим                                                   | сам у дуету са Игором Цукровим                                                   | сам у дуету са Игором Цукровим                                                   | сам у дуету са Игором Цукровим                                                   | сам у дуету са Игором Цукровим                                                   | сам у дуету са Игором Цукровим                                                   | сам у дуету са Игором Цукровим                                                   | сам у дуету са Игором Цукровим                                                   | сам у дуету са Игором Цукровим                                                   | сам у дуету са Игором Цукровим                                                   | сам у дуету са Игором Цукровим                                                   | сам у дуету са Игором Цукровим                                                   | Парни Ваљак U-2                           | Парни Ваљак U-2                           | Парни Ваљак U-2                           | Парни Ваљак U-2                           | Парни Ваљак U-2                           | Парни Ваљак U-2                           | Парни Ваљак U-2                           | Парни Ваљак U-2                           | Парни Ваљак U-2                           | Парни Ваљак U-2                           | Парни Ваљак U-2                           | Парни Ваљак U-2                           | Парни Ваљак U-2                           | Парни Ваљак U-2                           | Парни Ваљак U-2                           | Парни Ваљак U-2                           | Парни Ваљак U-2                           | Парни Ваљак U-2                           | Парни Ваљак U-2                           | Парни Ваљак U-2                           | Парни Ваљак U-2                           | Парни Ваљак U-2                           | Парни Ваљак U-2                           | Парни Ваљак U-2                           | Парни Ваљак U-2                           | Парни Ваљак U-2                           | Парни Ваљак U-2                           | Парни Ваљак U-2                           | Парни Ваљак U-2                           | Парни Ваљак U-2                           | Парни Ваљак U-2                           | Парни Ваљак U-2                           | Парни Ваљак U-2                           | Парни Ваљак U-2                           | Парни Ваљак U-2                           | Парни Ваљак U-2                           | Парни Ваљак U-2                           | Парни Ваљак U-2                           | Парни Ваљак U-2                           | Парни Ваљак U-2                           | Парни Ваљак U-2                           | Парни Ваљак U-2                           | Парни Ваљак U-2                           | Парни Ваљак U-2                           | Парни Ваљак U-2                           | Парни Ваљак U-2                           | Парни Ваљак U-2                           | Парни Ваљак U-2                           | Парни Ваљак U-2                           | Парни Ваљак U-2                           | Парни Ваљак U-2                           | Парни Ваљак U-2                           | Парни Ваљак U-2                           | Парни Ваљак U-2                           | Парни Ваљак U-2                           | Парни Ваљак U-2                           | Парни Ваљак U-2                           | Парни Ваљак U-2                           | Парни Ваљак U-2                           | Парни Ваљак U-2                           | Парни Ваљак U-2                           | Парни Ваљак U-2                           | Парни Ваљак U-2                           | Парни Ваљак U-2                           | Парни Ваљак U-2                           | Парни Ваљак U-2                           | Парни Ваљак U-2                           | Парни Ваљак U-2                           | Парни Ваљак U-2                           | Парни Ваљак U-2                           | Парни Ваљак U-2                           | Парни Ваљак U-2                           | Парни Ваљак U-2                           | Парни Ваљак U-2                           | Парни Ваљак U-2                           | Парни Ваљак U-2                           | Парни Ваљак U-2                           | Парни Ваљак U-2                           | Парни Ваљак U-2                           | Парни Ваљак U-2                           | Парни Ваљак U-2                           | Парни Ваљак U-2                           | Парни Ваљак U-2                           | Парни Ваљак U-2                           | Парни Ваљак U-2                           | Парни Ваљак U-2                           | Парни Ваљак U-2                           | Парни Ваљак U-2                           | Парни Ваљак U-2                           | Парни Ваљак U-2                           | Парни Ваљак U-2                           | Парни Ваљак U-2                           | Парни Ваљак U-2                           | Парни Ваљак U-2                           | Парни Ваљак U-2                           | Парни Ваљак U-2                           | Парни Ваљак U-2                           | Парни Ваљак U-2                           | Парни Ваљак U-2                           | Парни Ваљак U-2                           | прошао                           | прошао                           | прошао                           | прошао                           | прошао                           | прошао                           | прошао                           | прошао                           | прошао                           | прошао                           | прошао                           | прошао                           | прошао                           | прошао                           | прошао                           | прошао                           | прошао                           | прошао                           | прошао                           | прошао                           | прошао                           | прошао                           | прошао                           | прошао                           | прошао                           | прошао                           | прошао                           | прошао                           | прошао                           | прошао                           | прошао                           | прошао                           | прошао                           | прошао                           | прошао                           | прошао                           | прошао                           | прошао                           | прошао                           | прошао                           | прошао                           | прошао                           | прошао                           | прошао                           | прошао                           | прошао                           | прошао                           | прошао                           | прошао                           | прошао                           | прошао                           | прошао                           | прошао                           | прошао                           | прошао                           | прошао                           | прошао                           | прошао                           | прошао                           | прошао                           | прошао                           | прошао                           | прошао                           | прошао                           | прошао                           | прошао                           | прошао                           | прошао                           | прошао                           | прошао                           | прошао                           | прошао                           | прошао                           | прошао                           | прошао                           | прошао                           | прошао                           | прошао                           | прошао                           | прошао                           | прошао                           | прошао                           | прошао                           | прошао                           | прошао                           | прошао                           | прошао                           | прошао                           | прошао                           | прошао                           | прошао                           | прошао                           | прошао                           | прошао                           | прошао                           | прошао                           | прошао                           | прошао                           | прошао                           | прошао                           |
| Полуфинале | Полуфинале | Полуфинале | Полуфинале | Полуфинале | Полуфинале | Полуфинале | Полуфинале | Полуфинале | Полуфинале | Полуфинале | Полуфинале | Полуфинале | Полуфинале | Полуфинале | Полуфинале | Полуфинале | Полуфинале | Полуфинале | Полуфинале | Полуфинале | Полуфинале | Полуфинале | Полуфинале | Полуфинале | Полуфинале | Полуфинале | Полуфинале | Полуфинале | Полуфинале | Полуфинале | Полуфинале | Полуфинале | Полуфинале | Полуфинале | Полуфинале | Полуфинале | Полуфинале | Полуфинале | Полуфинале | Полуфинале | Полуфинале | Полуфинале | Полуфинале | Полуфинале | Полуфинале | Полуфинале | Полуфинале | Полуфинале | Полуфинале | Полуфинале | Полуфинале | Полуфинале | Полуфинале | Полуфинале | Полуфинале | Полуфинале | Полуфинале | Полуфинале | Полуфинале | Полуфинале | Полуфинале | Полуфинале | Полуфинале | Полуфинале | Полуфинале | Полуфинале | Полуфинале | Полуфинале | Полуфинале | Полуфинале | Полуфинале | Полуфинале | Полуфинале | Полуфинале | Полуфинале | Полуфинале | Полуфинале | Полуфинале | Полуфинале | Полуфинале | Полуфинале | Полуфинале | Полуфинале | Полуфинале | Полуфинале | Полуфинале | Полуфинале | Полуфинале | Полуфинале | „Угаси ме“ "Angels"                                                          | „Угаси ме“ "Angels"                                                          | „Угаси ме“ "Angels"                                                          | „Угаси ме“ "Angels"                                                          | „Угаси ме“ "Angels"                                                          | „Угаси ме“ "Angels"                                                          | „Угаси ме“ "Angels"                                                          | „Угаси ме“ "Angels"                                                          | „Угаси ме“ "Angels"                                                          | „Угаси ме“ "Angels"                                                          | „Угаси ме“ "Angels"                                                          | „Угаси ме“ "Angels"                                                          | „Угаси ме“ "Angels"                                                          | „Угаси ме“ "Angels"                                                          | „Угаси ме“ "Angels"                                                          | „Угаси ме“ "Angels"                                                          | „Угаси ме“ "Angels"                                                          | „Угаси ме“ "Angels"                                                          | „Угаси ме“ "Angels"                                                          | „Угаси ме“ "Angels"                                                          | „Угаси ме“ "Angels"                                                          | „Угаси ме“ "Angels"                                                          | „Угаси ме“ "Angels"                                                          | „Угаси ме“ "Angels"                                                          | „Угаси ме“ "Angels"                                                          | „Угаси ме“ "Angels"                                                          | „Угаси ме“ "Angels"                                                          | „Угаси ме“ "Angels"                                                          | „Угаси ме“ "Angels"                                                          | „Угаси ме“ "Angels"                                                          | „Угаси ме“ "Angels"                                                          | „Угаси ме“ "Angels"                                                          | „Угаси ме“ "Angels"                                                          | „Угаси ме“ "Angels"                                                          | „Угаси ме“ "Angels"                                                          | „Угаси ме“ "Angels"                                                          | „Угаси ме“ "Angels"                                                          | „Угаси ме“ "Angels"                                                          | „Угаси ме“ "Angels"                                                          | „Угаси ме“ "Angels"                                                          | „Угаси ме“ "Angels"                                                          | „Угаси ме“ "Angels"                                                          | „Угаси ме“ "Angels"                                                          | „Угаси ме“ "Angels"                                                          | „Угаси ме“ "Angels"                                                          | „Угаси ме“ "Angels"                                                          | „Угаси ме“ "Angels"                                                          | „Угаси ме“ "Angels"                                                          | „Угаси ме“ "Angels"                                                          | „Угаси ме“ "Angels"                                                          | „Угаси ме“ "Angels"                                                          | „Угаси ме“ "Angels"                                                          | „Угаси ме“ "Angels"                                                          | „Угаси ме“ "Angels"                                                          | „Угаси ме“ "Angels"                                                          | „Угаси ме“ "Angels"                                                          | „Угаси ме“ "Angels"                                                          | „Угаси ме“ "Angels"                                                          | „Угаси ме“ "Angels"                                                          | „Угаси ме“ "Angels"                                                          | „Угаси ме“ "Angels"                                                          | „Угаси ме“ "Angels"                                                          | „Угаси ме“ "Angels"                                                          | „Угаси ме“ "Angels"                                                          | „Угаси ме“ "Angels"                                                          | „Угаси ме“ "Angels"                                                          | „Угаси ме“ "Angels"                                                          | „Угаси ме“ "Angels"                                                          | „Угаси ме“ "Angels"                                                          | „Угаси ме“ "Angels"                                                          | „Угаси ме“ "Angels"                                                          | „Угаси ме“ "Angels"                                                          | „Угаси ме“ "Angels"                                                          | „Угаси ме“ "Angels"                                                          | „Угаси ме“ "Angels"                                                          | „Угаси ме“ "Angels"                                                          | „Угаси ме“ "Angels"                                                          | „Угаси ме“ "Angels"                                                          | „Угаси ме“ "Angels"                                                          | „Угаси ме“ "Angels"                                                          | „Угаси ме“ "Angels"                                                          | „Угаси ме“ "Angels"                                                          | „Угаси ме“ "Angels"                                                          | „Угаси ме“ "Angels"                                                          | „Угаси ме“ "Angels"                                                          | „Угаси ме“ "Angels"                                                          | „Угаси ме“ "Angels"                                                          | „Угаси ме“ "Angels"                                                          | „Угаси ме“ "Angels"                                                          | „Угаси ме“ "Angels"                                                          | „Угаси ме“ "Angels"                                                          | „Угаси ме“ "Angels"                                                          | „Угаси ме“ "Angels"                                                          | „Угаси ме“ "Angels"                                                          | „Угаси ме“ "Angels"                                                          | „Угаси ме“ "Angels"                                                          | „Угаси ме“ "Angels"                                                          | „Угаси ме“ "Angels"                                                          | „Угаси ме“ "Angels"                                                          | „Угаси ме“ "Angels"                                                          | у дуету са Акијем Рахимовским сам                                                | у дуету са Акијем Рахимовским сам                                                | у дуету са Акијем Рахимовским сам                                                | у дуету са Акијем Рахимовским сам                                                | у дуету са Акијем Рахимовским сам                                                | у дуету са Акијем Рахимовским сам                                                | у дуету са Акијем Рахимовским сам                                                | у дуету са Акијем Рахимовским сам                                                | у дуету са Акијем Рахимовским сам                                                | у дуету са Акијем Рахимовским сам                                                | у дуету са Акијем Рахимовским сам                                                | у дуету са Акијем Рахимовским сам                                                | у дуету са Акијем Рахимовским сам                                                | у дуету са Акијем Рахимовским сам                                                | у дуету са Акијем Рахимовским сам                                                | у дуету са Акијем Рахимовским сам                                                | у дуету са Акијем Рахимовским сам                                                | у дуету са Акијем Рахимовским сам                                                | у дуету са Акијем Рахимовским сам                                                | у дуету са Акијем Рахимовским сам                                                | у дуету са Акијем Рахимовским сам                                                | у дуету са Акијем Рахимовским сам                                                | у дуету са Акијем Рахимовским сам                                                | у дуету са Акијем Рахимовским сам                                                | у дуету са Акијем Рахимовским сам                                                | у дуету са Акијем Рахимовским сам                                                | у дуету са Акијем Рахимовским сам                                                | у дуету са Акијем Рахимовским сам                                                | у дуету са Акијем Рахимовским сам                                                | у дуету са Акијем Рахимовским сам                                                | у дуету са Акијем Рахимовским сам                                                | у дуету са Акијем Рахимовским сам                                                | у дуету са Акијем Рахимовским сам                                                | у дуету са Акијем Рахимовским сам                                                | у дуету са Акијем Рахимовским сам                                                | у дуету са Акијем Рахимовским сам                                                | у дуету са Акијем Рахимовским сам                                                | у дуету са Акијем Рахимовским сам                                                | у дуету са Акијем Рахимовским сам                                                | у дуету са Акијем Рахимовским сам                                                | у дуету са Акијем Рахимовским сам                                                | у дуету са Акијем Рахимовским сам                                                | у дуету са Акијем Рахимовским сам                                                | у дуету са Акијем Рахимовским сам                                                | у дуету са Акијем Рахимовским сам                                                | у дуету са Акијем Рахимовским сам                                                | у дуету са Акијем Рахимовским сам                                                | у дуету са Акијем Рахимовским сам                                                | у дуету са Акијем Рахимовским сам                                                | у дуету са Акијем Рахимовским сам                                                | у дуету са Акијем Рахимовским сам                                                | у дуету са Акијем Рахимовским сам                                                | у дуету са Акијем Рахимовским сам                                                | у дуету са Акијем Рахимовским сам                                                | у дуету са Акијем Рахимовским сам                                                | у дуету са Акијем Рахимовским сам                                                | у дуету са Акијем Рахимовским сам                                                | у дуету са Акијем Рахимовским сам                                                | у дуету са Акијем Рахимовским сам                                                | у дуету са Акијем Рахимовским сам                                                | у дуету са Акијем Рахимовским сам                                                | у дуету са Акијем Рахимовским сам                                                | у дуету са Акијем Рахимовским сам                                                | у дуету са Акијем Рахимовским сам                                                | у дуету са Акијем Рахимовским сам                                                | у дуету са Акијем Рахимовским сам                                                | у дуету са Акијем Рахимовским сам                                                | у дуету са Акијем Рахимовским сам                                                | у дуету са Акијем Рахимовским сам                                                | у дуету са Акијем Рахимовским сам                                                | у дуету са Акијем Рахимовским сам                                                | у дуету са Акијем Рахимовским сам                                                | у дуету са Акијем Рахимовским сам                                                | у дуету са Акијем Рахимовским сам                                                | у дуету са Акијем Рахимовским сам                                                | у дуету са Акијем Рахимовским сам                                                | у дуету са Акијем Рахимовским сам                                                | у дуету са Акијем Рахимовским сам                                                | у дуету са Акијем Рахимовским сам                                                | у дуету са Акијем Рахимовским сам                                                | у дуету са Акијем Рахимовским сам                                                | у дуету са Акијем Рахимовским сам                                                | у дуету са Акијем Рахимовским сам                                                | у дуету са Акијем Рахимовским сам                                                | у дуету са Акијем Рахимовским сам                                                | у дуету са Акијем Рахимовским сам                                                | у дуету са Акијем Рахимовским сам                                                | у дуету са Акијем Рахимовским сам                                                | у дуету са Акијем Рахимовским сам                                                | у дуету са Акијем Рахимовским сам                                                | у дуету са Акијем Рахимовским сам                                                | у дуету са Акијем Рахимовским сам                                                | у дуету са Акијем Рахимовским сам                                                | у дуету са Акијем Рахимовским сам                                                | у дуету са Акијем Рахимовским сам                                                | у дуету са Акијем Рахимовским сам                                                | у дуету са Акијем Рахимовским сам                                                | у дуету са Акијем Рахимовским сам                                                | у дуету са Акијем Рахимовским сам                                                | у дуету са Акијем Рахимовским сам                                                | у дуету са Акијем Рахимовским сам                                                | у дуету са Акијем Рахимовским сам                                                | у дуету са Акијем Рахимовским сам                                                | у дуету са Акијем Рахимовским сам                                                | у дуету са Акијем Рахимовским сам                                                | у дуету са Акијем Рахимовским сам                                                | у дуету са Акијем Рахимовским сам                                                | у дуету са Акијем Рахимовским сам                                                | у дуету са Акијем Рахимовским сам                                                | у дуету са Акијем Рахимовским сам                                                | у дуету са Акијем Рахимовским сам                                                | у дуету са Акијем Рахимовским сам                                                | у дуету са Акијем Рахимовским сам                                                | у дуету са Акијем Рахимовским сам                                                | у дуету са Акијем Рахимовским сам                                                | у дуету са Акијем Рахимовским сам                                                | у дуету са Акијем Рахимовским сам                                                | у дуету са Акијем Рахимовским сам                                                | у дуету са Акијем Рахимовским сам                                                | у дуету са Акијем Рахимовским сам                                                | у дуету са Акијем Рахимовским сам                                                | у дуету са Акијем Рахимовским сам                                                | у дуету са Акијем Рахимовским сам                                                | у дуету са Акијем Рахимовским сам                                                | у дуету са Акијем Рахимовским сам                                                | у дуету са Акијем Рахимовским сам                                                | у дуету са Акијем Рахимовским сам                                                | у дуету са Акијем Рахимовским сам                                                | у дуету са Акијем Рахимовским сам                                                | у дуету са Акијем Рахимовским сам                                                | Парни Ваљак Роби Вилијамс                 | Парни Ваљак Роби Вилијамс                 | Парни Ваљак Роби Вилијамс                 | Парни Ваљак Роби Вилијамс                 | Парни Ваљак Роби Вилијамс                 | Парни Ваљак Роби Вилијамс                 | Парни Ваљак Роби Вилијамс                 | Парни Ваљак Роби Вилијамс                 | Парни Ваљак Роби Вилијамс                 | Парни Ваљак Роби Вилијамс                 | Парни Ваљак Роби Вилијамс                 | Парни Ваљак Роби Вилијамс                 | Парни Ваљак Роби Вилијамс                 | Парни Ваљак Роби Вилијамс                 | Парни Ваљак Роби Вилијамс                 | Парни Ваљак Роби Вилијамс                 | Парни Ваљак Роби Вилијамс                 | Парни Ваљак Роби Вилијамс                 | Парни Ваљак Роби Вилијамс                 | Парни Ваљак Роби Вилијамс                 | Парни Ваљак Роби Вилијамс                 | Парни Ваљак Роби Вилијамс                 | Парни Ваљак Роби Вилијамс                 | Парни Ваљак Роби Вилијамс                 | Парни Ваљак Роби Вилијамс                 | Парни Ваљак Роби Вилијамс                 | Парни Ваљак Роби Вилијамс                 | Парни Ваљак Роби Вилијамс                 | Парни Ваљак Роби Вилијамс                 | Парни Ваљак Роби Вилијамс                 | Парни Ваљак Роби Вилијамс                 | Парни Ваљак Роби Вилијамс                 | Парни Ваљак Роби Вилијамс                 | Парни Ваљак Роби Вилијамс                 | Парни Ваљак Роби Вилијамс                 | Парни Ваљак Роби Вилијамс                 | Парни Ваљак Роби Вилијамс                 | Парни Ваљак Роби Вилијамс                 | Парни Ваљак Роби Вилијамс                 | Парни Ваљак Роби Вилијамс                 | Парни Ваљак Роби Вилијамс                 | Парни Ваљак Роби Вилијамс                 | Парни Ваљак Роби Вилијамс                 | Парни Ваљак Роби Вилијамс                 | Парни Ваљак Роби Вилијамс                 | Парни Ваљак Роби Вилијамс                 | Парни Ваљак Роби Вилијамс                 | Парни Ваљак Роби Вилијамс                 | Парни Ваљак Роби Вилијамс                 | Парни Ваљак Роби Вилијамс                 | Парни Ваљак Роби Вилијамс                 | Парни Ваљак Роби Вилијамс                 | Парни Ваљак Роби Вилијамс                 | Парни Ваљак Роби Вилијамс                 | Парни Ваљак Роби Вилијамс                 | Парни Ваљак Роби Вилијамс                 | Парни Ваљак Роби Вилијамс                 | Парни Ваљак Роби Вилијамс                 | Парни Ваљак Роби Вилијамс                 | Парни Ваљак Роби Вилијамс                 | Парни Ваљак Роби Вилијамс                 | Парни Ваљак Роби Вилијамс                 | Парни Ваљак Роби Вилијамс                 | Парни Ваљак Роби Вилијамс                 | Парни Ваљак Роби Вилијамс                 | Парни Ваљак Роби Вилијамс                 | Парни Ваљак Роби Вилијамс                 | Парни Ваљак Роби Вилијамс                 | Парни Ваљак Роби Вилијамс                 | Парни Ваљак Роби Вилијамс                 | Парни Ваљак Роби Вилијамс                 | Парни Ваљак Роби Вилијамс                 | Парни Ваљак Роби Вилијамс                 | Парни Ваљак Роби Вилијамс                 | Парни Ваљак Роби Вилијамс                 | Парни Ваљак Роби Вилијамс                 | Парни Ваљак Роби Вилијамс                 | Парни Ваљак Роби Вилијамс                 | Парни Ваљак Роби Вилијамс                 | Парни Ваљак Роби Вилијамс                 | Парни Ваљак Роби Вилијамс                 | Парни Ваљак Роби Вилијамс                 | Парни Ваљак Роби Вилијамс                 | Парни Ваљак Роби Вилијамс                 | Парни Ваљак Роби Вилијамс                 | Парни Ваљак Роби Вилијамс                 | Парни Ваљак Роби Вилијамс                 | Парни Ваљак Роби Вилијамс                 | Парни Ваљак Роби Вилијамс                 | Парни Ваљак Роби Вилијамс                 | Парни Ваљак Роби Вилијамс                 | Парни Ваљак Роби Вилијамс                 | Парни Ваљак Роби Вилијамс                 | Парни Ваљак Роби Вилијамс                 | Парни Ваљак Роби Вилијамс                 | Парни Ваљак Роби Вилијамс                 | Парни Ваљак Роби Вилијамс                 | Парни Ваљак Роби Вилијамс                 | Парни Ваљак Роби Вилијамс                 | Парни Ваљак Роби Вилијамс                 | ушао у финале као другопласирани | ушао у финале као другопласирани | ушао у финале као другопласирани | ушао у финале као другопласирани | ушао у финале као другопласирани | ушао у финале као другопласирани | ушао у финале као другопласирани | ушао у финале као другопласирани | ушао у финале као другопласирани | ушао у финале као другопласирани | ушао у финале као другопласирани | ушао у финале као другопласирани | ушао у финале као другопласирани | ушао у финале као другопласирани | ушао у финале као другопласирани | ушао у финале као другопласирани | ушао у финале као другопласирани | ушао у финале као другопласирани | ушао у финале као другопласирани | ушао у финале као другопласирани | ушао у финале као другопласирани | ушао у финале као другопласирани | ушао у финале као другопласирани | ушао у финале као другопласирани | ушао у финале као другопласирани | ушао у финале као другопласирани | ушао у финале као другопласирани | ушао у финале као другопласирани | ушао у финале као другопласирани | ушао у финале као другопласирани | ушао у финале као другопласирани | ушао у финале као другопласирани | ушао у финале као другопласирани | ушао у финале као другопласирани | ушао у финале као другопласирани | ушао у финале као другопласирани | ушао у финале као другопласирани | ушао у финале као другопласирани | ушао у финале као другопласирани | ушао у финале као другопласирани | ушао у финале као другопласирани | ушао у финале као другопласирани | ушао у финале као другопласирани | ушао у финале као другопласирани | ушао у финале као другопласирани | ушао у финале као другопласирани | ушао у финале као другопласирани | ушао у финале као другопласирани | ушао у финале као другопласирани | ушао у финале као другопласирани | ушао у финале као другопласирани | ушао у финале као другопласирани | ушао у финале као другопласирани | ушао у финале као другопласирани | ушао у финале као другопласирани | ушао у финале као другопласирани | ушао у финале као другопласирани | ушао у финале као другопласирани | ушао у финале као другопласирани | ушао у финале као другопласирани | ушао у финале као другопласирани | ушао у финале као другопласирани | ушао у финале као другопласирани | ушао у финале као другопласирани | ушао у финале као другопласирани | ушао у финале као другопласирани | ушао у финале као другопласирани | ушао у финале као другопласирани | ушао у финале као другопласирани | ушао у финале као другопласирани | ушао у финале као другопласирани | ушао у финале као другопласирани | ушао у финале као другопласирани | ушао у финале као другопласирани | ушао у финале као другопласирани | ушао у финале као другопласирани | ушао у финале као другопласирани | ушао у финале као другопласирани | ушао у финале као другопласирани | ушао у финале као другопласирани | ушао у финале као другопласирани | ушао у финале као другопласирани | ушао у финале као другопласирани | ушао у финале као другопласирани | ушао у финале као другопласирани | ушао у финале као другопласирани | ушао у финале као другопласирани | ушао у финале као другопласирани | ушао у финале као другопласирани | ушао у финале као другопласирани | ушао у финале као другопласирани | ушао у финале као другопласирани | ушао у финале као другопласирани | ушао у финале као другопласирани | ушао у финале као другопласирани | ушао у финале као другопласирани | ушао у финале као другопласирани | ушао у финале као другопласирани | ушао у финале као другопласирани | ушао у финале као другопласирани |
| Финале     | Финале     | Финале     | Финале     | Финале     | Финале     | Финале     | Финале     | Финале     | Финале     | Финале     | Финале     | Финале     | Финале     | Финале     | Финале     | Финале     | Финале     | Финале     | Финале     | Финале     | Финале     | Финале     | Финале     | Финале     | Финале     | Финале     | Финале     | Финале     | Финале     | Финале     | Финале     | Финале     | Финале     | Финале     | Финале     | Финале     | Финале     | Финале     | Финале     | Финале     | Финале     | Финале     | Финале     | Финале     | Финале     | Финале     | Финале     | Финале     | Финале     | Финале     | Финале     | Финале     | Финале     | Финале     | Финале     | Финале     | Финале     | Финале     | Финале     | Финале     | Финале     | Финале     | Финале     | Финале     | Финале     | Финале     | Финале     | Финале     | Финале     | Финале     | Финале     | Финале     | Финале     | Финале     | Финале     | Финале     | Финале     | Финале     | Финале     | Финале     | Финале     | Финале     | Финале     | Финале     | Финале     | Финале     | Финале     | Финале     | Финале     | "Live And Let Die" "Easy" "More Than Words" "Highway To Hell"                | "Live And Let Die" "Easy" "More Than Words" "Highway To Hell"                | "Live And Let Die" "Easy" "More Than Words" "Highway To Hell"                | "Live And Let Die" "Easy" "More Than Words" "Highway To Hell"                | "Live And Let Die" "Easy" "More Than Words" "Highway To Hell"                | "Live And Let Die" "Easy" "More Than Words" "Highway To Hell"                | "Live And Let Die" "Easy" "More Than Words" "Highway To Hell"                | "Live And Let Die" "Easy" "More Than Words" "Highway To Hell"                | "Live And Let Die" "Easy" "More Than Words" "Highway To Hell"                | "Live And Let Die" "Easy" "More Than Words" "Highway To Hell"                | "Live And Let Die" "Easy" "More Than Words" "Highway To Hell"                | "Live And Let Die" "Easy" "More Than Words" "Highway To Hell"                | "Live And Let Die" "Easy" "More Than Words" "Highway To Hell"                | "Live And Let Die" "Easy" "More Than Words" "Highway To Hell"                | "Live And Let Die" "Easy" "More Than Words" "Highway To Hell"                | "Live And Let Die" "Easy" "More Than Words" "Highway To Hell"                | "Live And Let Die" "Easy" "More Than Words" "Highway To Hell"                | "Live And Let Die" "Easy" "More Than Words" "Highway To Hell"                | "Live And Let Die" "Easy" "More Than Words" "Highway To Hell"                | "Live And Let Die" "Easy" "More Than Words" "Highway To Hell"                | "Live And Let Die" "Easy" "More Than Words" "Highway To Hell"                | "Live And Let Die" "Easy" "More Than Words" "Highway To Hell"                | "Live And Let Die" "Easy" "More Than Words" "Highway To Hell"                | "Live And Let Die" "Easy" "More Than Words" "Highway To Hell"                | "Live And Let Die" "Easy" "More Than Words" "Highway To Hell"                | "Live And Let Die" "Easy" "More Than Words" "Highway To Hell"                | "Live And Let Die" "Easy" "More Than Words" "Highway To Hell"                | "Live And Let Die" "Easy" "More Than Words" "Highway To Hell"                | "Live And Let Die" "Easy" "More Than Words" "Highway To Hell"                | "Live And Let Die" "Easy" "More Than Words" "Highway To Hell"                | "Live And Let Die" "Easy" "More Than Words" "Highway To Hell"                | "Live And Let Die" "Easy" "More Than Words" "Highway To Hell"                | "Live And Let Die" "Easy" "More Than Words" "Highway To Hell"                | "Live And Let Die" "Easy" "More Than Words" "Highway To Hell"                | "Live And Let Die" "Easy" "More Than Words" "Highway To Hell"                | "Live And Let Die" "Easy" "More Than Words" "Highway To Hell"                | "Live And Let Die" "Easy" "More Than Words" "Highway To Hell"                | "Live And Let Die" "Easy" "More Than Words" "Highway To Hell"                | "Live And Let Die" "Easy" "More Than Words" "Highway To Hell"                | "Live And Let Die" "Easy" "More Than Words" "Highway To Hell"                | "Live And Let Die" "Easy" "More Than Words" "Highway To Hell"                | "Live And Let Die" "Easy" "More Than Words" "Highway To Hell"                | "Live And Let Die" "Easy" "More Than Words" "Highway To Hell"                | "Live And Let Die" "Easy" "More Than Words" "Highway To Hell"                | "Live And Let Die" "Easy" "More Than Words" "Highway To Hell"                | "Live And Let Die" "Easy" "More Than Words" "Highway To Hell"                | "Live And Let Die" "Easy" "More Than Words" "Highway To Hell"                | "Live And Let Die" "Easy" "More Than Words" "Highway To Hell"                | "Live And Let Die" "Easy" "More Than Words" "Highway To Hell"                | "Live And Let Die" "Easy" "More Than Words" "Highway To Hell"                | "Live And Let Die" "Easy" "More Than Words" "Highway To Hell"                | "Live And Let Die" "Easy" "More Than Words" "Highway To Hell"                | "Live And Let Die" "Easy" "More Than Words" "Highway To Hell"                | "Live And Let Die" "Easy" "More Than Words" "Highway To Hell"                | "Live And Let Die" "Easy" "More Than Words" "Highway To Hell"                | "Live And Let Die" "Easy" "More Than Words" "Highway To Hell"                | "Live And Let Die" "Easy" "More Than Words" "Highway To Hell"                | "Live And Let Die" "Easy" "More Than Words" "Highway To Hell"                | "Live And Let Die" "Easy" "More Than Words" "Highway To Hell"                | "Live And Let Die" "Easy" "More Than Words" "Highway To Hell"                | "Live And Let Die" "Easy" "More Than Words" "Highway To Hell"                | "Live And Let Die" "Easy" "More Than Words" "Highway To Hell"                | "Live And Let Die" "Easy" "More Than Words" "Highway To Hell"                | "Live And Let Die" "Easy" "More Than Words" "Highway To Hell"                | "Live And Let Die" "Easy" "More Than Words" "Highway To Hell"                | "Live And Let Die" "Easy" "More Than Words" "Highway To Hell"                | "Live And Let Die" "Easy" "More Than Words" "Highway To Hell"                | "Live And Let Die" "Easy" "More Than Words" "Highway To Hell"                | "Live And Let Die" "Easy" "More Than Words" "Highway To Hell"                | "Live And Let Die" "Easy" "More Than Words" "Highway To Hell"                | "Live And Let Die" "Easy" "More Than Words" "Highway To Hell"                | "Live And Let Die" "Easy" "More Than Words" "Highway To Hell"                | "Live And Let Die" "Easy" "More Than Words" "Highway To Hell"                | "Live And Let Die" "Easy" "More Than Words" "Highway To Hell"                | "Live And Let Die" "Easy" "More Than Words" "Highway To Hell"                | "Live And Let Die" "Easy" "More Than Words" "Highway To Hell"                | "Live And Let Die" "Easy" "More Than Words" "Highway To Hell"                | "Live And Let Die" "Easy" "More Than Words" "Highway To Hell"                | "Live And Let Die" "Easy" "More Than Words" "Highway To Hell"                | "Live And Let Die" "Easy" "More Than Words" "Highway To Hell"                | "Live And Let Die" "Easy" "More Than Words" "Highway To Hell"                | "Live And Let Die" "Easy" "More Than Words" "Highway To Hell"                | "Live And Let Die" "Easy" "More Than Words" "Highway To Hell"                | "Live And Let Die" "Easy" "More Than Words" "Highway To Hell"                | "Live And Let Die" "Easy" "More Than Words" "Highway To Hell"                | "Live And Let Die" "Easy" "More Than Words" "Highway To Hell"                | "Live And Let Die" "Easy" "More Than Words" "Highway To Hell"                | "Live And Let Die" "Easy" "More Than Words" "Highway To Hell"                | "Live And Let Die" "Easy" "More Than Words" "Highway To Hell"                | "Live And Let Die" "Easy" "More Than Words" "Highway To Hell"                | "Live And Let Die" "Easy" "More Than Words" "Highway To Hell"                | "Live And Let Die" "Easy" "More Than Words" "Highway To Hell"                | "Live And Let Die" "Easy" "More Than Words" "Highway To Hell"                | "Live And Let Die" "Easy" "More Than Words" "Highway To Hell"                | "Live And Let Die" "Easy" "More Than Words" "Highway To Hell"                | "Live And Let Die" "Easy" "More Than Words" "Highway To Hell"                | "Live And Let Die" "Easy" "More Than Words" "Highway To Hell"                | "Live And Let Die" "Easy" "More Than Words" "Highway To Hell"                | "Live And Let Die" "Easy" "More Than Words" "Highway To Hell"                | "Live And Let Die" "Easy" "More Than Words" "Highway To Hell"                | сви финалисти сам сам                                                            | сви финалисти сам сам                                                            | сви финалисти сам сам                                                            | сви финалисти сам сам                                                            | сви финалисти сам сам                                                            | сви финалисти сам сам                                                            | сви финалисти сам сам                                                            | сви финалисти сам сам                                                            | сви финалисти сам сам                                                            | сви финалисти сам сам                                                            | сви финалисти сам сам                                                            | сви финалисти сам сам                                                            | сви финалисти сам сам                                                            | сви финалисти сам сам                                                            | сви финалисти сам сам                                                            | сви финалисти сам сам                                                            | сви финалисти сам сам                                                            | сви финалисти сам сам                                                            | сви финалисти сам сам                                                            | сви финалисти сам сам                                                            | сви финалисти сам сам                                                            | сви финалисти сам сам                                                            | сви финалисти сам сам                                                            | сви финалисти сам сам                                                            | сви финалисти сам сам                                                            | сви финалисти сам сам                                                            | сви финалисти сам сам                                                            | сви финалисти сам сам                                                            | сви финалисти сам сам                                                            | сви финалисти сам сам                                                            | сви финалисти сам сам                                                            | сви финалисти сам сам                                                            | сви финалисти сам сам                                                            | сви финалисти сам сам                                                            | сви финалисти сам сам                                                            | сви финалисти сам сам                                                            | сви финалисти сам сам                                                            | сви финалисти сам сам                                                            | сви финалисти сам сам                                                            | сви финалисти сам сам                                                            | сви финалисти сам сам                                                            | сви финалисти сам сам                                                            | сви финалисти сам сам                                                            | сви финалисти сам сам                                                            | сви финалисти сам сам                                                            | сви финалисти сам сам                                                            | сви финалисти сам сам                                                            | сви финалисти сам сам                                                            | сви финалисти сам сам                                                            | сви финалисти сам сам                                                            | сви финалисти сам сам                                                            | сви финалисти сам сам                                                            | сви финалисти сам сам                                                            | сви финалисти сам сам                                                            | сви финалисти сам сам                                                            | сви финалисти сам сам                                                            | сви финалисти сам сам                                                            | сви финалисти сам сам                                                            | сви финалисти сам сам                                                            | сви финалисти сам сам                                                            | сви финалисти сам сам                                                            | сви финалисти сам сам                                                            | сви финалисти сам сам                                                            | сви финалисти сам сам                                                            | сви финалисти сам сам                                                            | сви финалисти сам сам                                                            | сви финалисти сам сам                                                            | сви финалисти сам сам                                                            | сви финалисти сам сам                                                            | сви финалисти сам сам                                                            | сви финалисти сам сам                                                            | сви финалисти сам сам                                                            | сви финалисти сам сам                                                            | сви финалисти сам сам                                                            | сви финалисти сам сам                                                            | сви финалисти сам сам                                                            | сви финалисти сам сам                                                            | сви финалисти сам сам                                                            | сви финалисти сам сам                                                            | сви финалисти сам сам                                                            | сви финалисти сам сам                                                            | сви финалисти сам сам                                                            | сви финалисти сам сам                                                            | сви финалисти сам сам                                                            | сви финалисти сам сам                                                            | сви финалисти сам сам                                                            | сви финалисти сам сам                                                            | сви финалисти сам сам                                                            | сви финалисти сам сам                                                            | сви финалисти сам сам                                                            | сви финалисти сам сам                                                            | сви финалисти сам сам                                                            | сви финалисти сам сам                                                            | сви финалисти сам сам                                                            | сви финалисти сам сам                                                            | сви финалисти сам сам                                                            | сви финалисти сам сам                                                            | сви финалисти сам сам                                                            | сви финалисти сам сам                                                            | сви финалисти сам сам                                                            | сви финалисти сам сам                                                            | сви финалисти сам сам                                                            | сви финалисти сам сам                                                            | сви финалисти сам сам                                                            | сви финалисти сам сам                                                            | сви финалисти сам сам                                                            | сви финалисти сам сам                                                            | сви финалисти сам сам                                                            | сви финалисти сам сам                                                            | сви финалисти сам сам                                                            | сви финалисти сам сам                                                            | сви финалисти сам сам                                                            | сви финалисти сам сам                                                            | сви финалисти сам сам                                                            | сви финалисти сам сам                                                            | сви финалисти сам сам                                                            | сви финалисти сам сам                                                            | сви финалисти сам сам                                                            | сви финалисти сам сам                                                            | сви финалисти сам сам                                                            | сви финалисти сам сам                                                            | сви финалисти сам сам                                                            | сви финалисти сам сам                                                            | сви финалисти сам сам                                                            | сви финалисти сам сам                                                            | сви финалисти сам сам                                                            | сви финалисти сам сам                                                            | сви финалисти сам сам                                                            | сви финалисти сам сам                                                            | сви финалисти сам сам                                                            | Guns N' Roses Комодорси Extreme AC/DC     | Guns N' Roses Комодорси Extreme AC/DC     | Guns N' Roses Комодорси Extreme AC/DC     | Guns N' Roses Комодорси Extreme AC/DC     | Guns N' Roses Комодорси Extreme AC/DC     | Guns N' Roses Комодорси Extreme AC/DC     | Guns N' Roses Комодорси Extreme AC/DC     | Guns N' Roses Комодорси Extreme AC/DC     | Guns N' Roses Комодорси Extreme AC/DC     | Guns N' Roses Комодорси Extreme AC/DC     | Guns N' Roses Комодорси Extreme AC/DC     | Guns N' Roses Комодорси Extreme AC/DC     | Guns N' Roses Комодорси Extreme AC/DC     | Guns N' Roses Комодорси Extreme AC/DC     | Guns N' Roses Комодорси Extreme AC/DC     | Guns N' Roses Комодорси Extreme AC/DC     | Guns N' Roses Комодорси Extreme AC/DC     | Guns N' Roses Комодорси Extreme AC/DC     | Guns N' Roses Комодорси Extreme AC/DC     | Guns N' Roses Комодорси Extreme AC/DC     | Guns N' Roses Комодорси Extreme AC/DC     | Guns N' Roses Комодорси Extreme AC/DC     | Guns N' Roses Комодорси Extreme AC/DC     | Guns N' Roses Комодорси Extreme AC/DC     | Guns N' Roses Комодорси Extreme AC/DC     | Guns N' Roses Комодорси Extreme AC/DC     | Guns N' Roses Комодорси Extreme AC/DC     | Guns N' Roses Комодорси Extreme AC/DC     | Guns N' Roses Комодорси Extreme AC/DC     | Guns N' Roses Комодорси Extreme AC/DC     | Guns N' Roses Комодорси Extreme AC/DC     | Guns N' Roses Комодорси Extreme AC/DC     | Guns N' Roses Комодорси Extreme AC/DC     | Guns N' Roses Комодорси Extreme AC/DC     | Guns N' Roses Комодорси Extreme AC/DC     | Guns N' Roses Комодорси Extreme AC/DC     | Guns N' Roses Комодорси Extreme AC/DC     | Guns N' Roses Комодорси Extreme AC/DC     | Guns N' Roses Комодорси Extreme AC/DC     | Guns N' Roses Комодорси Extreme AC/DC     | Guns N' Roses Комодорси Extreme AC/DC     | Guns N' Roses Комодорси Extreme AC/DC     | Guns N' Roses Комодорси Extreme AC/DC     | Guns N' Roses Комодорси Extreme AC/DC     | Guns N' Roses Комодорси Extreme AC/DC     | Guns N' Roses Комодорси Extreme AC/DC     | Guns N' Roses Комодорси Extreme AC/DC     | Guns N' Roses Комодорси Extreme AC/DC     | Guns N' Roses Комодорси Extreme AC/DC     | Guns N' Roses Комодорси Extreme AC/DC     | Guns N' Roses Комодорси Extreme AC/DC     | Guns N' Roses Комодорси Extreme AC/DC     | Guns N' Roses Комодорси Extreme AC/DC     | Guns N' Roses Комодорси Extreme AC/DC     | Guns N' Roses Комодорси Extreme AC/DC     | Guns N' Roses Комодорси Extreme AC/DC     | Guns N' Roses Комодорси Extreme AC/DC     | Guns N' Roses Комодорси Extreme AC/DC     | Guns N' Roses Комодорси Extreme AC/DC     | Guns N' Roses Комодорси Extreme AC/DC     | Guns N' Roses Комодорси Extreme AC/DC     | Guns N' Roses Комодорси Extreme AC/DC     | Guns N' Roses Комодорси Extreme AC/DC     | Guns N' Roses Комодорси Extreme AC/DC     | Guns N' Roses Комодорси Extreme AC/DC     | Guns N' Roses Комодорси Extreme AC/DC     | Guns N' Roses Комодорси Extreme AC/DC     | Guns N' Roses Комодорси Extreme AC/DC     | Guns N' Roses Комодорси Extreme AC/DC     | Guns N' Roses Комодорси Extreme AC/DC     | Guns N' Roses Комодорси Extreme AC/DC     | Guns N' Roses Комодорси Extreme AC/DC     | Guns N' Roses Комодорси Extreme AC/DC     | Guns N' Roses Комодорси Extreme AC/DC     | Guns N' Roses Комодорси Extreme AC/DC     | Guns N' Roses Комодорси Extreme AC/DC     | Guns N' Roses Комодорси Extreme AC/DC     | Guns N' Roses Комодорси Extreme AC/DC     | Guns N' Roses Комодорси Extreme AC/DC     | Guns N' Roses Комодорси Extreme AC/DC     | Guns N' Roses Комодорси Extreme AC/DC     | Guns N' Roses Комодорси Extreme AC/DC     | Guns N' Roses Комодорси Extreme AC/DC     | Guns N' Roses Комодорси Extreme AC/DC     | Guns N' Roses Комодорси Extreme AC/DC     | Guns N' Roses Комодорси Extreme AC/DC     | Guns N' Roses Комодорси Extreme AC/DC     | Guns N' Roses Комодорси Extreme AC/DC     | Guns N' Roses Комодорси Extreme AC/DC     | Guns N' Roses Комодорси Extreme AC/DC     | Guns N' Roses Комодорси Extreme AC/DC     | Guns N' Roses Комодорси Extreme AC/DC     | Guns N' Roses Комодорси Extreme AC/DC     | Guns N' Roses Комодорси Extreme AC/DC     | Guns N' Roses Комодорси Extreme AC/DC     | Guns N' Roses Комодорси Extreme AC/DC     | Guns N' Roses Комодорси Extreme AC/DC     | Guns N' Roses Комодорси Extreme AC/DC     | Guns N' Roses Комодорси Extreme AC/DC     | Guns N' Roses Комодорси Extreme AC/DC     | друго место                      | друго место                      | друго место                      | друго место                      | друго место                      | друго место                      | друго место                      | друго место                      | друго место                      | друго место                      | друго место                      | друго место                      | друго место                      | друго место                      | друго место                      | друго место                      | друго место                      | друго место                      | друго место                      | друго место                      | друго место                      | друго место                      | друго место                      | друго место                      | друго место                      | друго место                      | друго место                      | друго место                      | друго место                      | друго место                      | друго место                      | друго место                      | друго место                      | друго место                      | друго место                      | друго место                      | друго место                      | друго место                      | друго место                      | друго место                      | друго место                      | друго место                      | друго место                      | друго место                      | друго место                      | друго место                      | друго место                      | друго место                      | друго место                      | друго место                      | друго место                      | друго место                      | друго место                      | друго место                      | друго место                      | друго место                      | друго место                      | друго место                      | друго место                      | друго место                      | друго место                      | друго место                      | друго место                      | друго место                      | друго место                      | друго место                      | друго место                      | друго место                      | друго место                      | друго место                      | друго место                      | друго место                      | друго место                      | друго место                      | друго место                      | друго место                      | друго место                      | друго место                      | друго место                      | друго место                      | друго место                      | друго место                      | друго место                      | друго место                      | друго место                      | друго место                      | друго место                      | друго место                      | друго место                      | друго место                      | друго место                      | друго место                      | друго место                      | друго место                      | друго место                      | друго место                      | друго место                      | друго место                      | друго место                      | друго место                      |

## Каријера после Операције Тријумф
Вукашин је 23. фебруара 2009. године наступио са члановима такозваног ОТ Бенда (Вукашин, Никола Пауновић, Ђорђе Гогов и Никола Сарић) и Соњом Бакић као предгрупа светској звезди Џејмсу Бланту (James Blunt) на његовом концерту у Београду. пред неколико хиљада гледалаца
Као члан ОТ Бенда, Вукашин се пласирао на Беовизију 2009 са песмом „Благослов за крај“.
На полуфиналној вечери, 7. марта 2009. године, ОТ Бенд је освојио максимална 24 бода и ушли су у финале као првопласирани.
Дан касније, у финалу, од публике је поново добио максималних 12 бодова, са освојеним рекордним 28 521 гласом од укупно 53 550 гласова које је пристигло за свих 11 композиција. То ипак није било довољно за победу, јер је жири овога пута бенду дао свега 5 бодова, тако да у коначном пласману, ОТ Бенд је завршио као другопласирани.
19. и 20. априла 2009. године Вукашин је, са осталим учесницима Операције Тријумф, одржао два концерта у Сава центру у Београду пред око 10000 посетилаца. Певао је песме ОТ Бенда, као и неколико домаћих и страних хитова.
Током лета 2009. године такмичари прве Операције Тријумф су направили турнеју по Црној Гори, чија је круна био концерт на пуном Стадиону малих спортова у Подгорици.
На музичком летњем фестивалу "Сунчане скале 2009" у Херцег Новом, на првој вечери фестивала под називом „Принчеве награде“, ОТ Бенд је однео награду за „откриће године".
Дана 12. јула 2009. године, у Београдској арени, ОТ Бенд, заједно са Аном Бебић, је наступио на свечаној церемонији којом су затворене 25. летње Универзитетске спортске игре, које су у главном граду Србије од 1. до 12. јула окупиле 8.200 учесника из 145 земаља.
Бивши студенти Операције Тријумф су имали и неколико већих и мањих наступа по градовима Србије. Један од запаженијих био је концерт ОТ Бенда са Аном Бебић на централном градском тргу у Ужицу, пред око 10.000 људи.
За крај године, остављен је „Опроштајни концерт Операције Тријумф“ у Сава центру у Београду. Студенти су се на тај начин опростили од заједничких наступа под именом Операције Тријумф, пожелевши да даљу каријеру гради свако за себе.
Уметнички ансамбл Министарства одбране "Станислав Бинички", под диригентском управом Војкана Борисављевића, одржао је 21. децембра 2009. године, концерт под називом „Мама Миа“ у београдском Дому синдиката, на коме су извели хитове шведске групе АББА. Под покровитељством Амбасаде Шведске у Србији, као вокална подршка је наступио ОТ Бенд, а поред њих и Маја Оџаклијевска, Нада Павловић, Тијана Дапчевић, Јелена Јовичић, Милена Васић, Дејан Луткић и Маринко Маџгаљ. Специјални гост концерта била је примадона Београдске опере Јадранка Јовановић.
Дана 11. јануара 2010. године, саопштено је да ће Вукашин Брајић, са композицијом "Thunder and Lightning" Едина - Дине Шарана, представљати Босну и Херцеговину на 55. Такмичењу за песму Евровизије те године у Ослу (Норвешка). Босна и Херцеговина је прошла у финале и међу 25 земаља које су се нашле у финалу заузела 17. место.

## Синглови
| - 2009: „Благослов за крај“ - 2009: „Стрпи се још мало“ - 2009: ОТ Бенд и Каролина - „Заборави“ | - 2010: „Thunder And Lightning“/„Муња и гром“ - 2010: „Од свега уморан“ feat. Alogia - 2013: ,,Mogli smo sve" - 2014: ,,Na usnama" |